# Stadtbahn Stuttgart
Die Stadtbahn Stuttgart der Stuttgarter Straßenbahnen AG (SSB) ist seit 1985 Teil des Schienenpersonennahverkehrs in Stuttgart. Das normalspurige Stadtbahnnetz entstand durch den Ausbau der meterspurigen Straßenbahn Stuttgart, die ab 1966 bereits teilweise im Tunnel verkehrte.
Das Netz umfasst 258 Kilometer Linienlänge und 136 Kilometer Streckenlänge. Es besteht aus 15 regulären Linien und einer Sonderlinie zu Veranstaltungen, die 14 Tunnelhaltestellen, zehn teilweise überdeckelte und 169 Haltestellen an der Oberfläche bedienen. Einige Stadtbahnlinien reichen über das Stadtgebiet Stuttgarts hinaus bis in die Nachbargemeinden Fellbach im Rems-Murr-Kreis, Gerlingen und Remseck am Neckar im Landkreis Ludwigsburg, sowie Leinfelden-Echterdingen und Ostfildern im Landkreis Esslingen.

## Liniennetz

### Aktuelle Linien
Das Liniennetz der Stadtbahn lässt sich geographisch einteilen in
- Tallängslinien, die längs durch den Stuttgarter Talkessel verlaufen (U1, U2, U4, U9, U14),
- Talquerlinien, die quer durch den Talkessel verlaufen (U5, U6, U7, U12, U15),
- Tangentiallinien, die am Talkessel tangential vorbei verlaufen (U3, U8, U13, U16, U19).

Die Strecken der Tallängslinien und der Talquerlinien kreuzen sich in der Stuttgarter Innenstadt an den Haltestellen Hauptbahnhof und Charlottenplatz, ohne dass dort eine Gleisverbindung zwischen ihnen besteht.
Hinzu kommt die Sonderlinie oder Veranstaltungslinie U11, die nur zu besonderen Ereignissen verkehrt.
Die Liniennummer 10 ist der Zahnradbahn, die 20 der Seilbahn vorbehalten.
| Linie | Linienverlauf | Haltestellen (davon im Tunnel) | Linienlänge (davon im Tunnel)   | Fahrzeit (ca.) |
| ----- | --- | ------------------------------ | ------------------------------- | -------------- |
| U1    | Fellbach Lutherkirche – Bad Cannstatt – Mineralbäder – Stöckach – Hauptbahnhof – Rotebühlplatz – Marienplatz – Heslach Vogelrain                                | 27 (7)                         | 14,9 km (4,6 km)                | 41 min         |
| U2    | Neugereut – Bad Cannstatt – Mineralbäder – Stöckach – Charlottenplatz – Rotebühlplatz – Vogelsang – Botnang                                                     | 28 (5)                         | 14,2 km (4,6 km)                | 36 min         |
| U3    | Plieningen – Möhringen Bf – Vaihingen Bf | 11 (0)                         | 8,0 km (0,0 km)                 | 13 min         |
| U4    | Untertürkheim Bf – Wangen – Ostheim – Stöckach – Charlottenplatz – Rotebühlplatz – Hölderlinplatz                                                               | 22 (5)                         | 9,5 km (2,9 km)                 | 25 min         |
| U5    | Killesberg – Hauptbahnhof – Charlottenplatz – Degerloch – Möhringen – Leinfelden Neuer Markt                                                                    | 23 (6)                         | 16,1 km (5,8 km)                | 32 min         |
| U6    | Gerlingen – Giebel – Weilimdorf – Feuerbach – Pragsattel – Hauptbahnhof – Charlottenplatz – Degerloch – Möhringen – Fasanenhof – Echterdingen – Flughafen/Messe | 43 (9)                         | 29,4 km (10,0 km)               | 60 min         |
| U7    | Mönchfeld – Zuffenhausen – Pragsattel – Hauptbahnhof – Charlottenplatz – Ruhbank/Fernsehturm – Heumaden – Ostfildern-Nellingen                                  | 36 (7)                         | 24,5 km (7,7 km)                | 50 min         |
| U8    | Vaihingen Bf – Möhringen Bf – Degerloch – Ruhbank/Fernsehturm – Heumaden – Ostfildern-Nellingen                                                                 | 26 (4)                         | 18,4 km (4,5 km)                | 33 min         |
| U9    | Hedelfingen – Wangen – Raitelsberg – Stöckach – Hauptbahnhof – Vogelsang (– Botnang)                                                                            | 28/22 (4)                      | 13,5 km/10,9 km (2,6 km/1,9 km) | 35 min/27 min  |
| U11   | Hauptbahnhof – Rotebühlplatz – Charlottenplatz – Stöckach – Mineralbäder (– Cannstatter Wasen) – Neckarpark (Stadion)                                           | 13/14 (7)                      | 7,8 km (3,8 km)                 | 18 min         |
| U12   | Remseck-Neckargröningen – Mühlhausen – Hallschlag – Löwentor – Nordbahnhof – Hauptbahnhof – Charlottenplatz – Degerloch – Möhringen Bf – Dürrlewang             | 36 (5)                         | 25,2 km (6,2 km)                | 50 min         |
| U13   | Feuerbach Pfostenwäldle – Pragsattel – Löwentor – Wilhelma – Bad Cannstatt – Untertürkheim Bf – Wangen – Hedelfingen                                            | 25 (2)                         | 15,1 km (2,3 km)                | 38 min         |
| U14   | Mühlhausen – Hofen – Münster – Wilhelma – Mineralbäder – Stöckach – Charlottenplatz – Marienplatz – Heslach Vogelrain – Vaihingen Bf                            | 33 (6)                         | 18,1 km (3,6 km)                | 41 min         |
| U15   | Stammheim – Zuffenhausen – Pragsattel – Hauptbahnhof – Charlottenplatz – Eugensplatz – Ruhbank/Fernsehturm (– Heumaden)                                         | 27/32 (5/6)                    | 14,6 km/18,0 km (3,7 km/4,7 km) | 37 min/45 min  |
| U16   | Giebel – Feuerbach – Pragsattel – Löwentor – Wilhelma – Bad Cannstatt – Fellbach Lutherkirche                                                                   | 30 (3)                         | 17,4 km (3,2 km)                | 43 min         |
| U19   | Neugereut – Bad Cannstatt – Neckarpark (Stadion) | 09 (0)                         | 6,0 km (1,0 km)                 | 20 min         |

1. ↑  U1 verkehrt unregelmäßig (bspw. bei Sperrung der S-Bahn-Stammstrecke) in der Hauptverkehrszeit weiter bis Vaihingen Bf.
2. ↑  U5 verkehrt regulär nur im 20-Minuten-Takt.
3. ↑  U5 verkehrt bei Großveranstaltungen auf dem Killesberg, wie z. B. dem Lichterfest zweigeteilt: zwischen Killesberg und Degerloch Albstraße oder Möhringen Bf mit verdichtetem Takt und Doppeltraktionen als Sonderlinie, und zwischen Leinfelden und Waldau mit regulärer Taktung. Bei kleineren Veranstaltungen wird sie lediglich zu einem Zehn-Minuten-Takt zwischen Degerloch Albstraße bzw. Möhringen Bf und Killesberg verdichtet.
4. ↑  U6 verkehrt bei großen Publikumsmessen, wie z. B. der CMT zusätzlich im 20-Minuten-Takt zwischen Killesberg und Flughafen/Messe als Sonderlinie in der Taktlücke der U5.
5. ↑  U8 verkehrt nur montags bis freitags von 5:30 Uhr bis 20:00 Uhr im 20-Minuten-Takt sowie in der nachmittäglichen Hauptverkehrszeit zwischen Vaihingen und Heumaden im Zehn-Minuten-Takt.
6. ↑  Ein- und Ausrücker der Linien U7 und U15 werden zwischen SSB-Zentrum und Ostfildern (U7) bzw. Heumaden (U15) als U8 geführt. Im Fahrplan besonders markierte Einrückfahrten können entfallen, falls die SSB bspw. bei Großveranstaltungen die Doppeltraktionen der U7 nicht zum üblichen Zeitpunkt verkürzt.
7. ↑  U9 verkehrt in den Schulferien * und außerhalb der Hauptverkehrszeit nur zwischen Vogelsang und Hedelfingen.
8. ↑  U11 verkehrt nur bei Volksfesten, größeren Sportveranstaltungen und Konzerten. Bei Veranstaltungen auf dem Cannstatter Wasen fährt sie nur ab bzw. bis dort. Die Haltestelle Berliner Platz (Hohe Str.) wird in der Regel (beim Einsatz von Doppeltraktionen, aufgrund zu kurzer Bahnsteige) nicht bedient.
9. ↑  U11 verkehrt durch die Innenstadtschleife entgegen dem Uhrzeigersinn.
10. ↑  U15 verkehrt in den Schulferien * und außerhalb der morgendlichen Hauptverkehrszeit nur zwischen Stammheim und Ruhbank/Fernsehturm.
11. ↑  U16 verkehrt nur montags bis freitags in der Hauptverkehrszeit.
12. ↑  U19 verkehrt nur montags bis freitags von 6:30 Uhr bis 20:00 Uhr (in Schulferien ohne Fahrten zwischen 9 Uhr und 15 Uhr) *.
13. ↑  U19 verkehrt bei kleineren Sportveranstaltungen und Konzerten zusätzlich auf dem Teilabschnitt Bad Cannstatt Wilhelmsplatz – Neckarpark mit verdichtetem Takt als Sonderlinie.

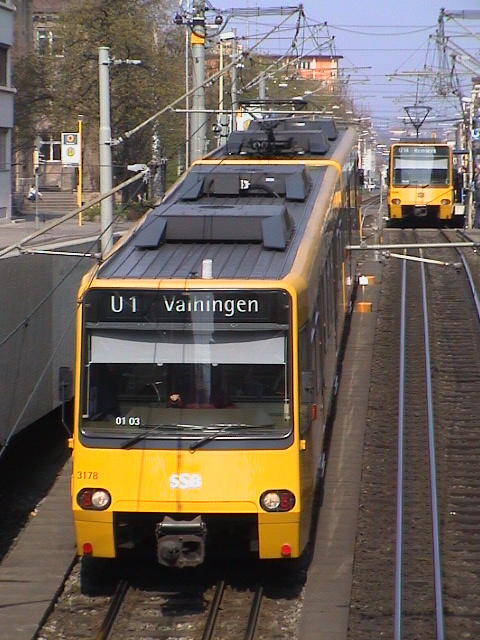
Stadtbahn-Triebwagen DT 8.7

Die Linien U6, U7 und U12 verkehren montags bis samstags tagsüber in Doppeltraktion als 80-Meter-Züge. Die Veranstaltungslinie U11 und die Veranstaltungs-Sonderverkehre der U5 verkehren bei Bedarf in Doppeltraktion.
Alle Linien außer U5 und U8 verkehren tagsüber in ihrer Betriebszeit im Zehn-Minuten-Takt.

### Entwicklung des Liniennetzes
Das Stadtbahn-Liniennetz geht im Wesentlichen aus den ehemaligen Straßenbahnlinien hervor und entstand durch eine schrittweise Umstellung von Straßenbahn- auf Stadtbahnbetrieb, wobei die groben Verläufe und die Liniennummern größtenteils beibehalten wurden (siehe dazu Umstellung der Straßenbahn auf Stadtbahnbetrieb und die Streckenchronik unter „Geschichte“). Über den alten Straßenbahnbestand hinaus wurden 1999 und 2000 erstmals Neubaustrecken in Betrieb genommen.

Das Stadtbahnliniennetz auf dem Stand von 2007

#### Netz 2011
Zum Fahrplanwechsel am 12. Dezember 2010 wurden die Nordäste der Linien U5 und U7 getauscht, sodass die U5 nun zum Killesberg und die U7 nach Mönchfeld verkehrt. Ebenso verkehrt die U4 ab Berliner Platz auf der bisherigen Strecke der U2 zum Hölderlinplatz, die U2 verkehrt stattdessen nach Botnang. Die Umstellung verbindet vom Aufkommen gleich starke Außenäste. So wird das große Wohngebiet Zuffenhausen/Rot/Freiberg/Mönchfeld jetzt mit Doppelzügen der U7 bedient und die vorherige Überbesetzung beseitigt. Auch die U2 bedient jetzt zwei stark frequentierte Außenäste, bei denen eine Ausweitung der Kapazität erwogen wird.
Außerdem wurde die neue Stadtbahnlinie U12 eingeführt, sie verkehrte fortan zwischen Möhringen und dem Killesberg (in der Hauptverkehrszeit: Vaihingen–Killesberg). Auf dem Abschnitt Möhringen–Vaihingen ersetzte sie teilweise die U6, die ebenfalls seit dem Fahrplanwechsel am 11. Dezember 2010 von Möhringen aus zum Gewerbegebiet Fasanenhof-Ost verkehrt. Seit dem 11. Dezember 2011 verkehrt zudem die Linie U15 auf dem neu gebauten Abschnitt zwischen Zuffenhausen und Stammheim.

#### Netz 2013

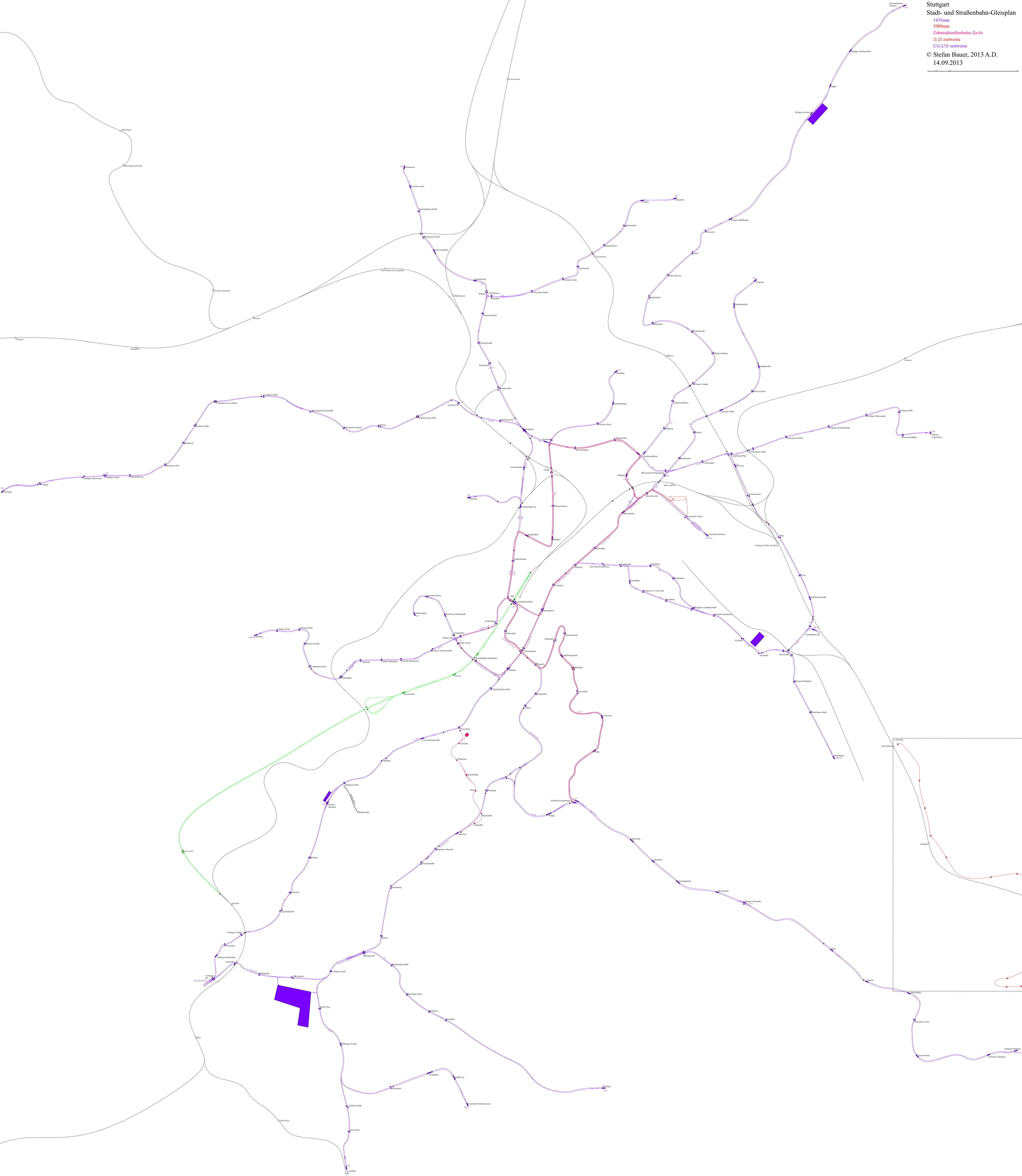
Gleisplan (Stand 2013)

Mit der Eröffnung des neuen Streckenabschnitts nördlich der Löwentorkreuzung zum Hallschlag (siehe Bau der U12) wurde am 14. September 2013 das Streckennetz geändert. Der bisherige Streckenabschnitt der U15, von der Haltestelle Stadtbibliothek auf der Nordbahnhofstraße bis zur Löwentorkreuzung, wird seitdem von der U12 bedient, die von dort bis zum Hallschlag fährt. Die U15 verkehrt seither auf der Heilbronner Straße direkt zum Pragsattel. Der Killesberg wird von nun an nur noch durch die U5 im 20-Minuten-Takt angefahren.

#### Netz 2016/2018

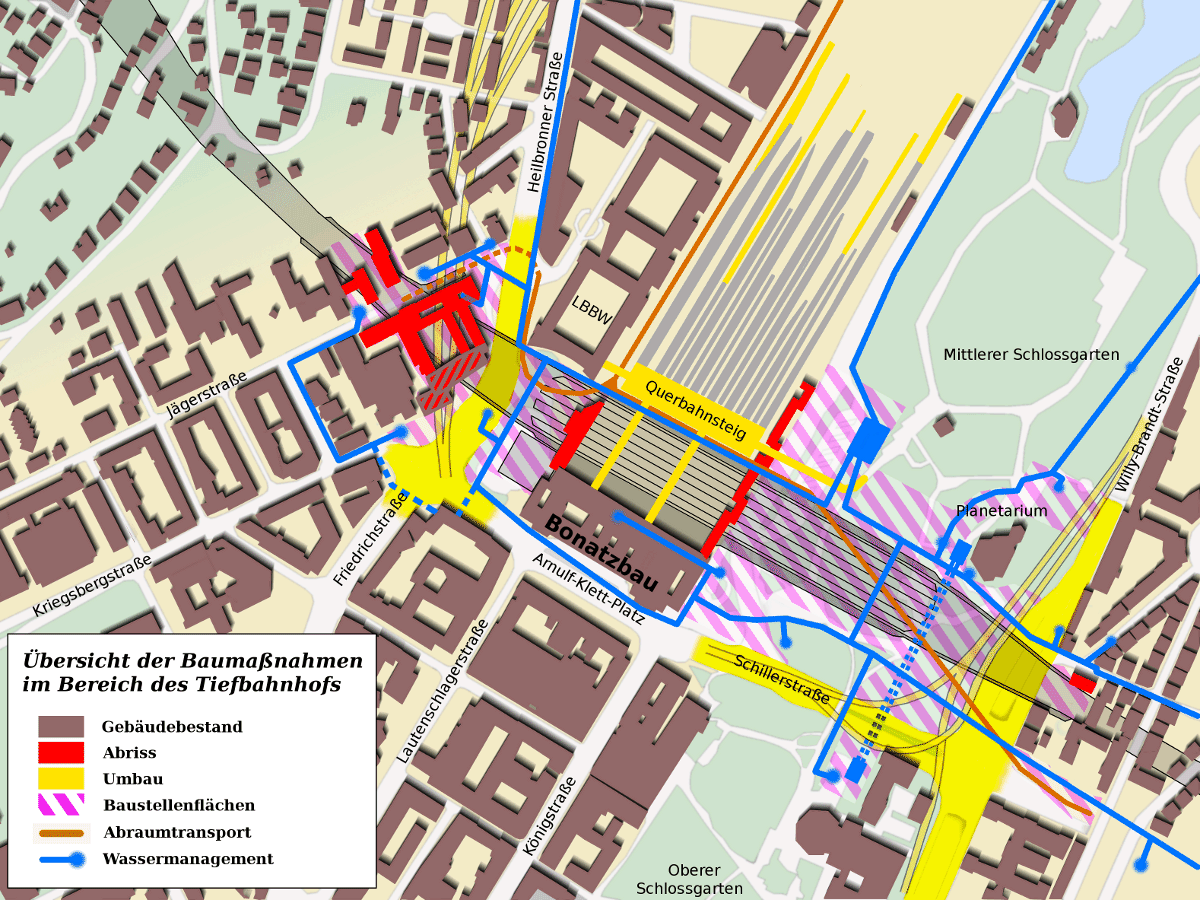
Baumaßnahmen durch den Neubau des Hauptbahnhofs im Rahmen von Stuttgart 21. Stadtbahnprojekte jeweils in gelb: Westlich des Bonatzbaus der Stadtbahntunnel Heilbronner Straße, östlich der Neubau der Haltestelle Staatsgalerie

Der Tiefbahnhof des Bahnprojekts Stuttgart 21 erforderte durch seine räumliche Überschneidung einen Neubau der Stadtbahnhaltestelle Staatsgalerie und der anschließenden Tunnel. Innerhalb von siebeneinhalb Jahren wurden die Streckenabschnitte Staatsgalerie – Charlottenplatz und Staatsgalerie – Hauptbahnhof unterbrochen und neu gebaut.
Der Tunnel Staatsgalerie – Charlottenplatz war von Mai 2016 bis Dezember 2017 („Netz 2016“) gesperrt. Die Linien U1 und U2 wurden über den Hauptbahnhof umgeleitet, die Linie U4 wurde nur bis zum Neckartor mit Wendefahrten zur Haltestelle Staatsgalerie geführt. Die U11 wurde in beiden Richtungen über die Innenstadtschleife mit Wende am Charlottenplatz geführt. Um die Anbindung der Haltestelle Charlottenplatz und des nördlichen Astes der U4 zum Hölderlinplatz (am Berliner Platz besteht keine Weichenverbindung aus Richtung Hauptbahnhof) aufrechtzuerhalten, wurden die Zusatzlinien U21 (Charlottenplatz – Südheimer Platz) und U24 (Charlottenplatz – Hölderlinplatz) eingeführt.
Zwischen Dezember 2017 und Dezember 2023 war der Tunnel Staatsgalerie – Hauptbahnhof („Netz 2018“) gesperrt. Die U9 wurde dabei über den Charlottenplatz nach Heslach Vogelrain geführt und um die Zusatzlinie U29 ergänzt, die den nur von nördlicher Seite aus anzufahrenden Hauptbahnhof mit dem eigentlichen Endpunkt der U9 am Vogelsang (in der HVZ in Botnang) verband. Die Linie U14 wurde über die Innenstadtschleife zum Hauptbahnhof geführt und wurde bis Sommer 2023 (siehe unten) um die Zusatzlinie U34 ergänzt, die vom Vogelsang zum Südheimer Platz (bei Sperrung der S-Bahn-Stammstrecke in der Hauptverkehrszeit auch weiter bis Vaihingen Bf) verkehrte.
Für das Netz 2018 war zunächst vorgesehen, dass die U14 von Mühlhausen aus statt in die Innenstadt über den Leuzeknoten und Bad Cannstatt nach Neugereut fährt und dort die U2 auf ihrem höher frequentierten Abschnitt Bad Cannstatt – Neugereut entlastet und verdichtet. Für die Verbindung mit der Innenstadt war ein Einsatz der U11 im Regelbetrieb vorgesehen. Diese Pläne wurden nach einem Probebetrieb vom 17. Oktober 2016 bis zum 13. April 2017 zugunsten der Verstärkerlinie U19 verworfen, die am 16. Oktober 2017 schließlich den Planbetrieb aufnahm. Sie verläuft zwischen Neugereut und dem Neckarpark und verdichtet die U2 auf dem angesprochenen Abschnitt zu einem angenäherten Fünf-Minuten-Takt. Außerdem sollte die U34 bereits in Heslach beginnen und statt zum Vogelsang zum Hauptbahnhof fahren. Der Endpunkt der U9 wäre stattdessen am Südheimer Platz gewesen.
Mit dem Fahrplanwechsel am 9. Dezember 2017 wurde außerdem im Zuge der Inbetriebnahme des U12-Lückenschlusses Hallschlag–Wagrainäcker (siehe Bau der U12) die U14 bis Mühlhausen zurückgenommen und die U12 mit Doppelzügen an deren bisherige Endhaltestelle nach Remseck-Neckargröningen geführt.
Mit dem Fahrplanwechsel im Dezember 2018 nahm außerdem die neue Verstärkerlinie U16 (Giebel – Fellbach) den Betrieb auf. Sie bietet zu den Hauptverkehrszeiten zusätzliche Kapazitäten auf den stark frequentierten Streckenabschnitten Fellbach – Bad Cannstatt, Bad Cannstatt – Pragsattel und Pragsattel – Giebel. Die U13, die bisher in der HVZ bis Giebel verkehrte, wurde im Zuge dessen bis Feuerbach Pfostenwäldle zurückgenommen.
Änderungen und Einschränkungen im Jahr 2023
Wegen baustellenbedingten Beeinträchtigungen aufgrund des Ausbaus des „Digitalen Knotens Stuttgart“ im S-Bahn- und Regionalverkehr zwischen Bad Cannstatt und Waiblingen kam zwischen dem 15. Mai und dem 29. Juli 2023 montags bis freitags die Zusatzlinie U21 zwischen Fellbach und dem Vogelsang zum Einsatz. Um die Fahrzeugkapazitäten für diese zusätzliche Linie bereitstellen zu können, verkehrte die Linie U19 in diesem Zeitraum nur bei Veranstaltungen in verkürzter Form, die U16 übernahm deren Nord-Abschnitt und fuhr demnach statt nach Fellbach bis nach Neugereut und die U34 verkehrte nur am Wochenende.
Außerdem wurden im Juli 2023 diverse temporäre Linienkürzungen und Kurseinsparungen aufgrund von Personalmangel eingeführt. Zuletzt war es durch den oben genannten S-Bahn-Ersatzverkehr, den Neubau der Rosensteinbrücke und weitere Baustellen im Streckennetz vermehrt zu Engpässen gekommen und Züge mussten außer der Reihe abgestellt werden. Dabei wurden einzelne Fahrten „geplant nicht durchgeführt“. In den baden-württembergischen Sommerferien wurden zudem die Verstärkerlinien U16 und U19 sowie teilweise die Veranstaltungslinie U11 vorübergehend eingestellt. Daran anschließend folgte dann die vorzeitige Einstellung der Zusatzlinie U34 (eigentlich zum Fahrplanwechsel im Dezember geplant).

#### Netz 2024
Mit dem Fahrplanwechsel am 10. Dezember 2023 konnte in Folge der Inbetriebnahme des neuen Tunnels zwischen Staatsgalerie und Hauptbahnhof wieder zum ursprünglichen Stadtbahnnetz, vor den Einschränkungen durch Stuttgart 21 (Netze 2016 und 2018), zurückgekehrt werden. Darüber hinaus tauschten die Linien U1 und U14 als Vorabmaßnahme für die Kapazitätserhöhung der U1 ihre Süd- und Mitteläste. Dabei verkehrt die U1 künftig über die Innenstadtschleife (Hauptbahnhof–Berliner Platz–Rotebühlplatz) und weiter bis Heslach Vogelrain (bei Sperrung der S-Bahn-Stammstrecke in der Hauptverkehrszeit zunächst auch weiter bis Vaihingen Bf) und die U14 über Charlottenplatz und Rathaus bis Vaihingen Bahnhof. Der Linientausch in der Innenstadt ergibt sich durch eine bessere Auslastung der Fahrzeugkapazitäten und der inzwischen erfolgten Verbindung des Neckartal um Mühlhausen mit der Innenstadt durch die U12.
So wurde die U11 auch wieder entgegen dem Uhrzeigersinn durch die Innenstadtschleife geführt und die Zusatzlinien U34 (bereits vorzeitig wegen Personalmangel eingestellt) und U29 wurden durch die Rückführung von U9 und U14 obsolet und damit eingestellt. Außerdem übernimmt die U8 fortan die Fahrten der U15 in der nachmittäglichen Hauptverkehrszeit nach Heumaden und wird in dieser Zeit so zwischen Vaihingen und Heumaden zu einem Zehn-Minuten-Takt verdichtet.

### Sonderlinien und Sonderverkehre
In der Straßenbahnzeit gab es keine gesonderten Veranstaltungslinien, sondern solche Fahrten wurden als Sonderverkehre, genannt E-Wagen, geführt. Dies blieb auch bei der Stadtbahn bis zur Einführung der unten aufgeführten Sonderlinien so. 

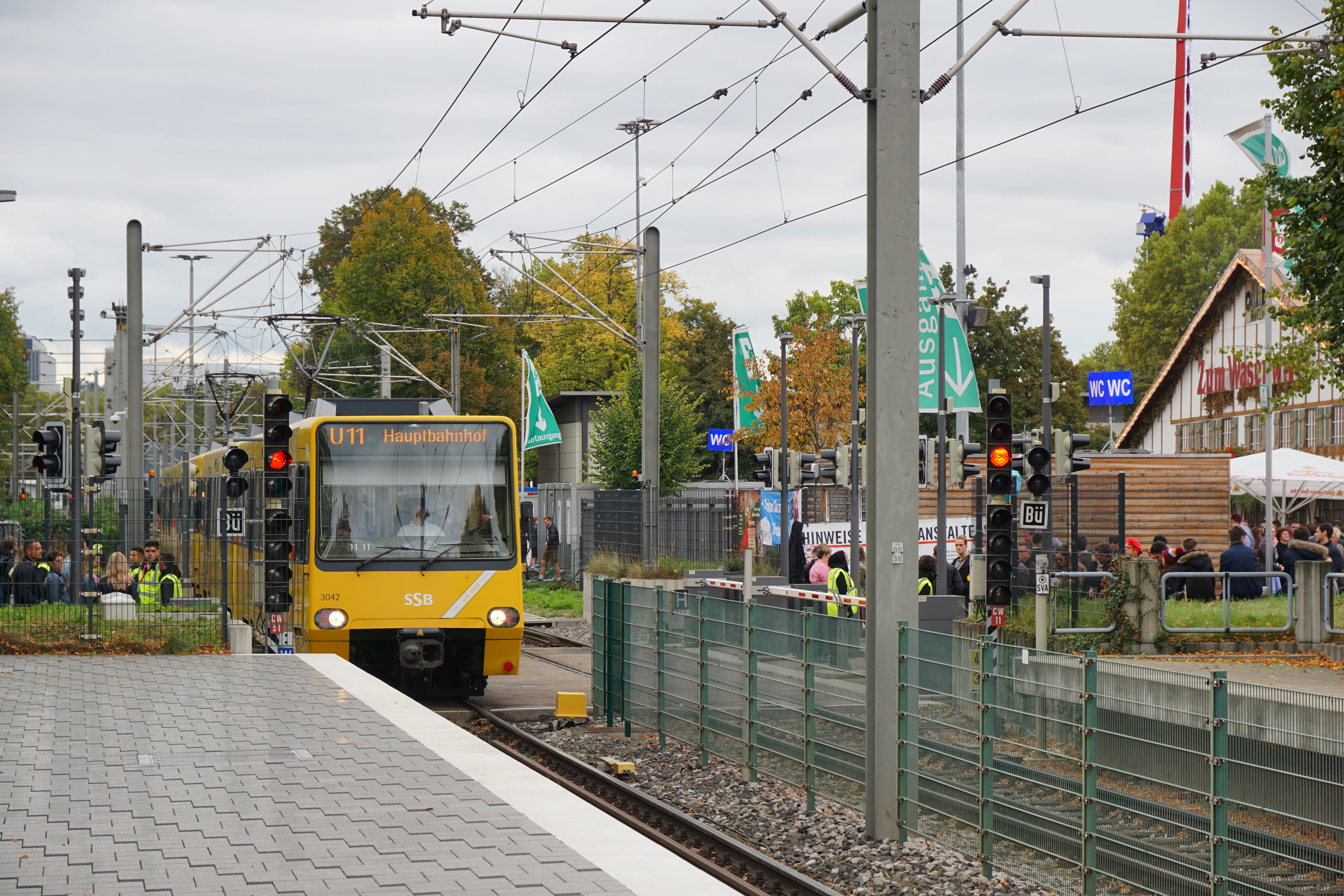
Ein Zug der Linie U11 während des Cannstatter Volksfests an der Haltestelle Cannstatter Wasen

#### Volksfestlinie und Stadionlinien
Als erste Sonderlinie wurde am 19. August 1994 die „Volksfestlinie“ U11 eingeführt, womit man den E-Wagen-Sonderverkehren zu Neckarstadion und Cannstatter Volksfest einen festen Verlauf samt Liniennummern zuwies.
Am 28. Mai 2000 wurde, zusammen mit weiteren Sonderlinien, eine neue Linie für die Anbindung des Stadions bei Fußballspielen in das Netz aufgenommen: die U16 (Feuerbach Pfostenwäldle – Pragsattel – Wilhelma – Neckarpark, damals Daimler-Stadion). Diese wurde 2006 durch die neue Veranstaltungslinie U19 (Bad Cannstatt Wilhelmsplatz – Neckarpark) ersetzt. Diese sollte mit der S-Bahn anreisende Besucher, auch aus dem bisherigen Einzugsgebiet der U16, in Cannstatt aufnehmen und zum Veranstaltungsort (meist Schleyer-Halle oder Porsche-Arena) bringen und wurde bei kleineren Veranstaltungen statt der U11 eingesetzt, die bisher in solchen Fällen zwischen Mineralbäder und Neckarpark pendelte. In Vorbereitung auf die Fußball-Weltmeisterschaft 2006 wurden die Bahnsteige entlang der U11 für den Einsatz von Doppeltraktionen verlängert.
Zwischenzeitlich war auch eine weitere Sonderlinie angedacht, die mit der Liniennummer U21 bereits auf den „Perlbändern“ (Fahrgastinformationsanzeiger im Zug) zu finden war, aber nie zum Einsatz kam. Sie hätte von Mönchfeld aus über Pragsattel und Wilhelma das Neckarstadion angebunden.
Ab 2016/17 wurde die U19 in eine Verstärkerlinie bis Neugereut umgewandelt (siehe U19-Verstärker), behält ihre Funktion als Sonderlinie bei kleineren Veranstaltungen auf der verkürzten Strecke weiterhin bei, in einem jeweils an die Veranstaltung angepassten Takt.
Für Fußballspiele und andere Veranstaltungen im Waldaustadion wurde zum 28. Mai 2000, zusammen mit der U16, die Sonderlinie U18 (Waldau – Möhringen – Vaihingen Bahnhof) eingeführt. Bis dahin waren auch solche Fahrten bereits als E-Wagen anzutreffen. 2008 wurde die U18 bereits wieder durch Sonderverkehre ersetzt. Diese fahren meist ohne Liniennummer (Schilderung „U“) Killesberg – Waldau mit Doppeltraktionen, um die Besucher aus der Innenstadt zum Stadion zu bringen. Takt und Fahrzeiten werden dabei an die jeweilige Veranstaltung angepasst.
Seit dem Stuttgarter Frühlingsfest 2022 (ursprünglich schon für 2020 geplant) gibt es während den Volksfesten auf dem Cannstatter Wasen in der U11 Ansagen auf schwäbisch mit touristischen Informationen rund um die Strecke. Eine solche Aktion gab es bereits am Eröffnungswochenende der U15 im Jahr 2011. Zur Fußball-Europameisterschaft 2024 hat die SSB Mitarbeiter internationale Ansagen für die U11 einsprechen lassen. So wurden die Informationen für die Fahrgäste auch in den Landessprachen der Mannschaften angesagt, die am jeweiligen Termin im Neckarstadion spielten.

#### Messelinie und Lichterfestlinie
Als erste „Messelinie“ wurde mit Eröffnung der U-Haltestelle Killesberg Messe 1993 die U7 eingeführt, die bei Messen auf dem dortigen Messegelände oder anlässlich des Lichterfests mit Zusatzfahrten meist ab Waldau verstärkt und mit Doppeltraktionen bedient wurde. Nachdem die U7 einen eigenen Süd-Endpunkt erhalten hatte, wies man zum 28. Mai 2000, zusammen mit anderen Sonderverkehren den Fahrten zu Messeveranstaltungen und Lichterfest eine eigene Liniennummer zu. Diese neue U17 hatte ihren südlichen Endpunkt entweder an der Wendeanlage hinter Degerloch Albstraße oder an der Waldau und fuhr verstärkend zur regulären U7.
Im Rahmen der Verlegung des Messegeländes an den Flughafen im November 2007 gab man die Linienbezeichnung U17 wieder auf; die verbliebenen Sonderverkehre zum Lichterfest einmal im Jahr wurden künftig als E-Wagen durchgeführt, südlicher Endpunkt war dabei meist Waldau. Nachdem sich mit dem Netz 2011 die reguläre Bedienung des Killesbergs änderte (siehe dafür dort) wurden 2011, 2012 und 2013 die Sonderverkehre für das Lichterfest als U12 mit Doppeltraktionen und Wende in Möhringen Bahnhof durchgeführt. Die wegen ihres Südastes nicht doppeltraktionsfähige U5 wurde in dieser Zeit zur Waldau zurückgenommen.
Im Jahr 2014, nachdem die U12 verlegt worden war, kehrte man wieder zu den E-Wagen als Bedienung des Lichterfests zurück, diese wurden dabei erstmals mit „Lichterfestlinie“ beschildert und fuhren bis Degerloch Albstraße, zu Veranstaltungsende zusätzlich bis Waldau. Die U5 wurde für diesen Zeitraum bis Heumaden umgeleitet. In den beiden Folgejahren leitete man die U5 wieder zur Waldau, die E-Wagen für das Lichterfest wendeten hinter Degerloch Albstraße und am Bahnhof Möhringen.
Im Jahr 2017 führte man schließlich die Linienbezeichnung der alten „Messelinie“ U17 für die Sonderverkehre zum Lichterfest und anderen Veranstaltungen auf dem Killesberg wieder ein. Das sonstige Konzept blieb für das Lichterfest in den Folgejahren gleich. Bei kleineren Veranstaltungen, wie Konzerten oder Sportereignissen verdichtete die U17 die U5 stattdessen zu einem Zehn-Minuten-Takt. Um die Bezeichnung U17 für eine spätere Linie von Flughafen und neuer Messe nach Dürrlewang oder Vaihingen freizuhalten (siehe Übereckverbindung Pflugmühle), wurden die Sonderverkehre mit dem Lichterfest 2019 als U25 geführt.
Seit dem Lichterfest 2022 führt man die Leistungen nun wieder nicht mehr unter eigener Liniennummer, sondern schildert auch hier mit U5, diese Linie wird also praktisch zweigeteilt (Sonderverkehre Killesberg – Degerloch/Möhringen und umgeleiteter Planverkehr Leinfelden – Waldau). Die Bezeichnung U25 ist nun für eine zukünftige Linie Killesberg – Plieningen (siehe Übereckverbindung Möhringen) vorgesehen.
Eine Besonderheit der Lichterfestlinie ist der Drei-Minuten-Takt mit Doppeltraktionen nach Veranstaltungsende.
Seit der Anbindung der neuen Messe auf den Fildern (siehe Verlängerung Flughafen/Messe) werden bei größeren Publikumsmessen wie der CMT zusätzliche Sonderverkehre im 20-Minuten-Takt in der Taktlücke der U5 zwischen Flughafen/Messe und Pragfriedhof oder Killesberg eingesetzt. Außerdem wird der Zehn-Minuten-Takt der U6 bis in die Morgen- und Abendstunden ausgeweitet.

#### Sonstiges
Neben den oben aufgeführten Sonderverkehren und -linien gibt es noch einige weitere Fälle, in denen von den regulären Linien abweichende Fahrten stattfinden. Dabei handelt es sich beispielsweise um einen morgendlichen Schülerzug von Stammheim über das Gleisdreieck am Zuffenhausener Kelterplatz nach Mönchfeld zur Anbindung der Schulen in Rot und Freiberg. Dieser schildert zunächst mit U15, ab Kelterplatz dann U7.
Auch die Hauptversammlung der Porsche SE in der Porsche-Arena wird jedes Jahr mit eigenen Stadtbahn-Sonderverkehren, nur für dessen Teilnehmer, angebunden. Hierfür verkehren Züge auf dem Linienweg der U11, allerdings auch in entgegengesetzter Richtung durch die Innenstadtschleife. Diese Züge halten nur an ausgewählten Haltestellen und fahren im 10- oder 15-Minuten-Takt. Erkennbar sind diese Züge durch die Zielbeschilderung „HV Porsche SE“ oder „Porsche HV“.
Auch andere Veranstaltungen, wie der „Stuttgarter Firmenlauf“ auf der Waldau (hier Zusatzzüge nach Vaihingen) oder die „Flammenden Sterne“ in Ostfildern (hier Fünf-Minuten-Takt mit Zusatzzügen zum Killesberg oder Pragfriedhof) wird gelegentlich mit Sonderverkehren angebunden. Auch Unternehmen können Sonderverkehre bestellen, wie es beispielsweise bei der Eröffnung des Einkaufszentrums „Milaneo“ im Oktober 2014 der Fall war: Hier wurden zusätzliche Züge in Doppeltraktion bestellt, die zwischen den Wendeanlagen hinter Degerloch Albstraße und Eckartshaldenweg pendelten.
In Kooperation mit „Lokstoff! Theater im öffentlichen Raum e. V.“ und dem Kunstmuseum Stuttgart bot die SSB 2014 bis 2017 die Linie Dix – Eine Großstadtrevue an. In den Zügen, die mit Linie Dix / Theaterbahn / Bitte nicht einsteigen beschildert waren, wurden während einer nächtlichen Fahrt durch das Stadtbahnnetz verschiedene Theateraufführungen gezeigt.
In den Jahren 2012 bis 2015 gab es an ausgewählten Adventstagen auf dem Linienweg der U11 Sonderverkehre zur besseren Anbindung des Stuttgarter Weihnachtsmarkts und als Anreiz zum Umstieg auf die Schiene. Diese verkehrten im Auftrag der in.stuttgart Veranstaltungsgesellschaft im 15-Minuten-Takt und schilderten „Weihnachtsmarkt-Shuttle“. Sie waren unter Vorzeigung eines gültigen Parkscheins kostenlos zu benutzen.

## Betrieb

### Fahrpersonal
Rund 900 SSB-Mitarbeiter verfügten 2016 über einen Stadtbahn-Führerschein zur Personenbeförderung, rund 400 mehr als noch zur Jahrtausendwende. In den kommenden Jahren sollen weitere Fahrer eingestellt werden. Die SSB beschäftigen Mitarbeiter aus 31 Staaten. Zu Beginn der 2020er-Jahre bestanden vermehrt Engpässe bei den Stadtbahnfahrern. Bis 2030 müssen rund 1000 Bus- und Bahnfahrerstellen neu besetzt werden.

### Betriebszeiten
Betriebsbeginn ist bei fast allen regulären Linien kurz nach 4 Uhr, Betriebsschluss ca. 1 Uhr. Alle Linien außer U5 und U8 (hier nur 20-Minuten-Takt) werden tagsüber in ihrer Betriebszeit mindestens im 10-Minuten-Takt befahren.
| Takt | montags–freitags  | samstags           | sonntags/feiertags |
| ---- | ----------------- | ------------------ | ------------------ |
| kein | 1 Uhr – 4 Uhr     | 1 Uhr – 5 Uhr      | 1 Uhr – 5 Uhr      |
| 30′  | –                 | 5 Uhr – 7 Uhr      | 5 Uhr – 7 Uhr      |
| 15′  | 4 Uhr – 6 Uhr     | 7 Uhr – 10 Uhr     | 7 Uhr – 11 Uhr     |
| 10′  | 6 Uhr – 20.30 Uhr | 10 Uhr – 20.30 Uhr | 11 Uhr – 18 Uhr    |
| 15′  | 20.30 Uhr – 1 Uhr | 20.30 Uhr – 1 Uhr  | 18 Uhr – 1 Uhr     |

### Fahrzeuge

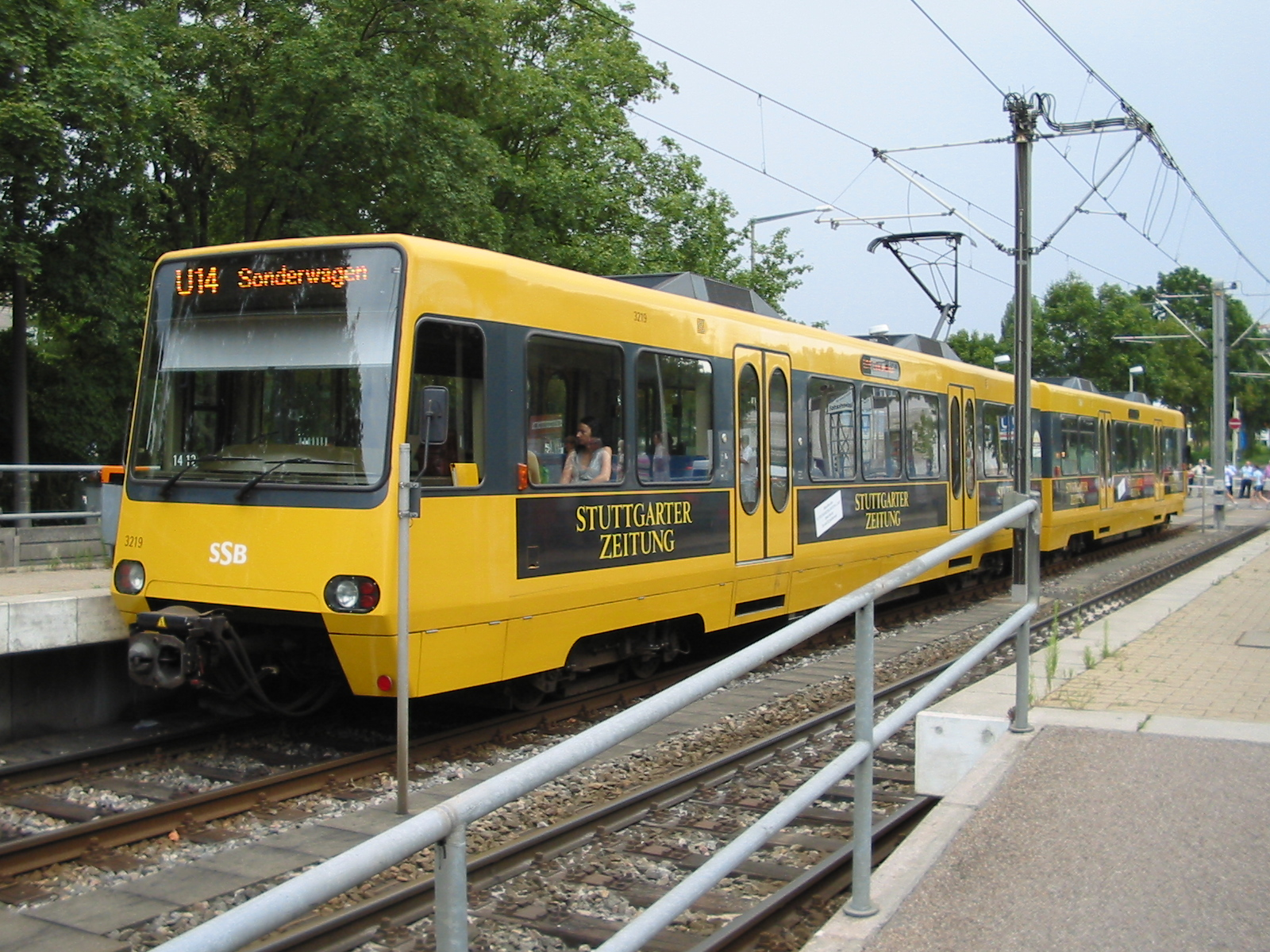
Stadtbahnzug der Serie DT 8.9

Der Fuhrpark besteht aus 224 Doppeltriebwagen des Typs DT 8, der speziell für Stuttgart und seine topographischen Gegebenheiten von DUEWAG, AEG, Siemens, Stadler, SGP (technische Ausstattung) und Lindinger & Partner (Design) entwickelt wurde. Insbesondere ist der Allachsantrieb bei Stadtbahnen einzigartig, aber durch die Topographie der Stadt erforderlich.
Die Bezeichnung DT 8 steht für Doppeltriebwagen mit acht angetriebenen Achsen. Es gibt mittlerweile vierzehn Serien, wobei die ersten drei Serien einzelne Prototypen waren. Zwei Prototyp-Einzelwagen sind museal erhalten, die anderen vier Wagen schon lange verschrottet.
Die durchschnittliche jährliche Laufleistung eines SSB-Stadtbahnwagens beträgt 120.000 Kilometer. 2015 waren 224 Einheiten im Einsatz und 70 weitere zur Auslieferung ab 2025 vorgesehen. 76 Einheiten waren generalüberholt. Das Alter der Stadtbahnfahrzeuge betrug 2015 durchschnittlich 20 Jahre. Sie befinden sich nach der Aufarbeitung aber alle in einem sehr guten Zustand.
2024 teilte sich der Fahrzeugbedarf von 224 Wagen folgendermaßen auf: Linieneinsatz 172, Sonderverkehr 10, Fahrschule 4, Werkstattreserve 23, Standwagen und Baustellenreserve 3, Betriebsreserve 12.

### Betriebseinrichtungen
2025 betrug die Streckenlänge des Netzes 136 Kilometer, davon ca. 110 Kilometer (ca. 85 %) mit Schotteroberbau. Die Stadtbahn ist mit dem Zugbeeinflussungssystem ZUB ausgerüstet.

#### Betriebshöfe und Abstellanlagen

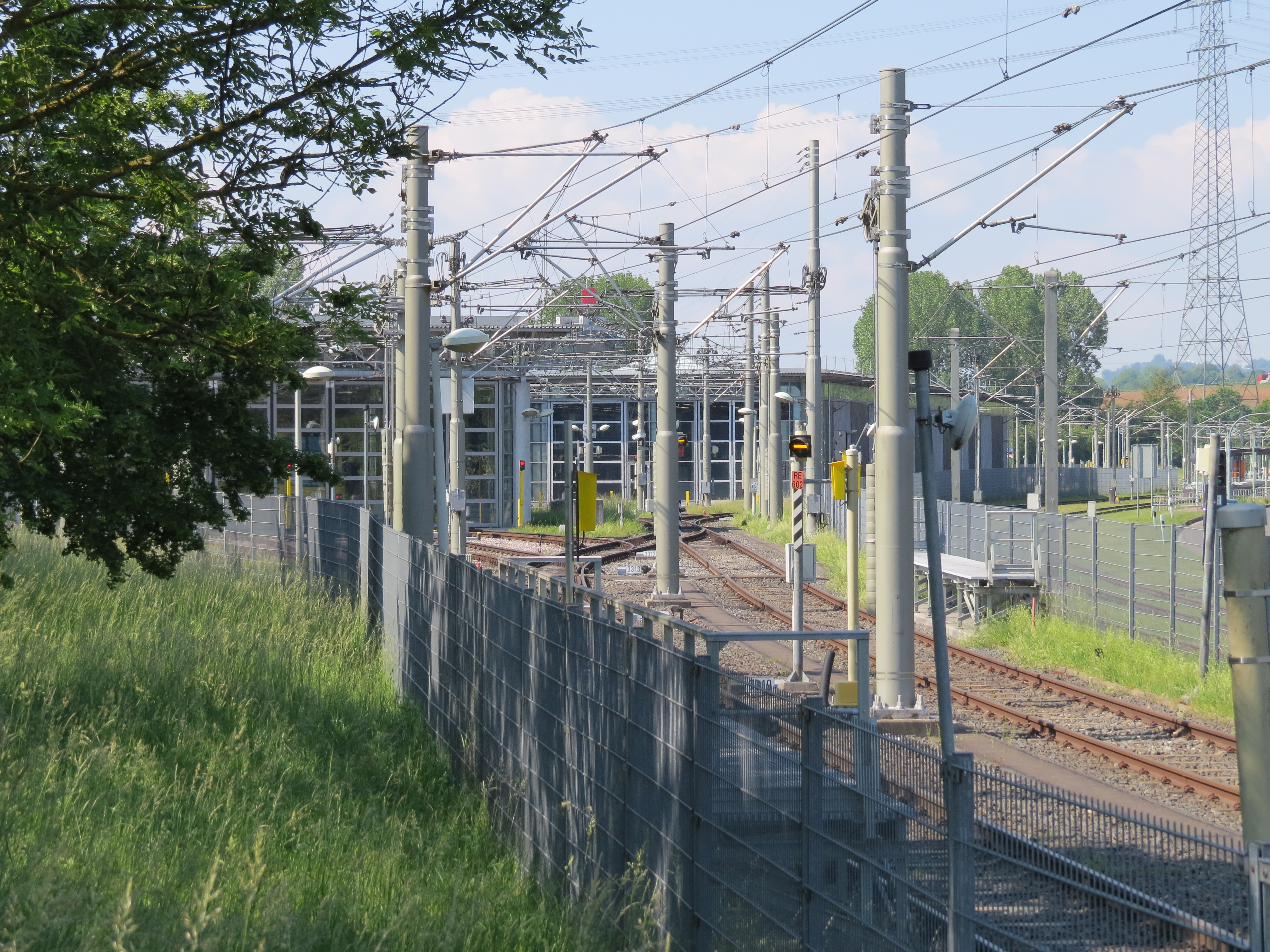
Der Betriebshof 3 in Aldingen

Die Stadtbahnzüge werden von drei Betriebshöfen (BF) aus eingesetzt.
- Der Betriebshof 1 (BF 1) in Heslach▼ wurde am 2. Mai 1985 eröffnet und ist mit einer zweigleisigen Werkstatt und einer Waschanlage ausgestattet.[50] Hier sind 51 Züge beheimatet, die auf den Linien U1, U2, U4, (U8 nur Aus- und Einrückfahrten) U9, U11, U14, U15, U16 und U19 (nur bei Veranstaltungen) verkehren. Dafür verfügt der Betriebshof über zwölf überdachte Gleise. Die Fahrer der Seilbahn (Linie 20) und der Zahnradbahn (Linie 10) werden ebenfalls vom Betriebshof Heslach gestellt. Die Fahrzeuge allerdings sind in eigenen Depots bzw. bei der Seilbahn an den Endhaltestellen untergebracht. An das Streckennetz der Stadtbahn ist der Betriebshof über eine eingleisige Zufahrt an der Front verbunden, die auch als Wendeanlage für an der Haltestelle Südheimer Platz endende Züge genutzt wird.[51][52] 220 Fahrer werden von hier aus eingesetzt.[1]
- Der Betriebshof 2 (BF 2) in Möhringen▼ wurde ab 1987 gebaut, im Juni 1989 eröffnet sowie 1994 und 2018 erweitert. Heute sind dort 114 Stadtbahnen beheimatet. Dafür verfügt er über zehn überdachte Gleise in der Wagenhalle und weitere sieben im Freien. Im Sommer 2018 wurde eine provisorische Abstellgruppe mit einer Kapazität von 28 Zügen in Betrieb genommen.[9] Außerdem ist der Betriebshof mit einer Waschanlage sowie einer kleineren Betriebswerkstatt ausgestattet.[50] Vom Betriebshof in Möhringen erfolgt der Einsatz der Linien U3, U5, U6, U7, U8, U12, U15 und U16. Ihm unterstehen auch die Abstellanlagen Gerlingen (seit 1997, zehn Züge, drei Gleise) und Waldau (seit 1998, fünf Züge, drei Gleise). Auf dem gleichen Gelände befindet sich auch die Hauptwerkstatt, an die der Betriebshof über zwei Verbindungsgleise angebunden ist, die weiter als Zufahrtsgleis auf das reguläre Streckennetz zwischen den Haltestellen SSB-Zentrum und Wallgraben führen. Außerdem schließt ein Zufahrtsgleis oberhalb der Haltestelle Rohrer Weg an.[51] 505 Fahrer werden von hier aus eingesetzt.[1]
- Der Betriebshof 3 (BF 3) in Remseck-Aldingen▼ wurde am 10. Mai 2000 seiner Bestimmung übergeben. Er bot in der ersten Ausbaustufe eine Kapazität für 40 Züge, inzwischen sind dort im Endausbau 59 Züge auf acht überdachten Gleisen stationiert. Ebenso wie in den anderen Betriebshöfen sind auch in Aldingen eine Waschanlage und eine dreigleisige Werkstatt in einem separaten Gebäude vorhanden.[50] Der Betriebshof ist über zwei Zufahrten beiderseits der Haltestelle Aldingen Hornbach an das reguläre Streckennetz angebunden. Die Linien U1, U2, U12, U13, U14, U15, U16 und U19 werden von hier aus bedient. Dem Betriebshof 3 untersteht die sechsgleisige Abstellanlage am Neckarpark, in der nachts Züge der Linien U1, U2, U13, U14 und U15 abgestellt werden. Auf dem Gelände befindet sich ein kreisrunder Park-and-Ride-Parkplatz.[53] 218 Fahrer werden von hier aus eingesetzt.[1]
- Der Betriebshof 4 (BF 4) in Weilimdorf▼ soll bis 2027 an der B 295 nahe dem Gewerbegebiet Ditzingen-Ost gebaut werden.[54] Er soll die Lücke von Betriebshöfen im nordwestlichen Teil des Stadtbahnnetzes schließen und wurde durch den zunehmenden Bestand an Stadtbahnwagen nötig.[55] Zum Anschluss dieses vierten Betriebshofs entsteht eine Stadtbahnstrecke nach Hausen, von der eine zweigleisige Zufahrt auf den 48 Stadtbahnen fassenden Betriebshof geführt werden soll. Geplant sind eine Abstellhalle mit zehn Gleisen, wovon zwei als Zufahrt Richtung Hausen aus dem Gebäude geführt werden, und eine dreigleisige Werkstatt.[51] Der Baubeginn ist für 2025 angesetzt.

Die Züge der Sonderlinien werden, je nach Verfügbarkeit, von allen Betriebshöfen bereitgestellt. Im ehemaligen Betriebshof 5 in Bad Cannstatt▼ waren die letzten Straßenbahnwagen untergebracht, die bis 2007 auf der Linie 15 verkehrten. Im Juli 2009 ist hier das neue Straßenbahnmuseum eröffnet worden, das bis zum 28. Oktober 2007 in Zuffenhausen untergebracht war. Der Betriebshof 10 am Marienplatz▼ beherbergt die drei Triebwagen des Typs ZT 4.2 sowie die dazugehörigen Fahrradvorstellwagen, die auf der Zahnradbahn Stuttgart (Linie 10) verkehren. Er wird als Außenstelle des Betriebshofs Heslach geführt, der auch die Fahrer stellt.

#### Hauptwerkstatt
Auf dem gleichen Gelände wie der Betriebshof 2 in Möhringen befindet sich neben der Hauptverwaltung der SSB auch die bereits zu Straßenbahnzeiten genutzte und 1982 umgespurte Hauptwerkstatt (HW). Diese verfügt über eine Radsatzdrehmaschine, eine dreigleisige Lackiererei und ein Trenngleis. In der Mitte befindet sich eine Schiebebühne, die die 25 Werksgleise miteinander verbindet. Die Hauptwerkstatt wird umringt von einem meterspurigen Rundkurs, um in Reparatur befindliche Meterspur-Fahrzeuge aus dem Straßenbahnmuseum hier testfahren zu können. Auch ein Großteil der Werksgleise ist mit einem Dreischienengleis ausgerüstet.

## Geschichte

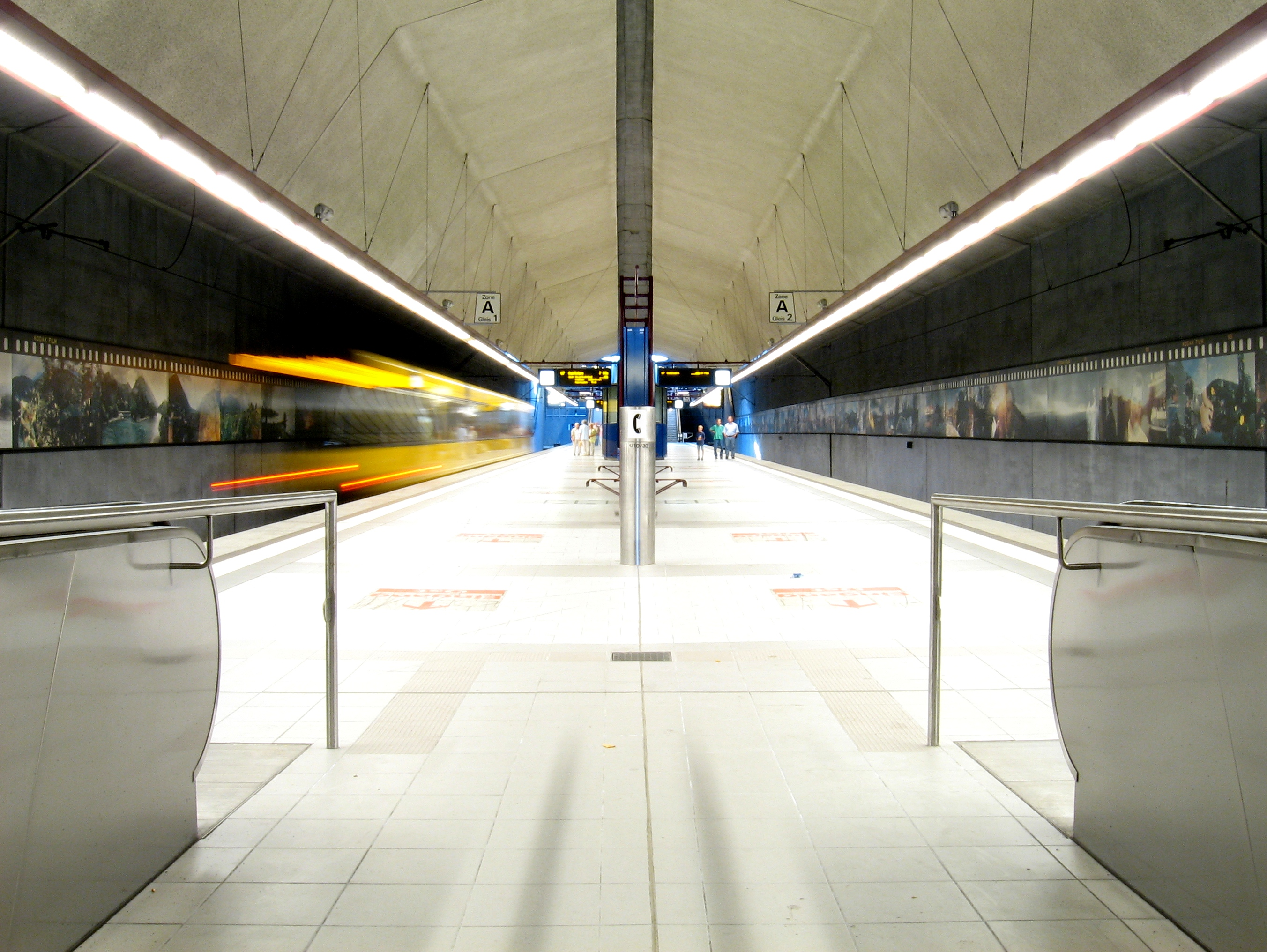
U-Haltestelle Killesberg

### Vorgeschichte
Die Stadtbahn Stuttgart ist Nachfolgesystem der Straßenbahn, die zuvor den städtischen Verkehr prägte. Im Jahr 1961 entschied der Gemeinderat, das Schienennetz in der Innenstadt in den Untergrund zu verlegen, auf neue, leistungsfähigere Fahrzeuge umzustellen und es in den Außenbereichen soweit möglich vom Individualverkehr zu trennen (siehe auch U-Straßenbahn Stuttgart 1967 bis 2007).
Die erste Tunnelhaltestelle entstand 1966 am Charlottenplatz in Koordination mit dem Umbau der Straßenkreuzung der Bundesstraßen 14 und B 27, wo sich die Strecken der Tallängslinien (damals parallel zur B 14) mit den Talquerlinien (parallel zur B 27) kreuzen. Der unten liegende Tunnel zwischen Neckartor und Marienplatz wurde 1972 fertiggestellt. Alle Tunnel-Strecken und -Haltestellen wurden damals schon vorausschauend mit einem für die geplanten Normalspurfahrzeuge geeigneten Lichtraumprofil gebaut und die Gleisanlage mit einer dritten Schiene für Normalspur angelegt. Die neuen Fahrzeuge sollten hochflurig sein und die Haltestellen erhielten Hochbahnsteige.
Mitte der 1970er Jahre wurde die Einführung einer U-Bahn diskutiert (siehe U-Bahn Stuttgart), die die Neubautunnel übernehmen sollte, bis 1976 die Entscheidung fiel, die Straßenbahn sukzessive durch eine leistungsfähigere Stadtbahn zu ersetzen. Bis 1978 wurden die Königstraße und der Hauptbahnhof sowie die Abschnitte zu den damaligen Stationen Universität (heute Börsenplatz) und Türlenstraße (heute Stadtbibliothek) untertunnelt, bis 1984 folgten die Haltestelle Rotebühlplatz, deren Rohbau bereits 1978 im Rahmen des S-Bahn-Baus erstellt wurde und der Tunnel Siemensstraße zwischen dem Pragsattel und dem Feuerbacher Bahnhof.
Das Stadtbahnnetz ist so konzipiert, dass es jederzeit zur U-Bahn umgebaut werden könnte, wenn die finanziellen Mittel vorhanden wären. Entgegen der landläufigen Meinung steht das U in der Linienbezeichnung nicht für Untergrundbahn, sondern für unabhängig (vom Straßenverkehr).

### Umstellung der Straßenbahn auf Stadtbahnbetrieb

#### Allgemeines und Konzept

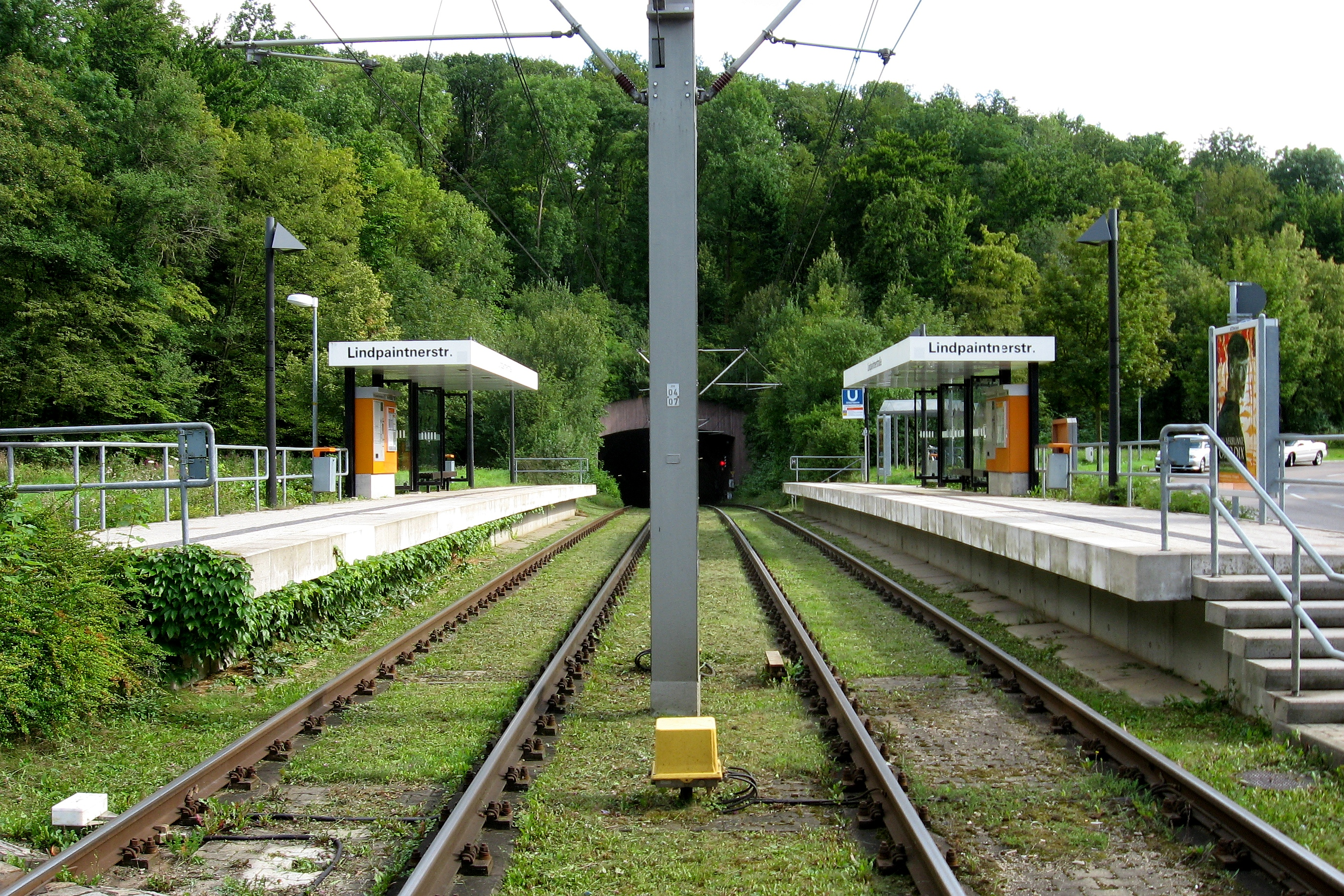
Hochbahnsteige, im Hintergrund der Tunnel unter dem Botnanger Sattel

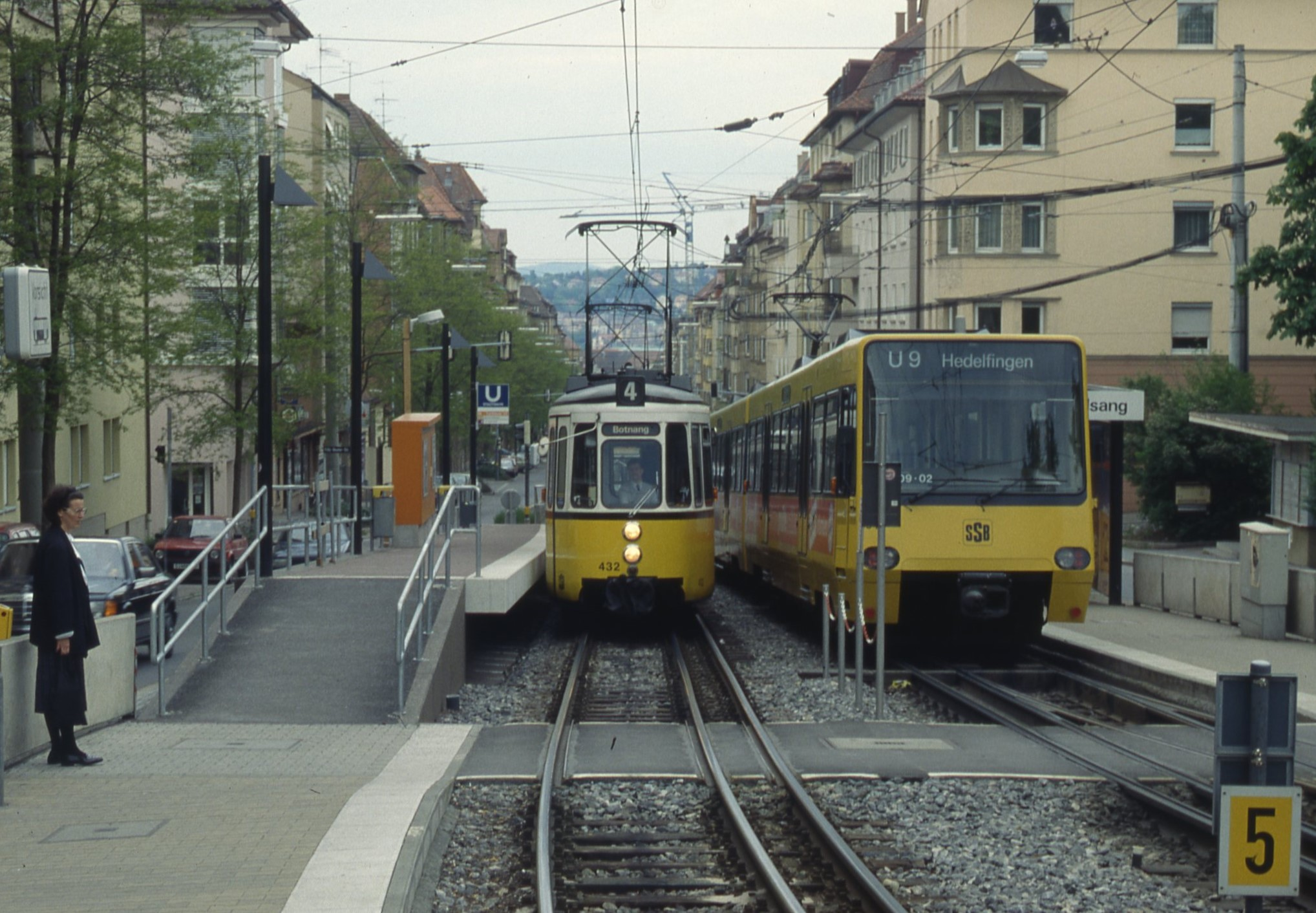
Mischbetrieb am Vogelsang (1991)

Wesentliche Kriterien beim Stadtbahnausbau waren die Umstellung auf Normalspur und die Entwicklung eines Zweirichtungsfahrzeuges, damit die Wendeschleifen an den Streckenenden entfallen konnten. Außerdem sollte der barrierefreie Zugang zu den Zügen ohne die Überwindung von Stufen möglich werden. Das eigens für Stuttgart entwickelte Stadtbahnfahrzeug DT 8 trug diesen Vorgaben Rechnung.
Beide Systeme wurden für einen längeren Zeitraum mit Übergangslösungen nebeneinander betrieben. Die für den Stadtbahnbetrieb vorgesehenen Strecken wurden auf ein Dreischienengleis umgebaut. Die innenliegende dritte Schiene wurde später sukzessiv dort wieder zurückgebaut, wo keine meterspurigen Straßenbahnwagen mehr verkehrten. Einige Abschnitte bleiben auf Dauer als Dreischienengleis erhalten, um Museumsfahrten der Stuttgarter Historischen Straßenbahnen zu ermöglichen. Die Museumsfahrten führen vom Straßenbahnmuseum Bad Cannstatt in die Innenstadt oder zur Haltestelle Ruhbank/Fernsehturm.
Eine weitere Herausforderung waren die unterschiedlichen Bahnsteighöhen. Bei den alten Straßenbahnfahrzeugen war der Zustieg nur von der Straße oder von einem Tiefbahnsteig möglich, beim neuen Stadtbahnfahrzeug konnte der Zustieg wahlweise über einen Tiefbahnsteig oder bevorzugt barrierefrei über einen Hochbahnsteig erfolgen. Die Stadtbahnfahrzeuge älteren Typs (DT 8.4, DT 8.5, DT 8.7) waren mit Klapptrittstufen ausgerüstet, die beim Tiefbahnsteig aufgeklappt wurden. Solange eine Haltestelle von beiden Fahrzeugtypen bedient wurde, wurde der Tiefbahnsteig beibehalten und meist ein zusätzlicher Hochbahnsteig davor oder dahinter gebaut. Im Zuge des Programms zur barrierefreien Nutzung der Stadtbahn wurden bis zum 12. Dezember 2010 alle Haltestellen mit Hochbahnsteigen und, wo erforderlich, mit Aufzügen ausgerüstet. An den Haltestellen für die Museumslinien 21 und 23 bleiben die niedrigen Bahnsteige erhalten.

#### Erste Umstellungen

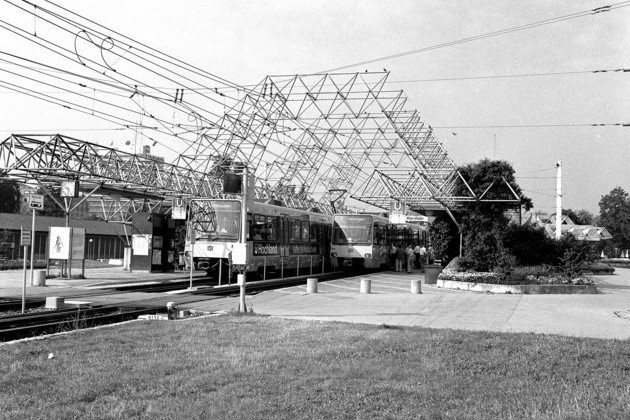
Die Stadtbahnlinie 1, wenige Monate nach ihrer Einführung an der Haltestelle Mineralbäder (1986)

Ab dem 25. Juli 1983 wurden drei Vorserienfahrzeuge des Stuttgarter Stadtbahntriebwagens DT 8 (DT 8.1 bis DT 8.3) auf dem Abschnitt Plieningen–Möhringen der Linie 3 im Probebetrieb eingesetzt. Am 28. September 1985 wurde die Linie 3 von Plieningen nach Vaihingen als erste Linie komplett auf Stadtbahn umgestellt. Darauf folgten am 19. April und 12. Juli 1986 die Linien 1 und 14, womit erstmals Stadtbahnwagen durch die Innenstadt fuhren. 1988 wurde die Volksfestlinie (später U11) zum Cannstatter Wasen erstmals mit Stadtbahnfahrzeugen bedient, 1989 folgte die Umstellung der Linie 9, 1990 wurden mit den Talquerlinien U5 (Freiberg–Leinfelden) und U6 (Feuerbach–Möhringen) erstmals zwei neue Stadtbahnlinien gleichzeitig in Betrieb genommen.
Nachdem die Linie U6 nach Fertigstellung des Weilimdorfer Tunnels 1992 bis Giebel verlängert wurde, verkehrte sie 1993 erstmals bis zur Stadtgrenze Gerlingens (Haltestelle Gerlingen Siedlung). 1997 folgte die Verlängerung im Tunnel unterhalb der Ortslage bis in die Ortsmitte. Die anlässlich der Internationalen Gartenbauausstellung 1993 neu eingeführte U7 (Killesberg Messe–Degerloch) fuhr im Frühjahr 1993 als erste Linie in Doppeltraktion.
1994 erreichte die Stadtbahn mit der umgestellten Linie 4 Botnang. In den Jahren 1997 und 1998 wurde die Linie 13 umgestellt (zunächst Abschnitt Feuerbach–Schlotterbeckstraße, dann Abschnitt Schlotterbeckstraße–Hedelfingen). Nach der Eröffnung des Waldautunnels Ende Mai 1998 fuhr die Stadtbahnlinie U7 vom Killesberg aus nicht mehr nach Degerloch Albstraße, sondern zur neuen Haltestelle Ruhbank (Fernsehturm). Im September 1998 folgte eine Verlängerung nach Heumaden über Sillenbuch. 1999 hielt mit dem DT 8.10 die nächste Generation der Stadtbahnfahrzeuge Einzug.
Im selben Jahr gab es mit der Verlängerung der U14 von Mühlhausen nach Remseck-Neckargröningen erstmals seit Beginn des Stadtbahnzeitalters eine Netzerweiterung gegenüber dem Straßenbahnnetz. Ein Jahr später, am 9. September 2000, ging die 6,3 Kilometer lange Neubaustrecke zwischen Heumaden und Nellingen in Betrieb. Die auf Betreiben der Stadt Ostfildern neu eingerichtete HVZ-Linie U8 verkehrt seither über das zuvor nur betrieblich genutzte Gleisdreieck Weinsteige–Waldau von Vaihingen nach Nellingen. Außerdem nahmen die mittlerweile eingestellten Veranstaltungslinien U16 (2006 durch U19 ersetzt), U17 und U18 den Betrieb auf (siehe auch Abschnitt „Sonderlinien“).
Zum 22. Juni 2002 wurde die Linie 2 als vorletzte Linie auf Stadtbahnbetrieb umgestellt und erhielt gleichzeitig eine Neubaustrecke über den bisherigen Endpunkt Obere Ziegelei hinaus bis zum Hauptfriedhof. Am 14. Dezember desselben Jahres folgte der zuvor verbliebene Abschnitt Berliner Platz – Hölderlinplatz. In der Zwischenzeit verkehrte die U2 im Uhrzeigersinn durch die Innenstadtschleife. Die späte Umstellung der U2 ist wohl auf die komplizierte Streckenführung zurückzuführen, bei der es schwierig war, einen eigenen Gleiskörper anzulegen. Ein großer Teil der Strecke ist bis heute straßenbündig, an einer Stelle wurde sogar eine Gleisverschlingung notwendig. Erst 1999 wurde der Ausbau bei gleichzeitiger Verlängerung bis Neugereut beschlossen, die am 16. Juli 2005 mit einem 10–15 Meter tiefen, 1,1 Kilometer langen bergmännisch errichteten Tunnel unter dem Hauptfriedhof eröffnet wurde.

#### Umstellung der Linie 15 als letzte Meterspurstrecke

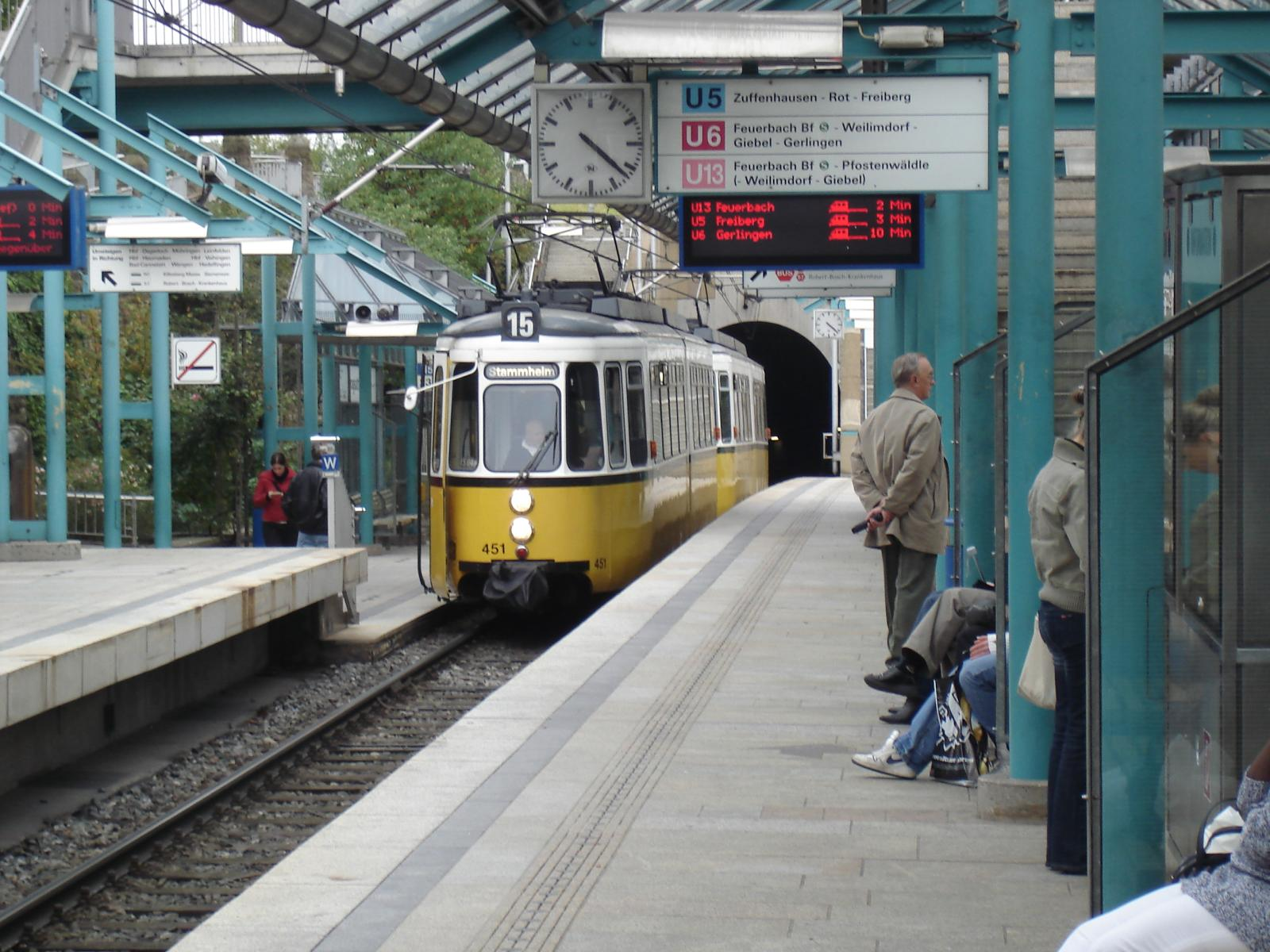
Straßenbahnzug der Linie 15 am niedrigen Bahnsteigteil der Haltestelle Pragsattel, im Vordergrund Hochbahnsteig der Haltestelle (2005)

Ab September 2005 wurden die letzte Meterspurstrecke Linie 15 auf Stadtbahnbetrieb umgebaut. Zunächst wurde unter Beibehaltung des Fahrbetriebes der Südast vom Olgaeck zur Ruhbank sowie der Abschnitt durch das Nordbahnhofviertel fertiggestellt. Im Dezember 2007 ging die U15 zwischen Ruhbank und Zuffenhausen Kelterplatz in Betrieb. Auf den beiden umgebauten Abschnitten des Südastes wurde ein Dreischienengleis verlegt, das Oldtimerfahrten mit meterspurigen Fahrzeugen vom Straßenbahnmuseum in Bad Cannstatt über den Nordbahnhof zur Ruhbank ermöglicht. Von Anfang 2008 bis Ende 2011 erfolgte der Umbau des Nordastes von Zuffenhausen nach Stammheim, dessen anspruchsvollster Teil aus einem Tunnel unter der Unterländer Straße besteht. Auf dem Südast zwischen Olgaeck und Ruhbank bewältigt die Stadtbahn – wie vordem die Straßenbahn – eine stärkste Neigung von bis zu 8,5 %. Damit wurde dieser Teil die steilste regelspurige Reibungsbahn in Europa, die im öffentlichen Nahverkehr befahren wird. Davon entfallen allein 65 Höhenmeter auf die Distanz zwischen Olgaeck (260 m) und Heidehofstraße (325 m), also auf rund 800 m Streckenlänge. Das ergibt dort eine durchschnittliche Neigung von 8,1 %, die Maximale liegt in der Alexanderstraße bei 8,5 %.
Seit dem 10. Dezember 2011 ist der Außenast der U15 durch den neuen Tunnel in Zuffenhausen nach Stammheim in Betrieb. Die Haltestellen Stammheim Rathaus und Stammheim wurden dabei zusammengelegt. Durch den zwischen den Haltestellen Kirchtalstraße und Salzwiesenstraße geänderten Streckenverlauf entfällt die Haltestelle Zahn-Nopper-Straße. Die Haltestelle Kirchtalstraße ist die einzige Tunnelhaltestelle, an der keine Züge in Doppeltraktion halten können. Nicht realisiert wurde eine in früheren Planungen angedachte Verknüpfung zwischen Stadtbahn und S-Bahn in Zuffenhausen, da die Tunnelstrecke der Stadtbahn die Eisenbahnstrecke nach Ludwigsburg in erheblicher Entfernung vom S-Bahnhof Zuffenhausen unterquert.

### Weitere Entwicklung
Bis heute wurden, nach den oben genannten, 14 weitere Tunnel gebaut: Neue Weinsteige (Inbetriebnahme 1987), Degerloch (1990), Feuerbach Wiener Straße (1990), Weilimdorf (1992), Killesberg (1993), unter dem Botnanger Sattel (1994), Gerlingen (1997), Waldau (1998), Sillenbuch (1999), Ruit (2000), Steinhaldenfeld (2005), Fasanenhof (2010), Zuffenhausen (2011) sowie Hallschlag (2017). Der Tunnel zwischen Hauptbahnhof und Stadtbibliothek wurde 2016–2017 durch einen Neubau in geänderter Lage mit einem zusätzlichen Abzweig in Richtung Europaviertel ersetzt. Die Gesamtlänge der unterirdischen Strecken beträgt rund 26 Kilometer.
Mit der Auslieferung der letzten Stadtbahnwagen des Typ DT 8.11 befanden sich 2005 164 Stadtbahnfahrzeuge im Besitz der SSB. Zum Fahrplanwechsel 2005/06 wurde die Linie U5 im Norden um 650 Meter bis Mönchfeld verlängert, zum Fahrplanwechsel 2010/11 fanden umfangreiche Änderungen im Liniennetz statt und die U6 erhielt einen neuen Südabschnitt bis ins Gewerbegebiet Fasanenhof-Ost (siehe Netz 2011). Ab 2013 folgte der umfangreiche Neubau der Linie U12.
In Vorbereitung auf die Fußball-WM 2006 wurden alle Haltestellen (außer Berliner Platz (Hohe Straße)) entlang der Innenstadtschleife so ausgebaut, dass auf der Veranstaltungslinie U11 Doppeltraktionen mit 80 Metern Länge eingesetzt werden können.
Im Rahmen von Stuttgart 21 wurde die Stadtbahntrasse Hauptbahnhof–Stadtbibliothek tiefer gelegt und verschoben, da der Stadtbahntunnel fast höhengleich zum Nordkopf des neuen Tiefbahnhofs lag. Parallel zum bestehenden Stadtbahntunnel wurden im Kriegsberg zunächst zwei Tunnelröhren bergmännisch vorangetrieben. Der stadteinwärtige Tunnel wurde zwischen dem 18. und 20. November 2016 angeschlossen. Der stadtauswärtige Tunnel wurde zwischen dem 7. und dem 9. April 2017 angeschlossen. Danach wurde der alte Tunnel verfüllt und der neue Fernbahntunnel über dem Stadtbahntunnel gebaut. Diese Maßnahme wurde einschließlich eines Kostenersatzes für eventuelle Betriebsstörungen aus Mitteln des Projekts Stuttgart 21 finanziert.
Seit Mitte der 2010er-Jahre führen die SSB sukzessive Grunderneuerungen älterer Streckenteile durch, wobei die Gleise und Betriebsanlagen meist vollständig ausgetauscht werden und teilweise auch Hochbahnsteige erneuert werden. Im Rahmen dessen werden allmählich auch die letzten Dreischienengleise außerhalb der Strecken der Oldtimerlinien entfernt.
Im Rahmen der Sperrung zwischen Hauptbahnhof und Staatsgalerie werden die Restabschnitte der bisherigen Tunnelstutzen in Richtung der ehemaligen Haltestelle Staatsgalerie zu einer Kehranlage umgebaut, um zusätzliche Kapazitäten auf der Innenstadtschleife zu ermöglichen.

#### Neubau der Rosensteinbrücke

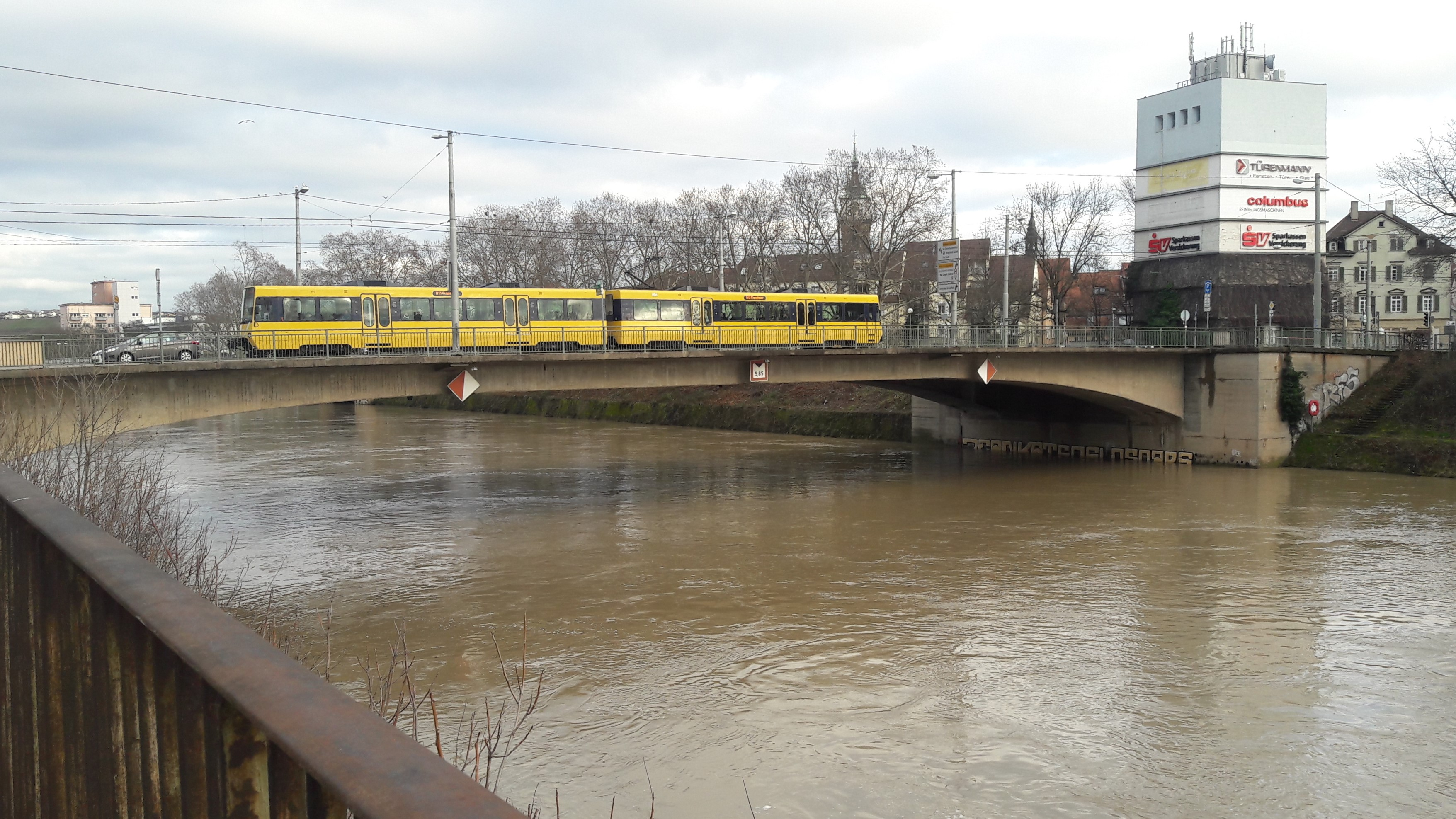
Die betroffene Rosensteinbrücke vor ihrer Sperrung (2018)

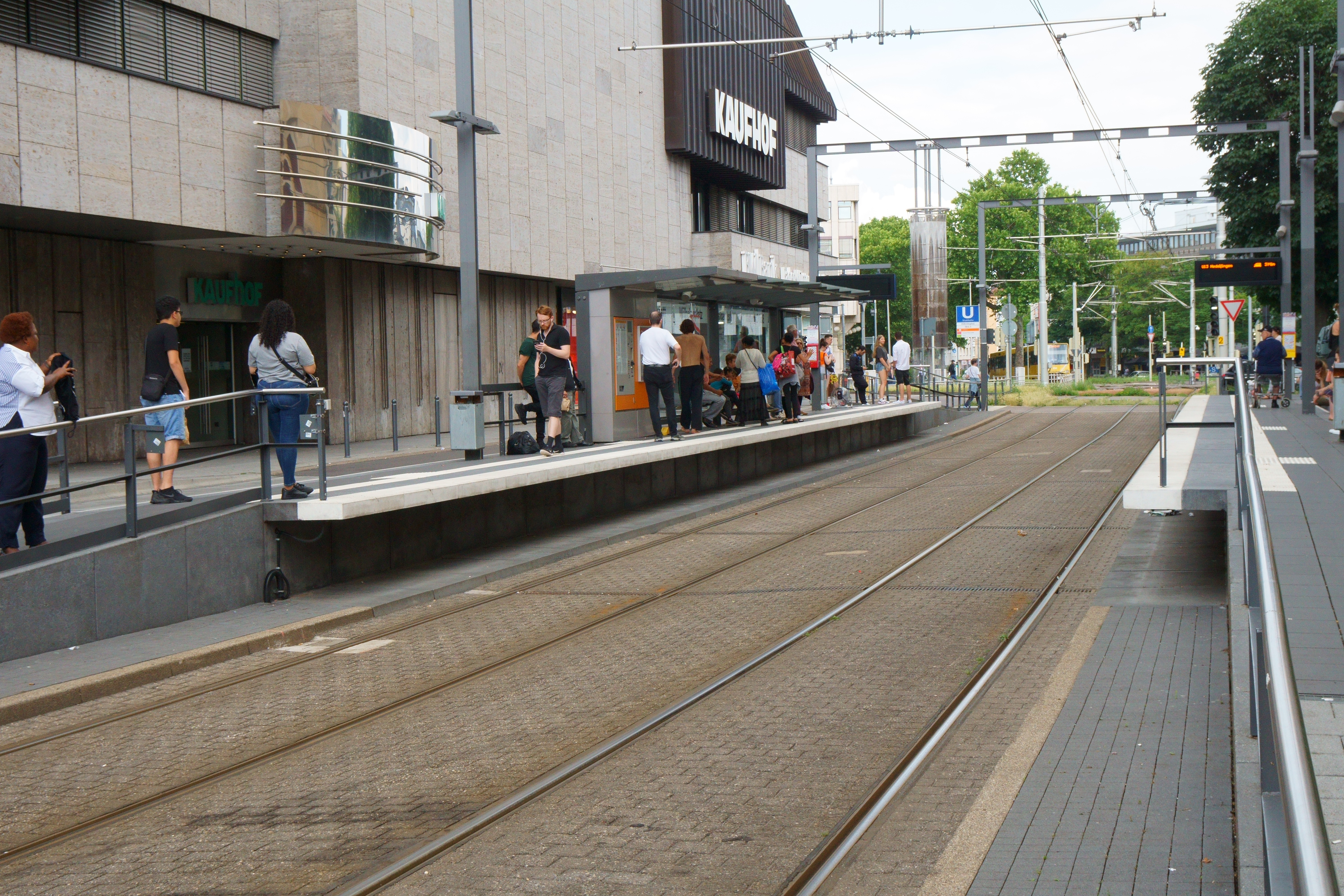
Aufgelassene Haltestelle Bad Cannstatt Wilhelmsplatz (Badstraße)

Die Rosensteinbrücke, die Cannstatt-Mitte mit der Neckarvorstadt verbindet, wurde Anfang Mai 2022 kurzfristig wegen Statikproblemen gesperrt. Die Stadtbahnlinien U13 und U16 wurden über die Verbindungskurve am Leuzeknoten und die Haltestellen Wilhelma und Mercedesstraße umgeleitet. Die Neckarquerung erfolgt somit über die etwa 600 m flussaufwärts gelegene König-Karls-Brücke. Kurz nach der Sperrung wurden die Weichen in Richtung Rosensteinbrücke an der gleichnamigen Haltestelle gekappt und durch einfache Gleisbögen in Richtung Neckartalstraße ersetzt. Im Mai 2023 wurden die Gleise auf der Brücke demontiert. Die Demontage der nun überflüssigen Gleise in der Kreuzung in Richtung Brücke folgte im Herbst 2023.
Die gesamte Strecke durch die Badstraße, einschließlich der Haltestelle Bad Cannstatt Wilhelmsplatz (Badstraße) wurde obsolet und im Linienbetrieb auf unbestimmte Zeit aufgelassen. Die Stadtbahntrasse an der Haltestelle wurde unterdessen überteert und zur Straßenzufahrt für die Badstraße umfunktioniert.
Bis Sommer 2024 wurde die alte Brücke von 1953 für einen Neubau einer breiteren Bogenbrücke abgerissen. Die bisher in der Pragstraße gelegene Stadtbahnhaltestelle Rosensteinbrücke soll dann auf die neue Brücke verlegt werden, um eine bessere Anbindung der Cannstatter Altstadt zu ermöglichen. Die neue Brücke hat breite Fußwege und bekommt Streifen für den Radverkehr. Ob auch Autos über die neue Brücke fahren sollen, war 2023 noch nicht abschließend geklärt. Die Stuttgarter Straßenbahnen gingen 2025 von einer Fertigstellung frühestens 2032 aus.

### Realisierte Projekte

#### Bau der U12: Strecken durch das Europaviertel, zum Hallschlag und nach Dürrlewang

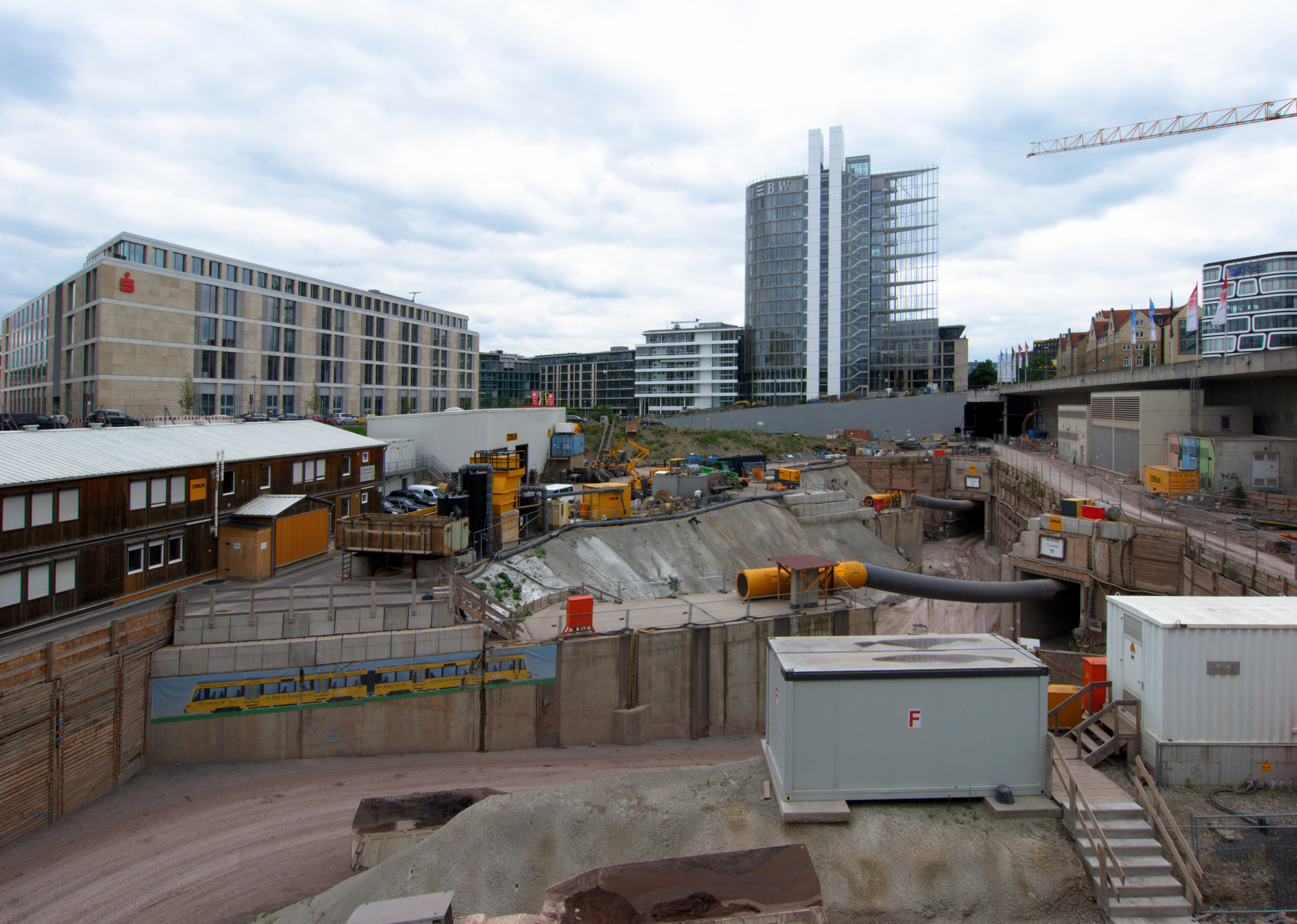
Stadtbahn-Baustelle zwischen Heilbronner Straße und Stadtbibliothek

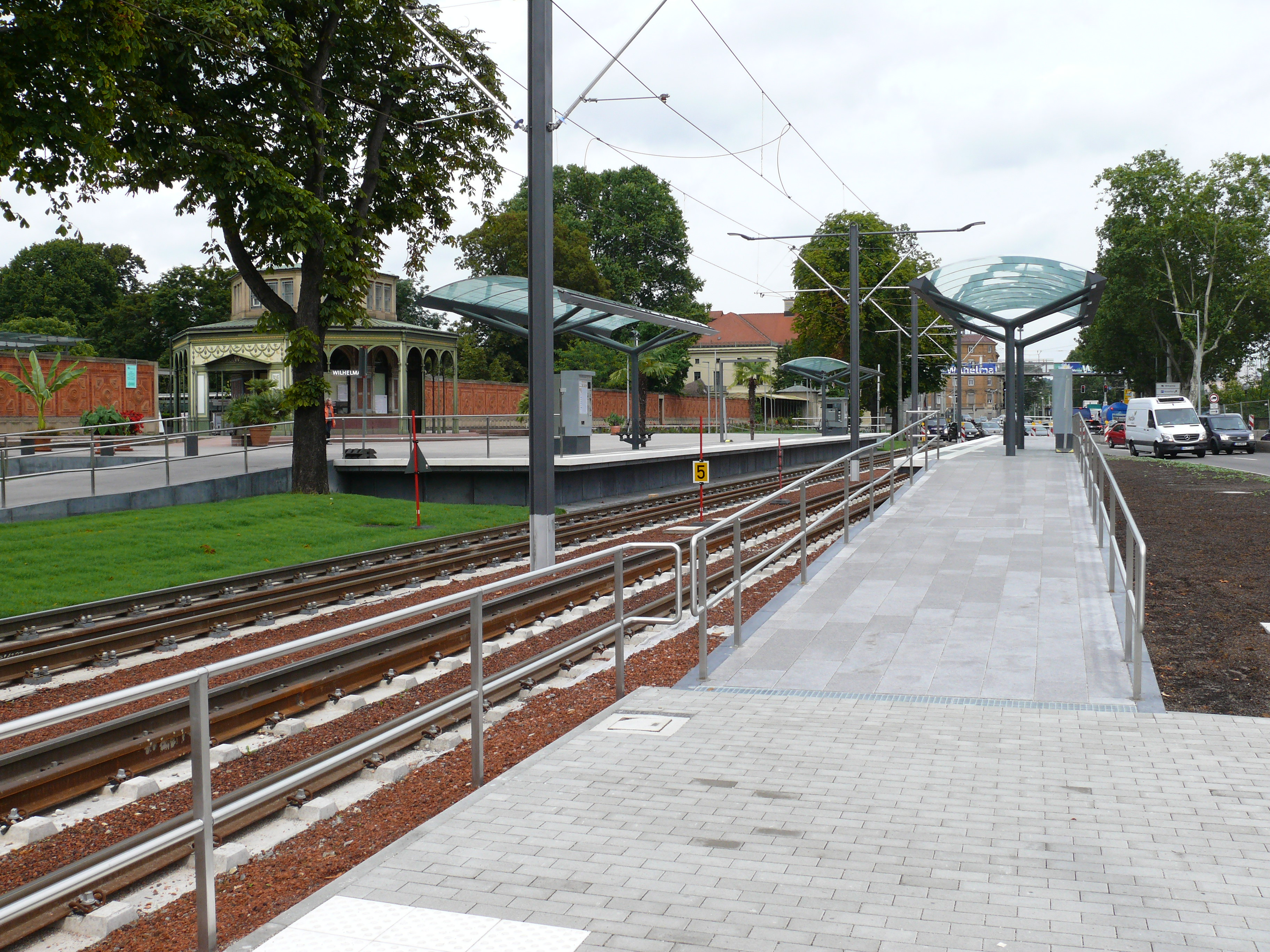
Neue Haltestelle Wilhelma vor dem Haupteingang

Zusätzlich zur Umstellung in der Innenstadt wurde mit dem Netz 2016 die Strecke Wallgraben – Dürrlewang, sowie mit dem Netz 2018 die Streckenabschnitte Hauptbahnhof – Budapester Platz – Milchhof und Hallschlag – Bottroper Straße – Wagrainäcker der U12, in Betrieb genommen. Die Stadtbahnlinie U12 verkehrt seit 2017 mit Doppelzügen von Dürrlewang im Süden kommend über die Innenstadt, durch das Europaviertel, das Nordbahnhofviertel und den Hallschlag hinunter ins Neckartal bis nach Remseck im Norden. Dafür fährt die U14 seither nicht mehr nach Remseck, sondern nur noch bis Mühlhausen. Die Verlängerung des Südastes zwischen Dürrlewang und Wallgraben ging bereits am 13. Mai 2016 in Betrieb. Zunächst sollte die U14 im Gegenzug bereits am Max-Eyth-See enden, März 2013 wurde beschlossen, dass sie bis Mühlhausen verkehrt. Dazu wurde an dieser Haltestelle ein Kehrgleis mit einem 40 Meter langen Bahnsteig eingerichtet.

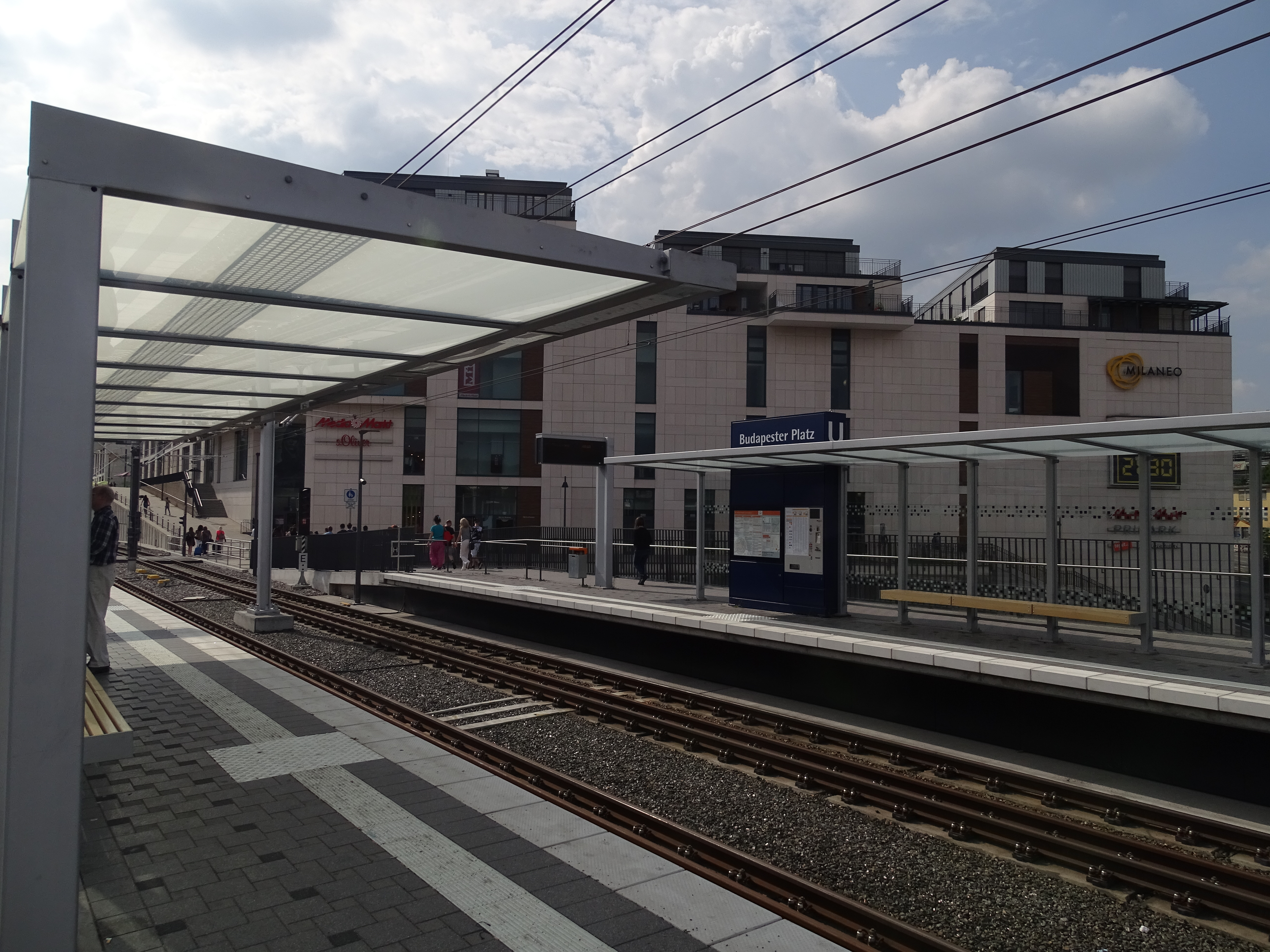
Haltestelle Budapester Platz

Die 2016 und 2017 dazugekommenen Streckenabschnitte sind in erster Linie zur besseren Anbindung des bisher vernachlässigten Stadtviertels Hallschlag, des in Bau befindlichen Europaviertels, des geplanten Rosensteinquartiers und weiterer im Rahmen von Stuttgart 21 geplanter Neubaugebiete auf den bisherigen Gleisanlagen, gedacht. Die gesamte Strecke ist für 80-Meter-Züge ausgelegt.
Als erster Neubau-Teilabschnitt der U12 wurde der 2040 Meter lange Bauabschnitt zwischen den Haltestellen Löwentor und Hallschlag im September 2013 fertiggestellt. Die Trasse verläuft zum größten Teil in der Mitte der Löwentorstraße zwischen den Richtungsfahrbahnen auf dem seit vielen Jahren dafür freigehaltenen Grünstreifen. Für den Bau der Trasse wurden auf dem vormaligen Grünstreifen rund 200 Bäume gefällt. Acht größere Exemplare konnten erhalten und umgepflanzt werden. Beidseits der Fahrbahnen werden junge Bäume nachgepflanzt, so dass auf weiten Teilen der Löwentorstraße eine Allee entsteht. In beiden Richtungen existiert seitdem nur noch jeweils ein Fahrstreifen für den motorisierten Individualverkehr, dafür kam je ein Radfahrstreifen dazu. Die drei Kreuzungen Hunklinge, Züricher Straße sowie Auf der Steig wurden zu Kreisverkehren umgebaut. Schon beim Bau des Pragsattel-Tunnels wurden als Vorleistung die Gleise im Bereich der Löwentorkreuzung verlegt. Der Bauabschnitt beinhaltete die vier Haltestellen Löwentor, Züricher Straße, Riethmüllerhaus und Hallschlag. Sie sind mit 80 Meter langen Hochbahnsteigen ausgestattet, um einen späteren Betrieb in Doppeltraktion zu ermöglichen.
Der Stadtbahntunnel zwischen den Haltestellen Hauptbahnhof (Arnulf-Klett-Platz) und Stadtbibliothek wurde aufgrund von Stuttgart 21 in geänderter Lage neu gebaut (siehe Neubau Tunnel Heilbronner Straße). Die U12 benutzt diesen neuen Tunnel bis kurz vor die Haltestelle Stadtbibliothek mit und fädelt anschließend unterirdisch in Richtung Budapester Platz aus. Im Europaviertel verläuft die Strecke der U12 weitestgehend im Tunnel und erreicht nach Unterfahrung der Stadtbibliothek am Mailänder Platz auf deren Ostseite mit einer Rampe die Oberfläche, worauf nach Überquerung der Lissabonner Straße auf einer Brücke die Haltestelle Budapester Platz (Planungsname Wolframstraße) folgt. Anschließend führt die 145 Meter lange Brückentrasse über die Kreuzung Wolframstraße/Nordbahnhofstraße und in Seitenlage südlich der Nordbahnhofstraße bis zur Kreuzung Friedhofstraße/Nordbahnhofstraße. Dort schließt sie an die ebenerdigen Stadtbahngleise in Mittellage der Nordbahnhofstraße an. In den 1990er Jahren war eine Inbetriebnahme der U12 bereits bis 2001, bei einem Baubeginn bis 1998 vorgesehen.
Die Linie U15 sollte nach der Planung ebenfalls über diese Trasse führen. Nach der Anfang 2008 durch die SSB eingeleiteten Änderung des Planfeststellungsbeschlusses, verläuft die Trasse in der Nordbahnhofstraße oberirdisch in Seitenlage und schwenkt etwa auf Höhe Friedhofstraße in die Mittellage um und schließt an die Haltestelle Milchhof an. Ursprünglich war eine Unterfahrung der Kreuzung Nordbahnhof-/Rosensteinstraße geplant. Grund für die Planungsänderung waren zu hoch angesetzte Verkehrsprognosen, von bis zu 18.000 Kfz pro Tag für die Rosensteinstraße, sowie Bedenken auf politischer Ebene gegen eine vorschnelle Einstellung des bestehenden Streckenastes in der Friedhofstraße. Mit Inbetriebnahme des Neubauabschnittes wurde der Streckenabschnitt in der Friedhofstraße und die bestehende Haltestelle Pragfriedhof, die bereits bei ihrer Einrichtung als Provisorium gedacht waren, zum 2. Dezember 2017 stillgelegt. Um auch künftig nostalgischen Straßenbahnverkehr mit den früheren Meterspur-Straßenbahnwagen anbieten zu können, ist die Neubaustrecke durch das Europaviertel als Dreischienengleis ausgeführt.
In einem weiteren Abschnitt schließt die U12 im Norden an die Strecke der U14 an. Dabei verläuft die Trasse ab der Haltestelle Hallschlag in einem Trog südlich der Löwentorstraße und erreicht die neue Haltestelle Bottroper Straße. Anschließend folgt ein etwa 500 Meter langer Tunnel, der sie ins Neckartal führt und die Schusterbahn unterquert. Danach wird die Austraße mit einer neu errichteten Brücke überquert, und fädelt an der Neckarbrücke in die Trasse der U14 ein. Dieser Streckenabschnitt ist ca. 1,1 km lang. Die nächste Haltestelle ist die Wagrainäcker. Die Inbetriebnahme des Lückenschlusses erfolgte zum Fahrplanwechsel am 9. Dezember 2017 mit kleinen Eröffnungsfeierlichkeiten und einer Parallelfahrt.

#### Umbau Wilhelma und Rosensteinpark
Aufgrund des Baus des Rosensteintunnels für die B10 wurde 2016 die Haltestelle Wilhelma verlegt und direkt vor dem Haupteingang der Wilhelma neu errichtet. Ebenso wurde im Mai 2019 die Haltestelle Rosensteinpark in ihrer endgültigen Lage zwischen den beiden Tunnelrampen in der Pragstraße neu errichtet. Aufgrund der Baugrube für das südöstliche Tunnelportal verlief die Strecke zwischen Wilhelma und Mineralbäder bzw. Mercedesstraße eingleisig über eine provisorische Brücke und wurde nach dessen Fertigstellung noch einmal verlegt. Seit Sommer 2020 sind alle Strecken im Bereich Neckarstraße, König-Karls-Brücke und Leuzebad wieder zweigleisig im Betrieb. Nach Abschluss der Arbeiten an der Neuen Rosensteinbrücke sind nur noch einige Restarbeiten zu erledigen.

#### Verlängerung zu Flughafen und Messe (U6-Süd)

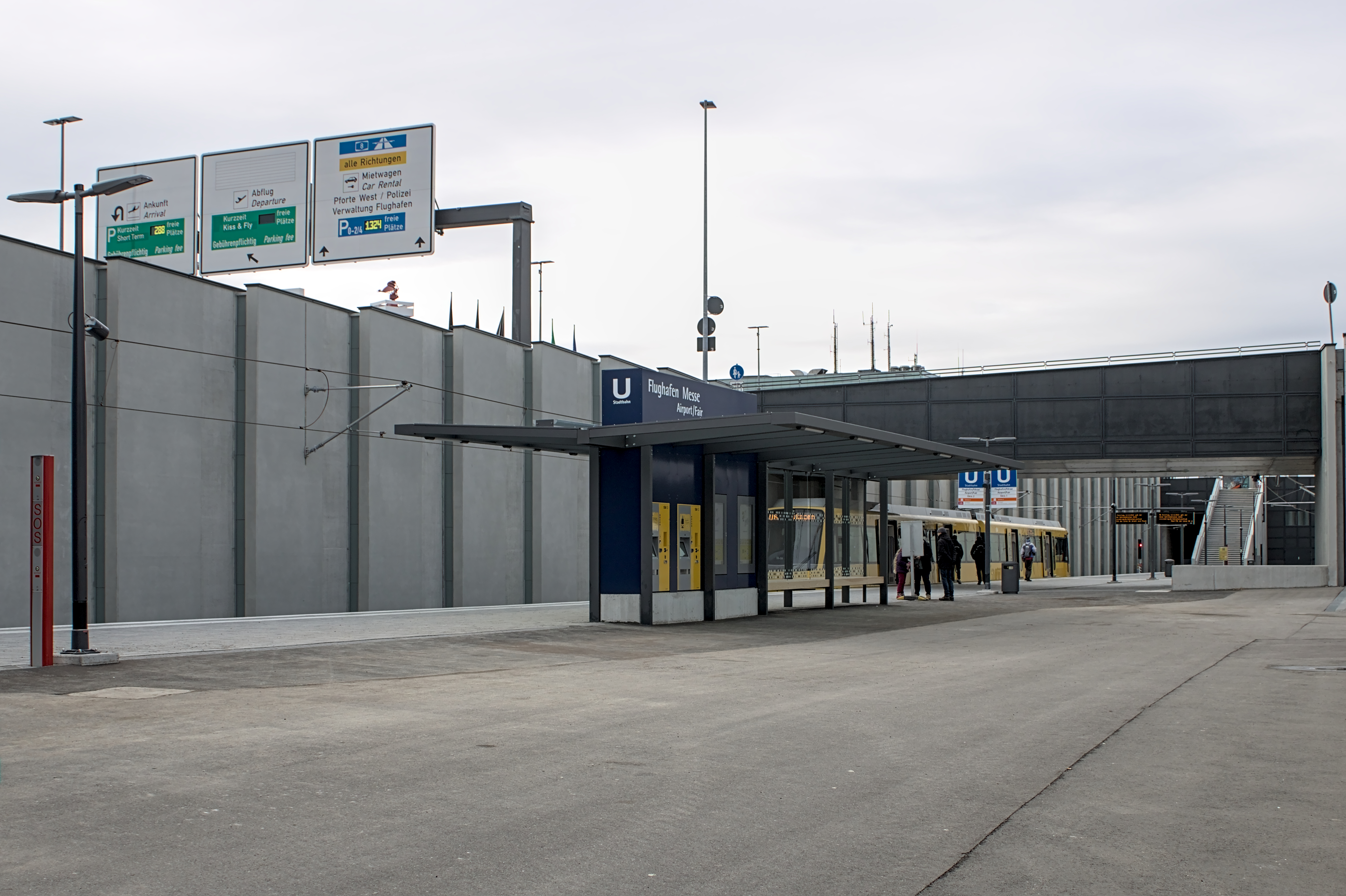
Haltestelle Flughafen/Messe

Die U6 wurde um etwas mehr als drei Kilometer vom Gewerbegebiet Fasanenhof Ost zur Messe Stuttgart und zum Flughafen verlängert. Wenig südlich der ehemaligen Endhaltestelle Fasanenhof Schelmenwasen überquert die Trasse nach einer kurzen Steigung von 8,5 % die A 8 mit einer Brücke östlich des Echterdinger Eis, die später mit dem ersten Preis des Österreichischen Stahlbauverbandes für Infrastrukturprojekte, dem Deutschen Ingenieurbaupreis und dem Deutschen Brückenbaupreis ausgezeichnet wurde. Die Strecke verläuft danach entlang der B 27 mit den Haltestellen Echterdingen Stadionstraße und Messe West. Anschließend verläuft sie nördlich der Flughafenstraße bis zur Endhaltestelle Flughafen/Messe Ost in der Nähe zum bestehenden S-Bahnhof und zum geplanten Stuttgart Flughafen Fernbahnhof.

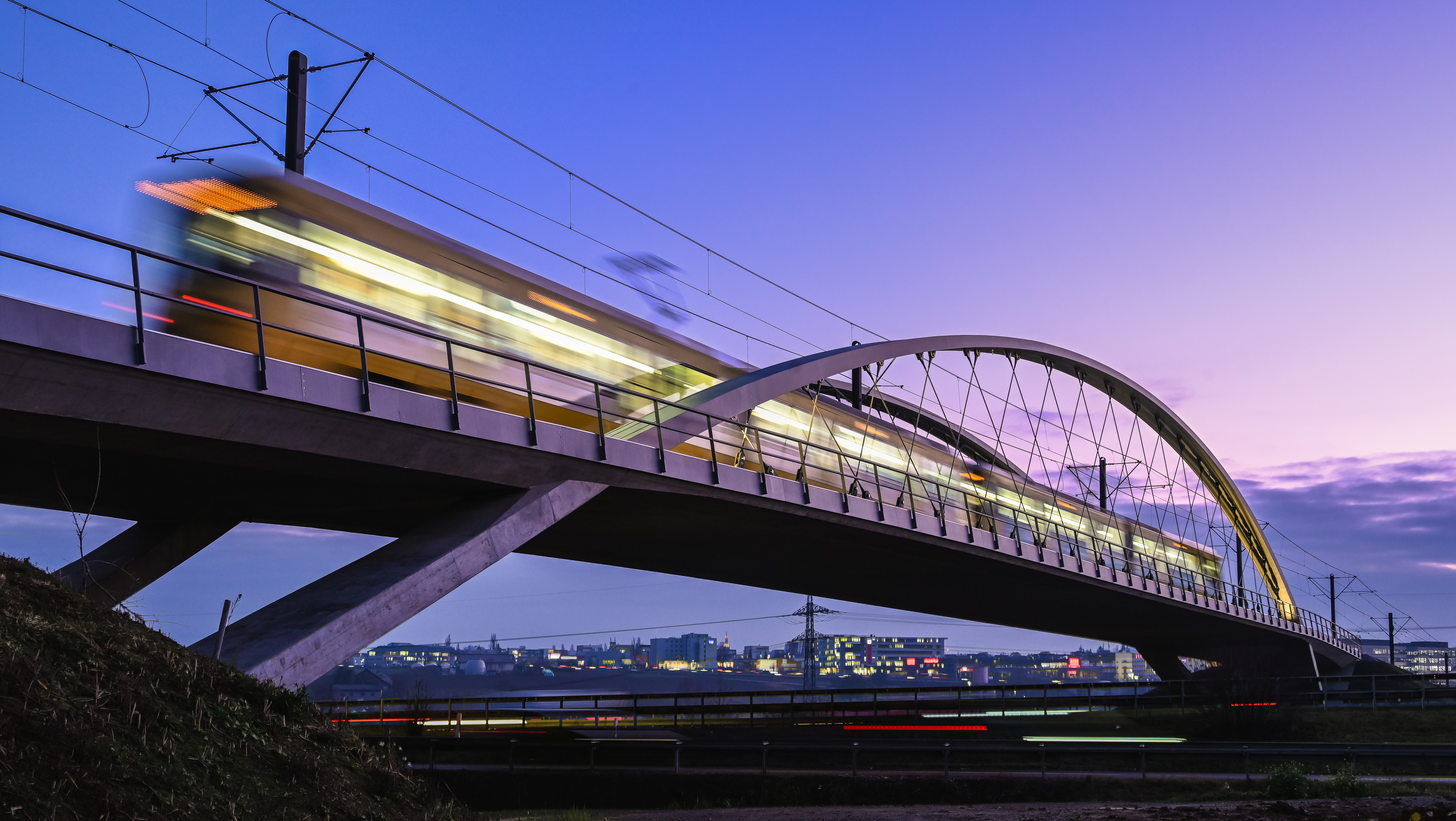
Brücke über die A 8

Am 14. November 2012 beschloss das Land Baden-Württemberg die Förderung der U6. Das Land übernahm demnach 20 %, der Bund 60 % der zuwendungsfähigen Kosten. In der Kosten-Nutzen-Rechnung schnitt die U6-Verlängerung besser ab als eine Messeanbindung mit der U5 von Leinfelden. Deshalb wurde die U6-Verlängerung weiterverfolgt, obwohl beide Trassen wirtschaftlich wären. Über die Finanzierung bestand im Spätsommer 2013 Einigkeit bei den Verhandlungsführern der Städte Stuttgart und Leinfelden-Echterdingen, des Landes, der SSB und des Landkreises Esslingen. Im September 2013 hat die Regionalversammlung den Vereinbarungen zugestimmt und damit den Bau der U5 (vgl. U5-Verlängerung zum Neuen Markt), der U6 und der S2 beschlossen. Die Arbeiten zur Baufeldfreimachung begannen im Oktober 2017. Die Kostenprognose lag ursprünglich bei 70 Millionen Euro und wurde 2016 auf 94 Millionen Euro, 2017 auf 101,3 Millionen Euro korrigiert. 2019 meldeten die SSB eine weitere Kostensteigerung von 25 bis 30 Prozent.
Die offizielle Inbetriebnahme erfolgte am 12. Dezember 2021 mit dem Fahrplanwechsel. Die Einführungsfahrt erfolgte bereits am 11. Dezember 2021. Anschließend gegen 16 Uhr wurde die Strecke für die Mitfahrt durch die Bevölkerung freigegeben.

#### Verlängerung von Leinfelden Bahnhof zum Neuen Markt (U5-Süd)
Die U5 wurde um eine Station verlängert von Leinfelden Bahnhof bis zur vorläufigen Endhaltestelle Neuer Markt (Euchner) (früherer Name Markomannenstraße). Im März 2022 wurde der Planfeststellungsbeschluss für die ca. 660 m lange Strecke erlassen. Die Bauarbeiten begannen im Frühjahr 2022. Durch lockeren Boden und die dadurch nötigen aufwendigeren Bearbeitung verzögerte sich der Beginn der Gleisbauarbeiten bis Februar 2024. Die Strecke ist oberirdisch mit fester Fahrbahn als Magerwiesengleis ausgeführt. Die neue Haltestelle ist zweigleisig mit zwei 40 Meter langen Seitenbahnsteigen, ist aber ohne zusätzliche Arbeiten am Gleis für späteren Ausbau auf 80 Meter in Doppeltraktion ausgelegt. Der stadteinwärtige Bahnsteig ist höhengleich mit dem anschließenden neuen Quartiersplatz verbunden. Am 13. Oktober 2024 erfolgte die erste Probefahrt auf dem neuen Streckenabschnitt. Die feierliche Eröffnung der Strecke erfolgte am 17. Oktober 2024 mit Wagen 3543/44 („Filder“) als geschmückter Eröffnungszug.
Dazu entstand in diesem Bereich ein Betriebsgebäude zur Stromversorgung und eine Eingleisstelle für Service- und Rettungsfahrzeuge. Hinter der Endhaltestelle wurde eine eingleisige Kehranlage mit Option auf Verlängerung der Strecke in Richtung Echterdingen errichtet. Die als Bauvorleistung angelegte bisherige Wendeanlage am Leinfeldener Bahnhof wurde aufgelöst. Die Kosten für die Gesamtmaßnahme beliefen sich auf rund 11,9 Millionen Euro. Im Rahmen dieser Baumaßnahme wurde auch der restliche Südast der U5 ab Möhringen Freibad während einer zweimonatigen Sperrung von Juli 2024 bis September 2024 grundlegend saniert.

### Streckenchronik
Den bis dahin eingeführten Stadtbahnlinien U1, U3 und U14 wurde 1989 zur Unterscheidung von den S-Bahn- und Straßenbahnlinien der Buchstabe U vorangestellt. Die E-Linie zum Cannstatter Wasen und zum Stadion erhielt 1994 ihre heutige Bezeichnung als U11.
| Eröffnungsdatum                                                   | neue oder umgebaute Streckenabschnitte                                                                                | Linie(n)                      | Link zu Erläuterung                        |
| ----------------------------------------------------------------- | --- | ----------------------------- | ------------------------------------------ |
| 1. Mai 1985                                                       | Plieningen – Möhringen Bf                                                                                             | U3                            | U3-Vorlaufbetrieb                          |
| 28. September 1985                                                | Möhringen Bf – Vaihingen Bf                                                                                           | U3                            | U3-Umstellung                              |
| 19. April 1986                                                    | Vaihingen Bf – Fellbach Lutherkirche                                                                                  | U1                            | U1-Umstellung                              |
| 12. Juli 1986                                                     | Mineralbäder – Mühlhausen Staatsgalerie – Berliner Platz – Österreichischer Platz                                     | U14                           | U14-Umstellung                             |
| 24. September 1988                                                | Mercedesstraße – Cannstatter Wasen                                                                                    | E                             | Strecke zum Cannstatter Wasen              |
| 30. September 1989                                                | Stöckach – Raitelsberg – Hedelfingen Berliner Platz (Liederhalle) – Vogelsang                                         | U9                            | U9-Umstellung                              |
| 3. November 1990                                                  | Pragsattel – Freiberg Pragsattel – Feuerbach Pfostenwäldle Pragsattel – Möhringen Bf Vaihinger Straße – Leinfelden Bf | U5 · U6                       | U5/U6-Umstellung                           |
| 26. September 1992                                                | Feuerbach Pfostenwäldle – Giebel                                                                                      | U6                            | U6-Verlängerung nach Giebel                |
| 19. April 1993                                                    | Eckartshaldenweg (heute Pragfriedhof) – Killesberg                                                                    | U7                            | Strecke auf den Killesberg                 |
| 13. August 1993                                                   | Cannstatter Wasen – Neckarstadion (heute Neckarpark (Stadion))                                                        | E                             | Strecke zum Neckarstadion                  |
| 3. Oktober 1993                                                   | Giebel – Gerlingen Siedlung                                                                                           | U6                            | U6-Verlängerung nach Gerlingen Siedlung    |
| 24. September 1994                                                | Untertürkheim Bf – Wasenstraße Wangener-/Landhausstraße – Ostendplatz – Bergfriedhof Vogelsang – Botnang              | U4                            | U4-Umstellung                              |
| 1. Juni 1997                                                      | Gerlingen Siedlung – Gerlingen                                                                                        | U6                            | U6-Verlängerung nach Gerlingen             |
| 13. September 1997                                                | Pragsattel – Bad Cannstatt Wilhelmsplatz Augsburger Platz – Schlotterbeckstraße                                       | U13                           | U13-Umstellung                             |
| 27. März 1998                                                     | Schlotterbeckstraße – Wasenstraße                                                                                     | U13                           | U13-Umstellung                             |
| 23. Mai 1998                                                      | Bopser – Ruhbank | U7                            | Strecke zur Ruhbank                        |
| 22. Mai 1999                                                      | Mühlhausen – Neckargröningen                                                                                          | U14                           | U14-Verlängerung nach Neckargröningen      |
| 11. September 1999                                                | Ruhbank – Heumaden | U7                            | U7-Verlängerung nach Heumaden              |
| 9. September 2000                                                 | Heumaden – Nellingen                                                                                                  | U7 · U8                       | U7/U8-Verlängerung nach Nellingen          |
| 22. Juni 2002                                                     | Bad Cannstatt Wilhelmsplatz – Hauptfriedhof                                                                           | U2                            | U2-Umstellung                              |
| 14. Dezember 2002                                                 | Berliner Platz (Hohe Straße) – Hölderlinplatz                                                                         | U2                            | U2-Umstellung                              |
| 16. Juli 2005                                                     | Hauptfriedhof – Neugereut                                                                                             | U2                            | U2-Verlängerung nach Neugereut             |
| 11. Dezember 2005                                                 | Freiberg – Mönchfeld                                                                                                  | U5                            | U5-Verlängerung nach Mönchfeld             |
| 8. Dezember 2007                                                  | Löwentor – Nordbahnhof – Türlenstraße (heute Stadtbibliothek) Olgaeck – Eugensplatz – Ruhbank                         | U15                           | U15-Umstellung                             |
| 11. Dezember 2010                                                 | Möhringen Freibad – Fasanenhof Schelmenwasen                                                                          | U6                            | U6-Verlängerung zum Fasanenhof             |
| 10. Dezember 2011                                                 | Zuffenhausen – Stammheim                                                                                              | U15                           | U15-Umstellung/Verlängerung nach Stammheim |
| 14. September 2013                                                | Löwentor – Hallschlag                                                                                                 | U12                           | Strecke zum Hallschlag                     |
| 13. Mai 2016                                                      | Wallgraben – Dürrlewang                                                                                               | U12                           | Strecke nach Dürrlewang                    |
| 20. November 2016 (stadteinwärts), 9. April 2017 (stadtauswärts)  | Hauptbahnhof – Stadtbibliothek (Neubau des Tunnels in geänderter Lage)                                                | U5 · U6 · U7 · U12 · U15      | Neubau Tunnel Heilbronner Straße           |
| 9. Dezember 2017                                                  | Hauptbahnhof – Milchhof Hallschlag – Aubrücke                                                                         | U12                           | U12-Verlängerung ins Neckartal             |
| 10. Dezember 2017                                                 | Charlottenplatz – Staatsgalerie (Neubau des Tunnels in geänderter Lage)                                               | U1 · U2 · U4 · U9 · U11 · U14 | Netz 2018                                  |
| 11. Dezember 2021                                                 | Fasanenhof Schelmenwasen – Flughafen/Messe                                                                            | U6                            | U6-Verlängerung zum Flughafen              |
| 10. Dezember 2023                                                 | Hauptbahnhof – Staatsgalerie (Neubau des Tunnels in geänderter Lage)                                                  | U1 · U9 · U11                 | Netz 2024                                  |
| 17. Oktober 2024 erste Fahrt im Linienbetrieb am 18. Oktober 2024 | Leinfelden Bf – Leinfelden Neuer Markt                                                                                | U5                            | U5-Verlängerung zum Neuen Markt            |

## Haltestellen (Auswahl)

### Hauptbahnhof (Arnulf-Klett-Platz)

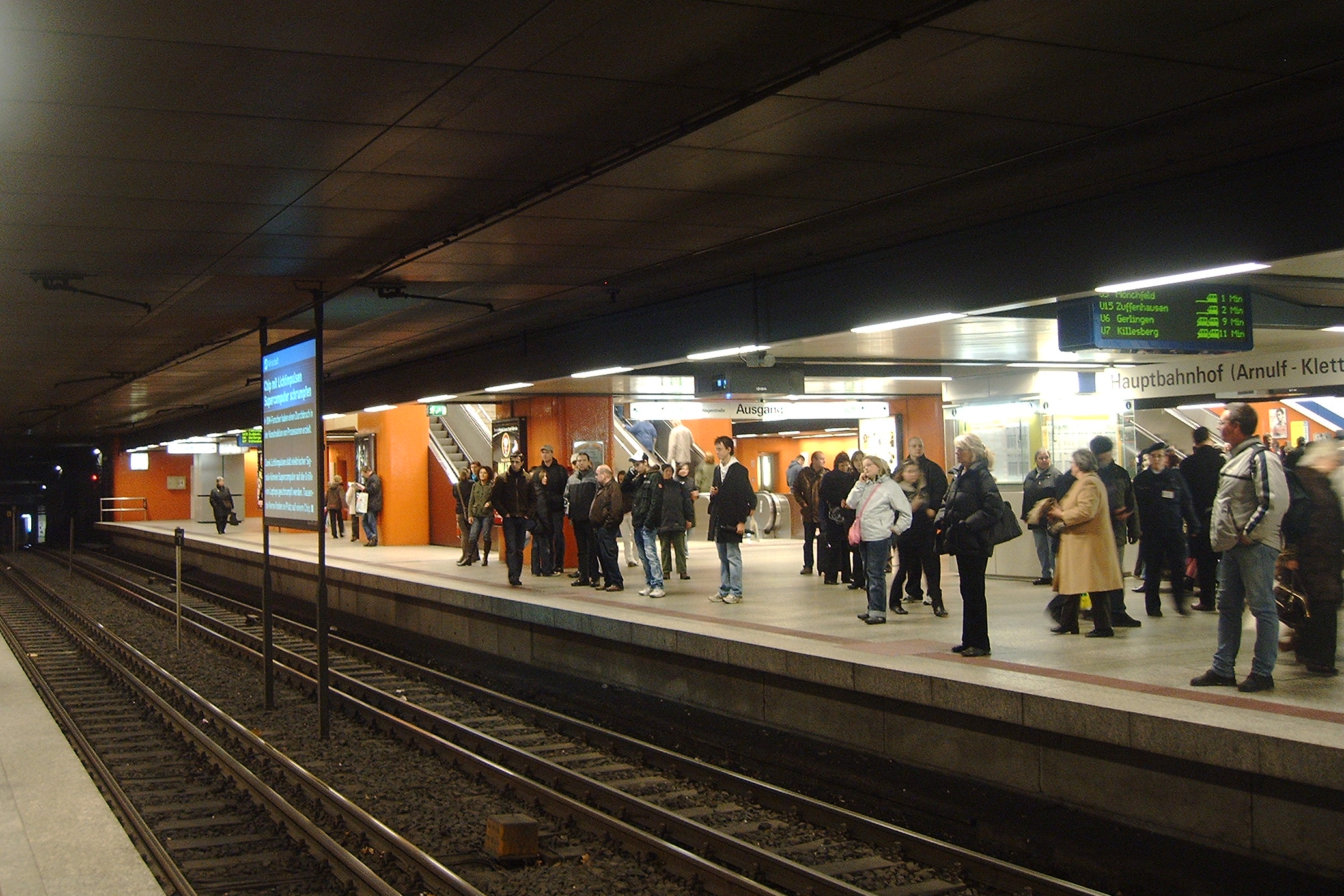
Haltestelle Hauptbahnhof (Arnulf-Klett-Platz), Blick auf den Mittelbahnsteig und das südliche Gleispaar

Die 1976 eröffnete Haltestelle Hauptbahnhof (Arnulf-Klett-Platz) ist mit insgesamt acht dort verkehrenden Stadtbahnlinien einer der Knotenpunkte der Stadtbahn Stuttgart. Ebenfalls besteht hier die Umsteigemöglichkeit zu allen Fern-, Regional- und S-Bahn-Zügen sowie zu den Stadtbuslinien 40, 42, 44 und 47.
Bis 2010 hielt hier auch die Oldtimer-Straßenbahnlinie 23. Mittlerweile sind jedoch die Tiefbahnsteige Richtung Schlossplatz und Stadtbibliothek zurückgebaut, so dass ein Halt nicht mehr möglich ist. Auf dem Gleis 2 Richtung Staatsgalerie bleibt jedoch der Tiefbahnsteig erhalten, sodass die Oldtimerlinie 21 hier auf Dauer halten kann. In den Jahren 2016 bis 2023 war jedoch der Betrieb dieser Linie eingestellt, da die Schleife durch die Innenstadt durch Bauarbeiten unterbrochen war. Seit Ende Dezember 2023 verkehrt die Oldtimer-Straßenbahnlinie 21 nach 7 Jahren Pause wieder regulär über die Innenstadtschleife und den Hauptbahnhof.
Die Haltestelle ist viergleisig mit Seitenbahnsteigen angelegt, wobei die zwei mittleren eine gemeinsame Fläche bilden. Sie befindet sich in Ebene −2 des Verkehrsbauwerks vor dem Hauptbahnhof Stuttgart.
Auf dem nördlichen Gleispaar verkehren die Linien U1, U9 und U11. Die Strecke zwischen Hauptbahnhof und Staatsgalerie ist seit Einführung des Netz 2024 wieder in Betrieb. Auf dem südlichen Gleispaar verkehren die Talquerlinien U5, U6, U7, U12 und U15. Die Sonderlinie U11 hält nur auf dem nördlich gelegenen Gleis 1, da sie die Innenstadt in einer Schleife entgegen dem Uhrzeigersinn befährt.

### Charlottenplatz

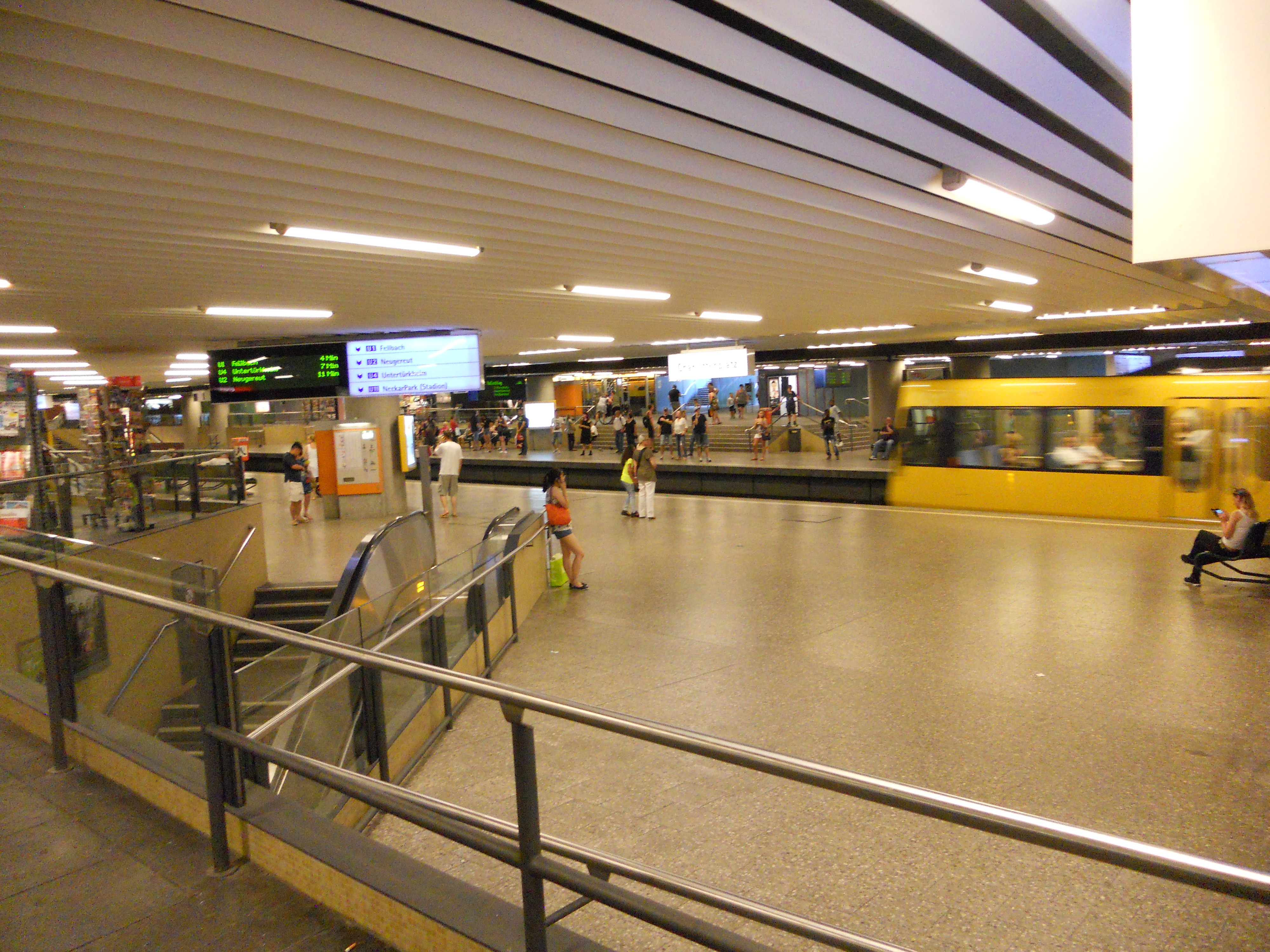
Obere Ebene des Stadtbahnknotens Charlottenplatz

Die Haltestelle Charlottenplatz ist ein unterirdischer, viergleisiger, zweigeschossiger Turmbahnhof. Er ist neben dem Hauptbahnhof (Arnulf-Klett-Platz) der wichtigste Verknüpfungspunkt von neun Stadtbahnlinien sowie von vier Buslinien.
Am 2. Juli 1962 wurde am Charlottenplatz der erste Spatenstich für den neuen Tunnel gefeiert. Es ist die älteste U-Haltestelle Stuttgarts und wurde am 10. Mai 1966 mit Inbetriebnahme der Ebene −2 für die Tallängslinien eröffnet. Am 17. Mai 1967 folgte die Ebene −1 für die Talquerlinien, deren Bahnsteige sich über dem Tunnel der Tallängslinien befinden. Beide Strecken schneiden sich in einem Winkel von etwa 50°.
Sie ist Teil eines integrierten Verkehrsbauwerks. Parallel verläuft an der Ostseite der Haltestelle in Ebene −2 die vierspurige B 14, die den Charlottenplatz und die obere Haltestelle unterfährt. Die Kosten des gesamten Verkehrsbauwerks betrugen 60 Millionen DM, wovon 30 Millionen auf die Haltestelle und 30 Millionen auf das Straßenbauwerk entfielen. Die Ebene −1 der Haltestelle diente gleichzeitig als Fußgängerunterführung. Eine Querung der Kreuzung an der Oberfläche war nicht möglich, erst in den 1990er Jahren wurden hier Fußgängerüberwege angelegt.
In den 1980er Jahren erhielt der Bahnhof 96-cm-Hochbahnsteige, seit einigen Jahren sind die Bahnsteige der Tallängslinien komplett hochflurig. Die Bahnsteige der Talquerlinien sind hingegen bis heute in Hoch- und Tiefbahnsteigabschnitte geteilt, da hier bis Ende 2007 noch Straßenbahn- und Stadtbahn-Fahrzeuge verkehrten. Heute wird der Tiefbahnsteig nur noch für die Sonderfahrten der Oldtimerlinie 23 verwendet.
Die Station hat weder eine Verteilerebene zwischen den Tallängs- und den Talquerlinien, noch wurden Mittelbahnsteige gebaut. Jedoch musste ein Regenrückhaltebecken beim Bau noch integriert werden. Das führt dazu, dass Fahrgäste je nach Umsteigebeziehung einmal oder dreimal den Höhenunterschied zwischen beiden Stockwerken überwinden müssen, weil nicht ausreichend Platz für alle wünschenswerten Treppenübergänge vorhanden war. Jeder erforderliche Niveauwechsel kann per Treppe, Aufzug oder – ausschließlich aufwärts – per Rolltreppe erfolgen. Zwischen dem südwärtigen Bahnsteig der Tallängslinien und den Rolltreppen zu den beiden Bahnsteigen der Talquerlinien liegt ein weiterer Niveauunterschied von fünf bzw. sechs Stufen oder einer entsprechenden Rampe.
Bei normalem Stadtbahnbetrieb ist diese Haltestelle der Hauptverkehrsknotenpunkt von 8 (U2, U4, U5, U6, U7, U12, U14, U15) beziehungsweise 9 (mit Veranstaltungslinie U11) Linien.

### Staatsgalerie

#### Alte Haltestelle bis 2020

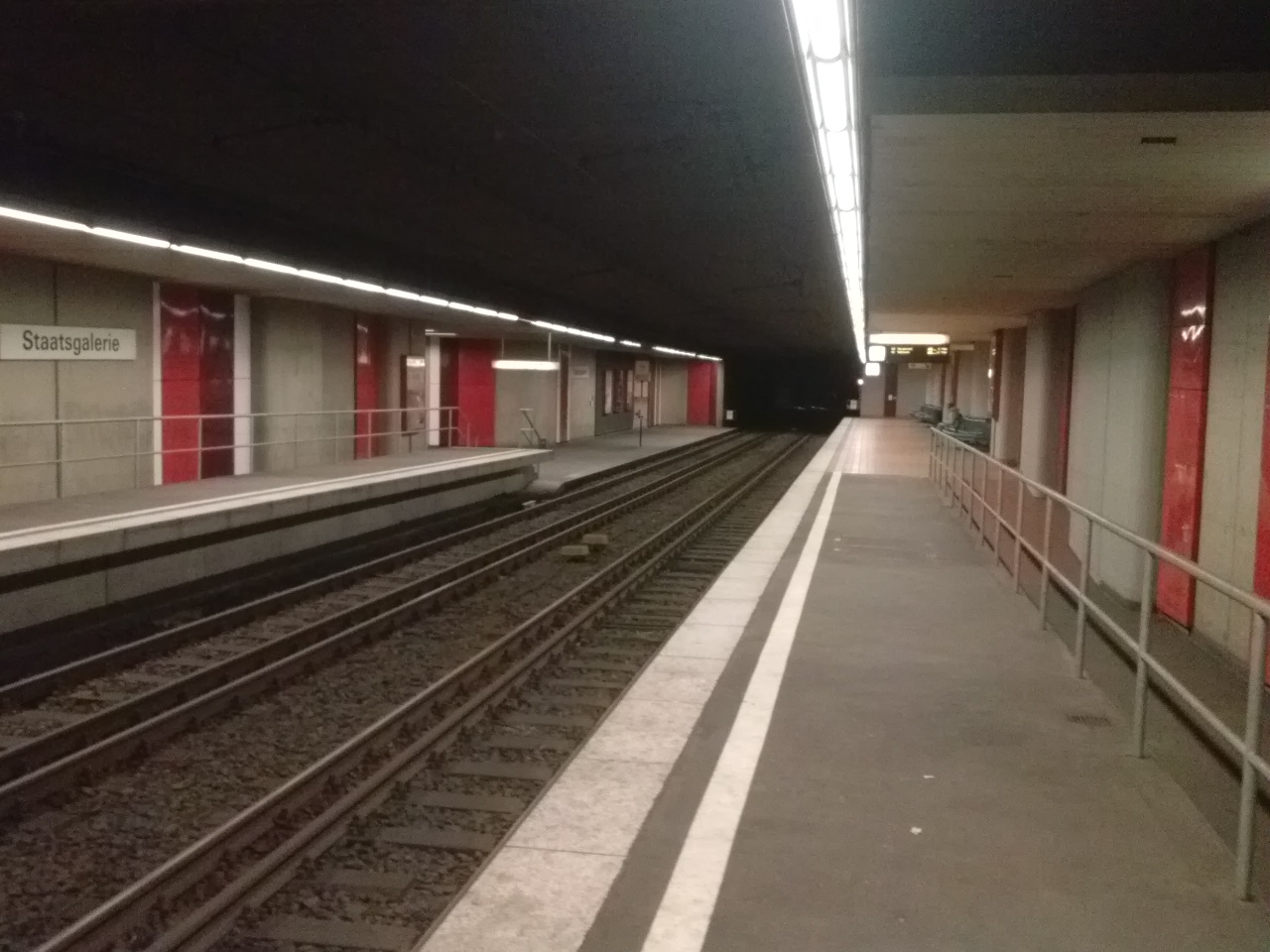
Haltestelle Staatsgalerie im Jahr 2014

Die Haltestelle Staatsgalerie lag vor 2020 an der Willy-Brandt-Straße, im nördlichen Anschluss an den Gebhard-Müller-Platz, durch den sie von der namensgebenden Staatsgalerie Stuttgart, ca. 400 Meter südöstlich des Stuttgarter Hauptbahnhofs, getrennt wurde. Hier hielten die Linien U1, U2, U4, U9, U11 und U14. Die Station war unterirdisch und befand sich unmittelbar neben dem Planetarium Stuttgart. Die preisgekrönte Architektur der Station stammte von Wilfried Beck-Erlang, die künstlerische Ausgestaltung (u. a. Wandpaneele) vom renommierten Produktdesigner Hansjerg Maier-Aichen.
Begründet durch den bevorstehenden Abbruch war die alte Haltestelle Staatsgalerie eine der letzten Stationen im Stuttgarter Tunnelnetz, die nicht barrierefrei zugänglich war. Im Zuge der auf Doppeltraktion verstärkten Linie U11 wurden die Hochbahnsteige nur mit provisorischen Stegen verlängert. Im Dezember 2014 begannen die ersten Umbauarbeiten an der Station. Nach der Inbetriebnahme der neuen Station begannen die Abbrucharbeiten für die alte Haltestelle.

#### Neue Haltestelle seit 2020

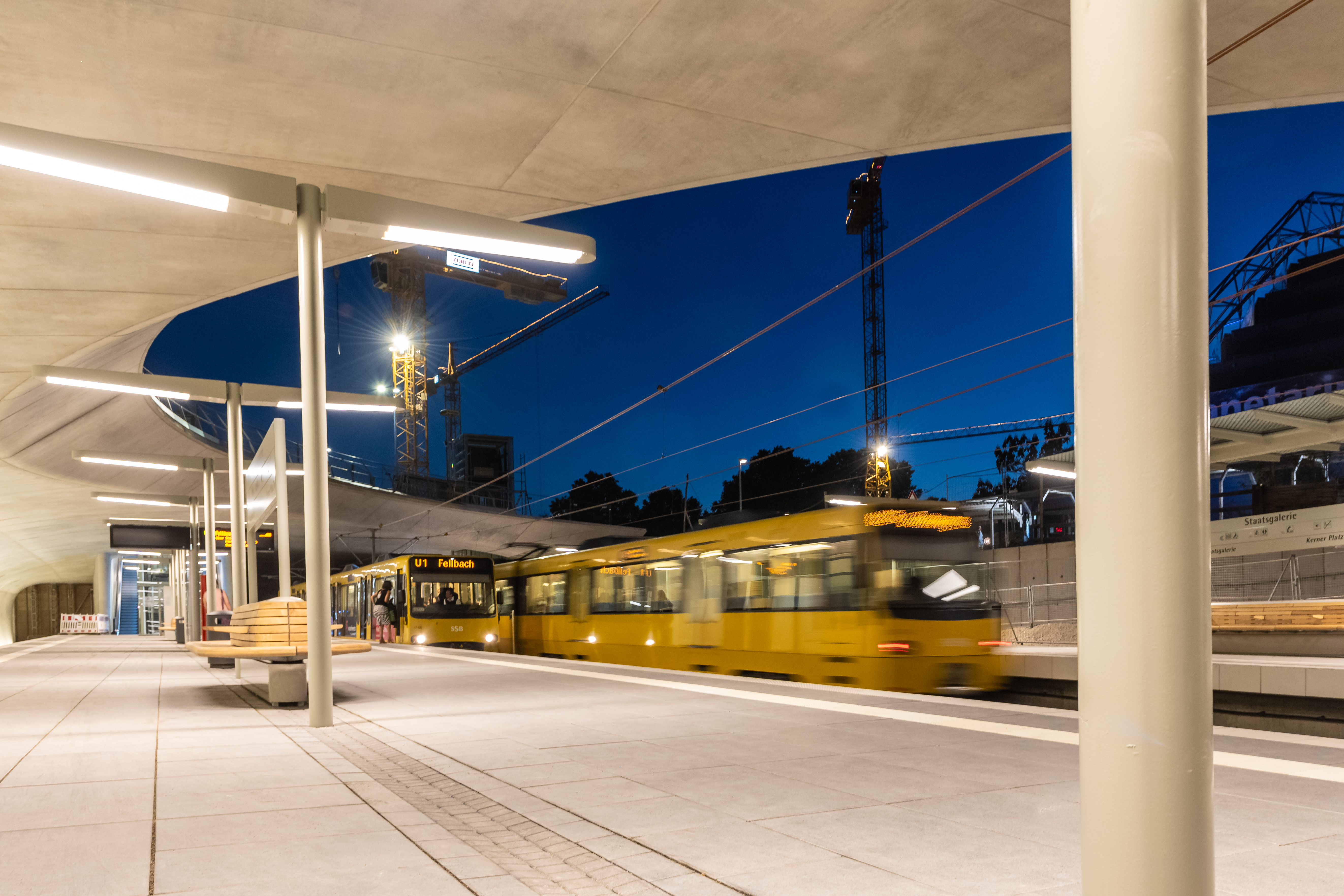
Neue Haltestelle Staatsgalerie 2020

Aufgrund des Bauprojekts Stuttgart 21 wurde von 2015 bis 2020 eine neue Haltestelle gebaut. Sie liegt in einfacher Tieflage und ist nach oben offen. Die Haltestelle Staatsgalerie wurde höher gelegt und in Richtung Schlossgarten verschoben, um Raum für die östliche Zufahrt des neuen Tiefbahnhofes zu schaffen. Diese Maßnahme wurde aus Mitteln des Projekts Stuttgart 21 finanziert und enthält den Kostenersatz für evtl. Betriebsstörungen. Zwischen Mai 2016 und dem 10. Dezember 2017 wurde der Abschnitt Staatsgalerie – Charlottenplatz für den Stadtbahnverkehr gesperrt. Unmittelbar danach wurde der Abschnitt Staatsgalerie – Hauptbahnhof unterbrochen. Die entsprechenden Linien wurden bis 9. Dezember 2023 über den Charlottenplatz umgeleitet. In der Planfeststellung war lediglich eine zweiwöchige Sperrung für die gesamten Arbeiten vorgesehen. Am 10. Dezember 2023, mit dem Fahrplanwechsel, wurde der reguläre Betrieb auf dem Abschnitt zwischen Staatsgalerie und Hauptbahnhof wieder aufgenommen.
Der Streckenabschnitt zwischen Neckartor und Charlottenplatz wurde vom 7. bis 11. September 2020 gesperrt, um die neue Haltestelle Staatsgalerie an das Stadtbahnnetz anzuschließen. Die neue Haltestelle nahm am 12. September 2020 den Betrieb auf.
Architektonisch übernimmt die von Ingenhoven Architekten entworfene neue Station einige Stilelemente des im Bau befindlichen neuen unterirdischen Hauptbahnhofs derselben Architekten und geht auf einen Wettbewerbsentwurf von 1997 zurück.

### Ruhbank (Fernsehturm)

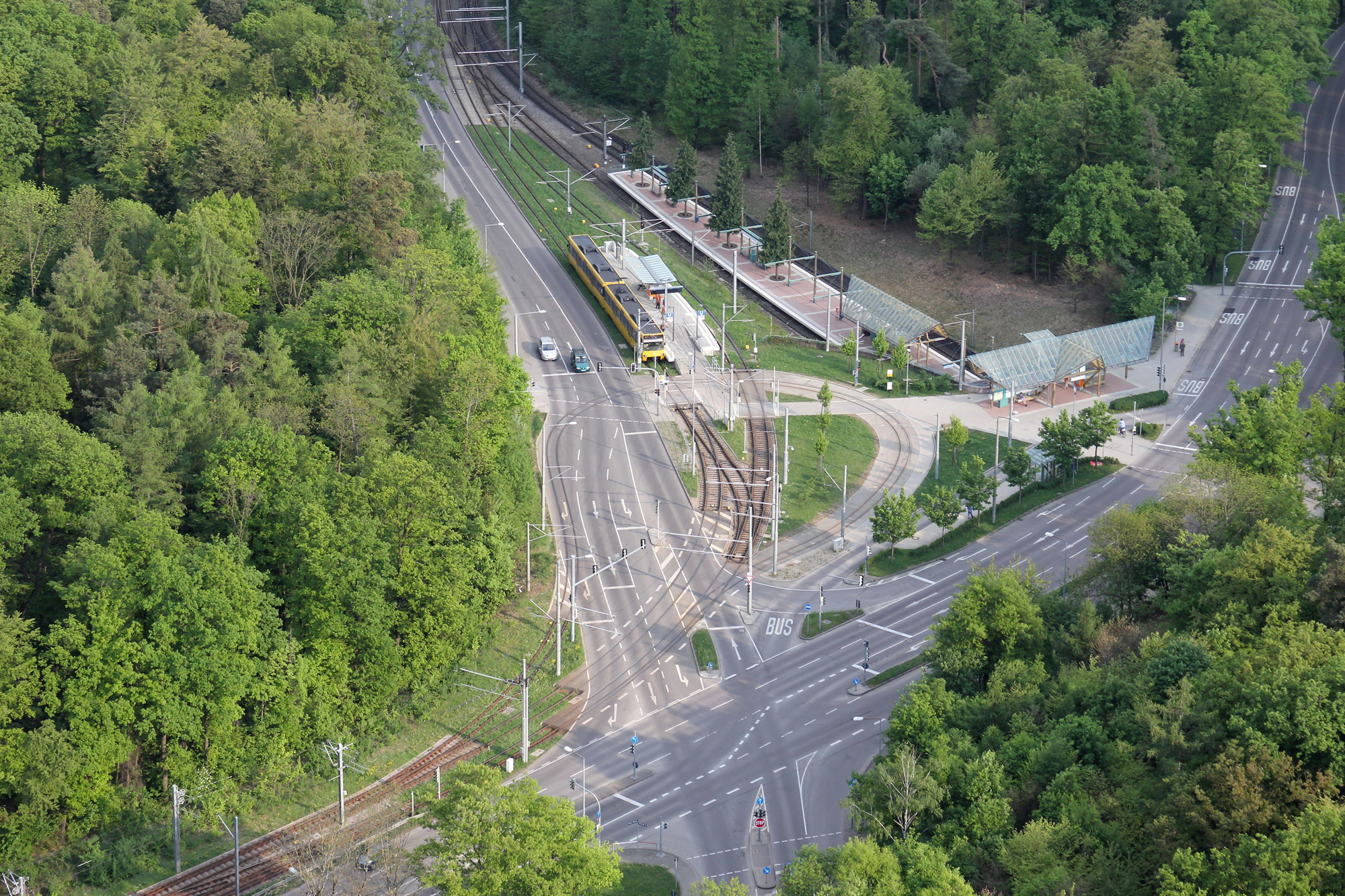
Haltestelle Ruhbank der U7/U8 sowie Wendeschleife und Rampe der U15 vom Fernsehturm gesehen

Die Haltestelle „Ruhbank (Fernsehturm)“ (Kirchheimer Straße Kreuzung Mittlere Filderstraße; siehe hierzu auch Ruhbank), rund 400 Meter südöstlich vom Stuttgarter Fernsehturm gelegen, ist die am weitesten von besiedeltem Gebiet entfernt liegende Station der Stadtbahn und mit 477 m ü. NN der höchstgelegene Punkt im Schienennetz der SSB. Die in den Jahren 1997/1998 entstandene Stadtbahnhaltestelle der Linien U7 und U8 befindet sich direkt am stadtauswärtigen Ende des Waldautunnels. Um den 80 Meter langen Mittelbahnsteig besser in die waldreiche Umgebung einzufügen, setzte man bei den Aufbauten mehr Holz als Metall ein. Zwischen der Eröffnung im Mai 1998 und der Verlängerung der Strecke über Sillenbuch bis Heumaden im September 1999 diente die Haltestelle Ruhbank der Linie U7 als Endhaltestelle.
Für die Linie U15 entstand 2007 parallel dazu ein 40 Meter langer Mittelbahnsteig östlich der bisherigen Straßenbahnwendeschleife. Die U15 fädelt über eine flache Rampe etwa 60 Meter nach der Haltestelle der U7 und U8 in deren bestehende Strecke ein. Das innere Gleis der meterspurigen Wendeschleife ist als Endstation der Oldtimer-Straßenbahnlinie 23 erhalten geblieben.
Im 530 Meter langen Tunnel zwischen den benachbarten Haltestellen Ruhbank und Waldau verläuft mittig zu den Streckengleisen ein Abstellgleis für fünf Züge, das für Kurzläufer (Waldau–Killesberg) bei erhöhtem Verkehrsaufkommen während Großveranstaltungen im Sportgebiet Waldau vorgesehen war. Die SSB setzen diese Kurzläufer allerdings nicht mehr ein, weshalb dieses Gleis heute regulär keine verkehrliche Funktion hat.

## Projekte

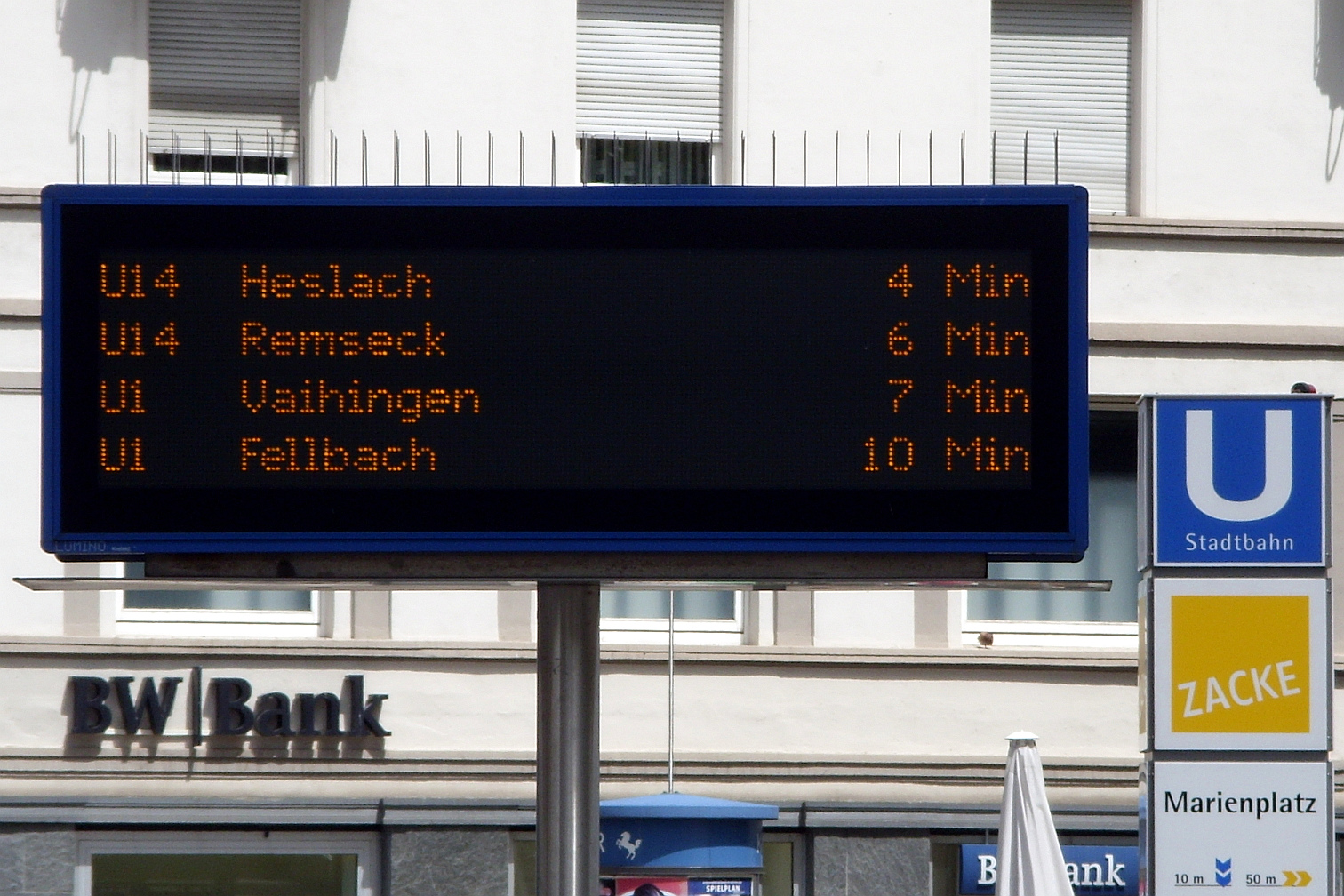
Dynamischer Fahrgast-
informationsanzeiger (DFI)

### In Umsetzung befindliche Projekte

#### Kapazitätserhöhung U1
Im RVP 2020 ist die Bahnsteigverlängerung als Maßnahme 118 mit höchster Dringlichkeit eingestuft. Die Bahnsteige auf dem Abschnitt Fellbach – Heslach Vogelrain werden für Doppeltraktionen mit 80 Meter Zuglänge verlängert. Die Nachfrage auf dem Abschnitt Heslach Vogelrain – Vaihingen ist geringer, sodass dieser Teil dann weiterhin mit 40-Meter-Zügen der U14 befahren werden soll. Es müssen nur die oberirdischen Haltestellen umgebaut werden, da die Bahnsteige der Tunnelstationen bereits für 80-Meter-Züge vorbereitet sind. Deren gesamte Stationslänge beträgt bereits seit dem Bau 120 Meter.
Die oberirdischen Haltestellen von Stöckach bis Mercedesstraße sowie Berliner Platz Liederhalle wurden bereits in den 2000er-Jahren für den 80-Meter-Betrieb der U11, anlässlich der Fußball-Weltmeisterschaft 2006, verlängert. Am Cannstatter Wilhelmsplatz geschah dies bis 2018, anlässlich eines möglichen Evakuierungsszenarios von gleichzeitig vielen Fahrgästen nach Bad Cannstatt mit der Linie U19 in Doppeltraktion bei Großveranstaltungen.
Die komplette Bahnsteigverlängerung sollte ursprünglich 2016 fertiggestellt sein, wurde aber aufgrund fehlender finanzieller Mittel zurückgestellt. Die benötigte Kapazität wurde zunächst durch die Verstärkerlinie U16 (Fellbach – Bad Cannstatt – Feuerbach – Giebel) und den Ende 2022 wieder eingestellten Schnellbus X1 geschaffen.
Nachdem 2017 die Planungen wieder aufgenommen wurden, war die Fertigstellung zunächst für 2023 geplant, verzögert sich aber voraussichtlich bis 2026. Dabei soll der Bau in zwei Abschnitten erfolgen. Baubeginn für den ersten Abschnitt mit den besonders belasteten acht Haltestellen des Nordastes (Bad Cannstatt Uff-Kirchhof – Fellbach Schwabenlandhalle) war dabei im März 2023. Dieser Teil kostete 14 Millionen Euro und wurde bis Mai 2025 fertiggestellt. Dabei wurden in der Regel jeweils zwei bis drei Haltestellen gleichzeitig umgebaut, der Stadtbahnbetrieb wurde dabei kontinuierlich aufrechterhalten. Am Augsburger Platz fehlte wegen der Brücken- und Kurvenlage der Platz zur Bahnsteigverlängerung. Die Haltestelle wurde deshalb von Juni 2024 bis Anfang Februar 2025 neu gebaut und dabei um ca. 100 m stadtauswärts in die Gerade Nürnberger Straße verschoben. Sie rückte damit näher an die bestehende Stadtbahnhaltestelle Nürnberger Straße, sowie die S-Bahn-Station Nürnberger Straße. Am 8. Februar 2025 ging die neue Haltestelle in Betrieb und ersetzte die alte Haltestelle, welche stillgelegt und später im laufenden Betrieb abgebaut wird. Ursprünglich war daran gedacht, die Haltestellen Augsburger Platz und Nürnberger Straße zusammenzulegen und im Bereich der Bahnbrücke durch ein komfortables Umsteigebauwerk zur S-Bahn zu ersetzen. Dies erwies sich jedoch wegen der Erschließung von zwei voneinander getrennten Wohngebieten als nicht sinnvoll. An der Stelle der ehemaligen Haltestelle Augsburger Platz gibt es die Initiative, nach dessen Abbau die Gleise der U1/U16 mit denen der U13 zusammenzulegen, um eine Grünfläche zu schaffen.
Der Umbau der östlichen Endhaltestelle Fellbach Lutherkirche war zunächst städtebaulich problematisch, da eine einfache Verlängerung des bestehenden Bahnsteigs in beide Richtungen (Ost und West) jeweils wichtige Fußgänger- und Radwege sowie Sichtachsen unterbrechen würde. Nach längerem Diskurs wurde eine Neugestaltung des ganzen Umfelds der Haltestelle durch die Stadt Fellbach geplant, dabei wird die Haltestelle einschließlich Weichenanlage etwa 100 Meter weiter westlich, auf Höhe des alten Friedhofs, völlig neu errichtet. Gebaut werden soll hier frühestens ab 2026. Die Fertigstellung ist für Ende 2027 / Anfang 2028 vorgesehen. Stand 2024 war für die neue Haltestelle ein Gründach mit Photovoltaikanlagen und verschiedene Mobilitätsangebote geplant. Diese hochwertige Gestaltung war 2025 wegen der angespannten Haushaltslage der Stadt Fellbach wieder fraglich. Während des Neubaus der Endhaltestelle Lutherkirche wird die Stadtbahn provisorisch an der Haltestelle Schwabenlandhalle enden.
Der zweite Bauabschnitt ist deutlich komplizierter und wird seit dem 31. Juli 2025 mit der Haltestelle Erwin-Schoettle-Platz in Angriff genommen und voraussichtlich Mitte 2026 fertiggestellt werden. Er umfasst die drei Haltestellen Bihlplatz in Kurvenlage, Erwin-Schoettle-Platz und Südheimer Platz. Aufgrund des schwierigen städtebaulichen Umfelds der restlichen Bahnsteige dieses zweiten Bauabschnitts wurde ein begleitendes städtebauliches Gestaltungskonzept zur besseren Integration der Bahnsteige in den Stadtraum erstellt. Bei dieser Baumaßnahme werden die Gleise, Oberleitungsmasten und Oberleitungen im Bereich der Haltestellen Erwin-Schoettle-Platz und Bihlplatz verschwenkt. Außerdem werden zur Aufnahme des Stadtbahnbetriebs in Doppeltraktion die Oberleitungsmasten und Oberleitungen auch auf dem restlichen Abschnitt angepasst. Der Stadtbahnbetrieb wird daher vom 15. September bis 19. Dezember 2025 zwischen den Haltestellen Marienplatz und Heslach Vogelrain unterbrochen und stattdessen ein Ersatzverkehr mit Bussen eingerichtet. Für diesen Bauabschnitt in Stuttgart-Süd wurde im Sommer 2024 das Planfeststellungsverfahren eingeleitet. Der Beschluss fiel im Mai 2025. Von März bis Juli 2025 wurden als vorbereitende Baumaßnahme im Bereich der Haltestelle Erwin-Schoettle-Platz an der Böblinger Straße Leitungsarbeiten durchgeführt.
Die Inbetriebnahme der U1 in Doppeltraktion bis zur provisorischen Endhaltestelle Schwabenlandhalle soll voraussichtlich zum Fahrplanwechsel im Dezember 2026 erfolgen. Wie die Zukunft der dann teilweise obsoleten Verstärkerlinie U16, insbesondere auf dem Abschnitt Bad Cannstatt–Fellbach, aussehen wird, ist noch nicht abschließend geklärt. Die SSB kündigten an, „das Angebot der Linien U13 und U16 an[zu]passen“.

#### Nachtverkehr an Wochenenden
Seitens der SSB ist ein durchgängiges Nachtnetz für den Stadtbahnverkehr an Wochenenden (Nächte von Freitag auf Samstag, Samstag auf Sonntag und vor Feiertagen) angedacht. Zurzeit befinden sich die Stadtbahnen zwischen 1 Uhr und 4 Uhr (montags bis freitags) bzw. 5 Uhr (samstags und sonntags) in der Betriebspause. Abgesehen von der Silvesternacht, in der sich jeweils zwei Linien zur vollen Stunde an einem Bahnsteig der Haltestelle Charlottenplatz zum Umsteigen treffen („Silvestertreffen“), gab es bisher keinen durchgehenden Stadtbahnverkehr. Ein zweijähriger Probebetrieb, frühestens ab dem Fahrplanwechsel 2025/26, soll ausloten, ob das neu erarbeitete Konzept auf die erforderliche Resonanz stößt. Im Juli 2025 wurde bekannt, dass die SSB das Projekt angesichts steigender Ausgaben und hoher Defizite zunächst zurückstellt.
Demnach sollen die besonders stark nachgefragten Linien U1, U2, U6, U7, U9, U12, U14 und U15 in einem Stundentakt auf ihren üblichen Linienwegen in Einfachtraktion verkehren. Dabei gäbe es also vier Abfahrten pro Nacht, Linie und Richtung, womit die wichtigsten Umstiege gewährleistet werden sollen. Durch die Bündelung der Linien auf den Innenstadtstrecken ergibt sich dort ein dichterer Takt. Rund 1,4 Millionen Euro würden der Betrieb der Nachtstadtbahnen mehr kosten als das bisherige Nachtbus-Angebot. Perspektivisch halten die SSB auch einen Halbstundentakt für möglich, einen Nachtverkehr auch unter der Woche hingegen nicht, da in diesen Zeiträumen kleinere Instandsetzungsarbeiten sowie die Wartung der Fahrzeuge stattfinden.

### Fest geplante Projekte

#### Übereckverbindung Pflugmühle für Verbindung Vaihingen/Dürrlewang – Flughafen/Messe/Echterdingen (U17/U18)
Die 2022 fertiggestellte Übereckverbindung „Pflugmühle“ zwischen den Haltestellen SSB-Zentrum und Rohrer Weg ermöglicht eine direkte Linienführung von Vaihingen und Dürrlewang zu Flughafen und Messe und nach Leinfelden. Im Mai 2018 wurde erstmals eine Linie Flughafen/Messe – Dürrlewang (U17) genannt, die damit möglich würde. Darüber könnte das Industriegebiet Vaihingen/Möhringen umsteigefrei an den Flughafen angebunden werden. Im Aktionsplan 2023 „Nachhaltig und innovativ mobil in Stuttgart“ ist außerdem die Möglichkeit einer „U18“ aufgeführt, die das Industriegebiet mit Echterdingen (nach einer Realisierung der Verlängerung nach Echterdingen) verbinden könnte.
Am 3. Dezember 2019 wurde der Stand der Planung im Technikausschuss des Stuttgarter Gemeinderats vorgestellt. Die 225 Meter lange zweigleisige Strecke wurde wegen umfangreicher Veränderungen im Stellwerk Möhringen mit 11,3 Millionen Euro veranschlagt. Der Planfeststellungsbeschluss für das Vorhaben erging im Februar 2021. Die Strecke ging im ersten Halbjahr 2022 in Betrieb und wird seither als Betriebsstrecke zur besseren Anbindung des Betriebshofes genutzt.
Der Linienbetrieb als U17 zwischen Dürrlewang und Flughafen/Messe sollte zunächst 2026 mit der geplanten Inbetriebnahme des Stuttgart Flughafen Fernbahnhof im Zuge des Bahnprojektes Stuttgart 21 aufgenommen werden, da dann die erforderlichen Fahrgastpotentiale zur Verfügung stehen. Angedacht war allerdings zunächst nur ein Betrieb in der Hauptverkehrszeit und im 20-Minuten-Takt. Im Juli 2025 wurde bekannt, dass die SSB das Projekt angesichts steigender Ausgaben und hoher Defizite zunächst bis 2030 zurückstellt.

#### Strecke nach Hausen und Ditzingen mit viertem Betriebshof (U13-Nord)
Von allen Stadtbahnprojekten hat der vierte Betriebshof die höchste Priorität, weil die drei bestehenden keine zusätzlichen Triebwagen mehr aufnehmen können und ohne diese keinerlei Angebotsverbesserungen möglich wären, gleichgültig ob Taktverdichtungen, mehr 80-Meter-Züge oder Streckenerweiterungen.
Im Sommer 2016 wurde mit der Standortsuche im ganzen Bezirk Weilimdorf begonnen (einschließlich Wolfbusch, Bergheim, Giebel, Hausen und Weilimdorf Nord). Von zunächst 13 Standorten wurden 7 genauer untersucht. Ausgewählt wurde nach intensiver Bürgerbeteiligung von Januar bis Mai 2018 der Standort bei Ditzingen-Ost an der Stadtgrenze zu Ditzingen, im Oktober 2018. Die 4,8 Kilometer lange Zufahrtstrecke, die gleichzeitig als neue Stadtbahnstrecke nach Hausen und Ditzingen dienen soll, soll stadtauswärts hinter der Haltestelle Rastatter Straße mit einer Überquerung der B 295 von der Bestandstrecke (U6/U16) abzweigen und der Bundesstraße 295 im Geländeeinschnitt folgen. An der Kreuzung B 295 / Flachter Straße / Gerlinger Straße ist die erste Haltestelle Ditzinger Straße (ursprünglich Flachter Straße) mit Außenbahnsteigen geplant. Der S-Bahn-Halt Weilimdorf und das angrenzende Gewerbegebiet sollen aus Kostengründen nicht direkt angebunden werden. Für Umsteiger entsteht hier ein ca. 300 Meter langer Fußweg von einer neuen Haltestelle Weilimdorf Bahnhof mit Mittelbahnsteig an der B 295. Daran anschließend teilt sich die Strecke auf in jeweils zwei Streckengleise und Zufahrtsgleise zum Betriebshof. Die Zufahrtsgleise sollen dabei mit einem Betriebsbahnsteig versehen werden. Die Strecke soll nach einer Kurve Richtung Westen zunächst parallel zum Betriebshof verlaufen und anschließend nach der Einfädelung eines Ausfahrtsgleises für den Betriebshof in einem weiteren Bogen südwärts an diesem vorbei führen und dort die Haltestelle Hausen erreichen. Das Planfeststellungsverfahren wurde im Juni 2024 durch das Regierungspräsidium Stuttgart eingeleitet. Der Baubeginn des Betriebshofs zusammen mit der Strecke bis Hausen wird bei einem Planfeststellungsbeschluss bis zum Dezember 2025 für das Frühjahr 2027 erwartet. Erste Rodungsarbeiten entlang der B 295 sollen bereits im November 2026 beginnen. Die Fertigstellung der Strecke bis dahin einschließlich dem Betriebshof ist für Jahresbeginn 2030 angesetzt.
Von dort soll die Strecke weiter ans Gewerbegebiet Ditzingen Süd / Schuckertstraße (mit Unternehmen wie Trumpf und Thales) an eine Haltestelle Ditzingen Hülben, mit den Zwischenhaltestellen Ditzingen Schuckertstraße und Ditzingen Süd verlängert werden. Mit einer Fertigstellung wird hier bis 2033 gerechnet. Mittelfristig ist eine Weiterführung zum S-Bahnhof Ditzingen angedacht, die Stadt Ditzingen ist daran grundsätzlich interessiert. Die Stadt Stuttgart hat die SSB mit der weiteren Planung beauftragt, eine Fertigstellung der Strecke bis ans Ditzinger Gewerbegebiet ist für Ende 2028 angesetzt. Anfang 2025 sollen die Kosten für Bau und Betrieb einer Weiterführung bis zum Bahnhof vorliegen, dann sollen die zuständigen Gremien über diese Option entscheiden.
Für die architektonische Gestaltung des Betriebshofes wurde ein Wettbewerb ausgeschrieben, aus dem am 23. Juni 2021 das renommierte Architekturbüro Auer Weber als 1. Preisträger hervorging, das nach dem Willen von Bauherr SSB und Stadt Stuttgart auch mit der weiteren Planung beauftragt wurde. Der Betriebshof soll dabei über eine große Abstellhalle mit Platz für 47 Stadtbahnen, eine Werkstatt (6000 Quadratmeter) sowie ein Dienst- und Sozialgebäude mit Stellwerk (2400 Quadratmeter) verfügen, die gemeinsam mit einem rund 19.000 Quadratmeter großen Gründach abgedeckt werden sollen, auf dem eine 4300 Quadratmeter große Photovoltaikanlage gebaut werden soll. Das gesamte Gelände soll 4,8 Hektar umfassen und rund 200 Menschen Arbeit bieten.
Für das Gesamtprojekt mit Betriebshof und Strecke bis ins Ditzinger Gewerbegebiet waren zunächst Kosten von 130 Millionen Euro angesetzt, davon 70 Millionen für den Betriebshof. 2023 war von einer Kostensteigerung auf etwa 440 Millionen Euro, davon 230 Millionen für den Betriebshof, die Rede, u. a. wegen einer Geothermieanlage im Außenbereich, Abwasserwärmetauschern und einer Energiezentrale für Hausen. Außerdem gab es eine kostensteigernde Planungsänderung im Bereich des Streckenabzweiges: Ursprünglich sollte die Strecke über ein vollständig zweigleisiges Gleisdreieck südlich der Brücke über die B 295 der heutigen Bestandsstrecke abzweigen. Um aber eine Zerschneidung der dortigen Äcker und Kleingärten zu vermeiden, ist nun ein Abzweig aus Richtung Stuttgart bereits vor der Brücke mit anschließender eigener Brücke sowie einer eingleisigen Verbindungskurve Richtung Gerlingen geplant.
Der Trassenbau bis Hausen soll dazu 140 Millionen und die Verlängerung bis Ditzingen Hülben weitere 70 Millionen Euro kosten. Die Finanzierung erfolgt dabei bis Hausen durch die SSB und weiter bis Hülben durch die Stadt Ditzingen. Von den veranschlagten Kosten für die Strecke übernimmt der Bund 75 und das Land 12,5 Prozent, beim Betriebshof beträgt die Förderung vom Land 50 Prozent. Als reine Zufahrtsstrecke für den Betriebshof wäre die Strecke nicht förderfähig gewesen. Betriebshof und Strecke liegen in einem regionalen Grünzug, ein Zielabweichungsverfahren wurde eingeleitet, auch der Flächennutzungsplan muss geändert werden. Die Entwurfsplanung für das Projekt konnte im ersten Quartal 2023 abgeschlossen werden.
Die Anbindung des Stadtteils Hausen an das Stadtbahnnetz sollte ursprünglich durch eine ca. 3,1 km lange Verlängerung der U13 erfolgen, ausgehend von der damaligen Endhaltestelle Giebel, straßenbündig durch die Rappachstraße, entlang der Gerlinger Straße und dem Hausenring zur nördlichen Bebauungsgrenze von Hausen (Straße Beim Fasanengarten) und weiter über freies Feld zur S-Bahn-Station Weilimdorf. So ist die Strecke auch noch (Stand Januar 2019) im RVP 2020 dargestellt. Diese Planung wird im Zuge der Standortfestlegung für den vierten Betriebshof allerdings nicht mehr weiter verfolgt.

#### Übereckverbindung Möhringen für Verbindung Innenstadt – Plieningen (U25)
Es ist eine direkte Verbindung zwischen dem Stadtbezirk Plieningen und der Stuttgarter Innenstadt geplant. Dazu ist der Bau einer Übereckverbindung („Möhringer Kurve“) zwischen den Haltestellen Sigmaringer Straße und Riedsee notwendig, womit der bisher nötige Umstieg an der Haltestelle Möhringen Bahnhof entfällt. Die dafür freigehaltene Trasse kann man gut erkennen am Verlauf der Bebauungen zwischen dem Studentenwohnheim und dem Einzelhandel-Supermarkt sowie der Brücke Probststraße über die Stadtbahn.
Die damit mögliche Direktlinie Killesberg – Plieningen im 20-Minuten-Takt (in der Taktlücke der U5 Killesberg – Leinfelden) wurde intern zeitweise als U5b bezeichnet, seit 2022 wird sie offiziell als U25 geführt. Ursprünglich sah die SSB eine Realisierung für 2023 vor. Später war in der mittelfristigen Ausbauplanung eine Inbetriebnahme der Übereckverbindung, einschließlich dieser Linie, bis frühestens Ende 2025 vorgesehen. 2022 wurde seitens der SSB wegen längeren Genehmigungsverfahren sowie nötigem Lärm- und Artenschutz eine zweijährige Verzögerung bis 2027 ins Spiel gebracht. Dem Widerstand Stuttgarter Gemeindevertreter, insbesondere für den Killesberg, wo ein verdichteter 10-Minuten-Takt gefordert wird, entgegnete man mit einer vorgesehenen Teilinbetriebnahme der U25 im Abschnitt Killesberg – Möhringen Bf bereits Ende 2025 und einer Verlängerung bis Plieningen über die bis dahin zu bauende Übereckverbindung im Jahr 2027. Auch die Studenten der Universität Hohenheim fordern eine schnellere Realisierung, so belegte das Projekt 2023 Platz eins beim Online-Voting für den Stuttgarter Bürgerhaushalt. Im Juli 2025 wurde bekannt, dass die SSB das Projekt angesichts steigender Ausgaben und hoher Defizite zunächst bis 2030 zurückstellt.
Die ursprüngliche Planung sah eine kreuzungsfreie Lösung zwischen der Übereckverbindung und dem Weg zum Wohnheim im Gleisdreieck vor. Die Gleise der U3 hätten in einem Trog verlegt und der Bahnübergang Rembrandtstraße hätte untertunnelt werden müssen. Dadurch hätte die U3 bis zu zwei Jahre lang stillgelegt werden müssen. Eine Neuplanung, mit der geringere Auswirkungen auf den bestehenden Stadtbahnbetrieb erreicht werden, sieht vor, dass der Weg zum Wohnheim die Stadtbahngleise mittels eines Bahnüberganges quert, wodurch die Baukosten deutlich minimiert werden können. Allerdings ist hier eine weiträumige Anpassung der Höhenlage im Bereich Supermarkt und Wohnheim erforderlich. Auch bei dieser Lösung sind erhebliche, aber betrieblich geringere Einschränkungen auf den Stadtbahnbetrieb zu erwarten, da die Gleisüberhöhung der U5/U6/U8/U12- und U3-Gleise angepasst werden muss.
Bei allen Planungen müssen unter laufendem Betrieb auf allen Streckenteilen jeweils zwei Weichen und Kreuzungen eingebaut werden. Die beiden Weichenverbindungen werden Geräusche emittieren und befinden sich in einem sehr lärmsensiblen Umfeld, sodass rechtlich und praktisch stärker auf das Thema Lärmschutz eingegangen werden muss. Die weiteren Planungen sind in Arbeit und eine Kosten-Nutzen-Analyse ist beauftragt.

#### Verlängerung von Leinfelden nach Echterdingen (U5-Süd)
Beabsichtigt ist ein Wiederaufbau der Strecke von der derzeitigen Endhaltestelle Leinfelden Neuer Markt bis in die Ortslage Echterdingens. Die damals meterspurige Strecke entlang des Hainbuchenweges bis Echterdingen Hinterhof (Höhe Martin-Luther-Straße) wurde 1990 stillgelegt und abgebaut, ihre Trasse aber freigehalten. Eine ältere Untersuchung bescheinigt dem Wiederaufbau einen positiven Kosten-Nutzen-Faktor. Bis Echterdingen Hinterhof (1,6 km) ist die Strecke im Regionalverkehrsplan (RVP 2020) enthalten und dargestellt.
2025 gingen die SSB von einer Realisierung bis 2032 aus. Um den Bau der Strecke zu ermöglichen, soll die Max-Lang-Straße, auf deren Verlauf die Stadtbahnstrecke die Bahnstrecke Rohr–Filderstadt unterqueren soll, vollständig verlegt werden. Angesichts dessen hält die Stadtverwaltung Leinfelden-Echterdingen eine Fertigstellung bis 2032 für realistischer. Ein plangleicher Übergang an der Stelle wird ausgeschlossen.
Mitte Dezember 2024 stellte die SSB der Stadt Leinfelden-Echterdingen die Planung mit Kosten-Nutzen-Untersuchung vor. Die Strecke soll demnach zweigleisig bis zu einer Haltestelle Charlottenweg, ungefähr an der Stelle der ehemaligen Haltestelle Hinterhof, geführt werden. Außerdem soll eine weitere Haltestelle Echterdingen Gymnasium im Bereich der Schulen geplant werden. Beide Haltestellen sollen mit 40 Metern Bahnsteiglänge gebaut werden, die Möglichkeit einer Erweiterung für den Einsatz von 80-Meter-Zügen soll aber in der Planung berücksichtigt werden. Eine dritte Haltestelle zwischen der Unterquerung der Max-Lang-Straße und der Leinfeldener Straße mit dem Arbeitstitel Grüne Mitte war zunächst auch geplant, wurde aber aufgrund der geringen Erschließungswirkung zurückgestellt, wobei trotzdem die Option einer späteren Ergänzung der Haltestelle in den Planungen berücksichtigt werden soll.
Zunächst war seitens der SSB angedacht, die Strecke über die ehemalige Endhaltestelle Hinterhof hinaus bis zum Zeppelinplatz (zentraler Platz an der Hauptstraße) zu führen. Die Kosten-Nutzen-Untersuchung ergab jedoch einen höheren Faktor (1,65 gegenüber 1,38) für ein Streckenende am Hinterhof/Charlottenweg. Da die Strecke im Bereich der Kanalstraße darüber hinaus hätte eingleisig mit einer nicht auf 80 Meter verlängerbaren Haltestelle geführt werden müssen, soll von dieser Variante Abstand genommen werden. Betrieblich wird außerdem die perspektivische Einführung einer Linie U18 von der neuen Strecke nach Echterdingen bis nach Dürrlewang genannt (siehe Übereckverbindung Pflugmühle).
Die Baukosten werden auf rund 50 Millionen Euro geschätzt, die Stadt Leinfelden-Echterdingen soll davon voraussichtlich 15 Millionen Euro übernehmen. 3000 Menschen sollen die Strecke täglich nutzen.
Weiter anschließend ist eine möglicherweise unterirdische Weiterführung bis an den Stadtrand, von dort an der Oberfläche weiter bis ins geplante interkommunale Gewerbegebiet Echterdingen-Ost und von dort bis Flughafen/Messe und/oder Richtung Filderstadt möglich. Flughafen und Messe werden inzwischen von der verlängerten U6 (vgl. 2. Teilabschnitt der U6) erschlossen, weswegen eine Verlängerung der U5 über Echterdingen Hinterhof hinaus in näherer Zukunft unwahrscheinlich ist. Allerdings ist die Verlängerung von Echterdingen Hinterhof bis ins Gewerbegebiet Echterdingen Ost im Flächennutzungsplan (FNP) der Stadt Leinfelden-Echterdingen dargestellt.

#### Verlängerung vom Neckarpark zur Mercedes-Benz Welt (U19-Süd)
Es ist geplant, die Linie U19 ganztags fahren zu lassen und von der Endhaltestelle Neckarpark/Stadion zur Mercedes-Benz Welt und näher an das Werkstor von Mercedes-Benz zu verlängern. Auch wenn der damalige Stuttgarter Oberbürgermeister Fritz Kuhn dem Projekt aufgeschlossen gegenüberstand, wäre eine Realisierung vor 2021 laut SSB kaum möglich gewesen, da die Planungen aufwändig und die Planer der SSB außerdem durch die anderen Projekte bereits ausgelastet gewesen wären.
Angesichts der Feinstaub-Problematik hat dieses Projekt 2016 eine hohe Priorität erhalten. Bis zur Mercedes-Benz-Welt ist die Strecke auch im RVP 2020 enthalten und dargestellt. Zuvor wurde es durch die SSB, nach der Initiative einiger Gemeinderatsfraktionen, zurückgestellt, da die veranschlagten sechs Millionen Euro für den Gleisbau sowie jährliche Betriebskosten in Höhe von 700.000 Euro als zu hoch angesehen wurden. Seit Sommer 2019 befindet sich das Projekt in der Entwurfsplanung. Der im Nahverkehrsplan anvisierte Fertigstellungstermin von 2025 verschiebt sich aufgrund von Vorgaben durch die Fußball-Europameisterschaft 2024 und in Abhängigkeit der sehr komplexen Planungen (Berücksichtigung der Öffnung des Neckarparks und der Entfluchtung des Neckarstadions) und des erforderlichen Planrechts auf voraussichtlich 2026. 2025 war eine Streckenlänge von knapp 700 Metern bis zur Endhaltestelle kurz vor die Mercedes-Jellinek-Straße vorgesehen. Im Gespräch sind zwei Varianten: Die erste verläuft dabei mittig im Straßenraum. Die Alternative, die auch im Flächennutzungsplan ausgewiesen ist, befindet sich in Seitenlage entlang der städtischen Sportanlagen. Bei dieser Variante läge die Trasse zwischen der Platanen-Allee und den Sportplätzen und würde 160 Meter vor dem Kreisverkehr an der Werkseinfahrt enden. Möglich ist auch eine Mischvariante. Im Herbst 2025 soll eine konkrete Planung im Gemeinderat vorgestellt werden.

### Mögliche Projekte
Nach Fertigstellung der obigen Projekte sind zunächst keine weiteren Netzausbauten konkret geplant, gleichwohl gibt es eine Reihe von Überlegungen für Angebotsverbesserungen auf der bestehenden Infrastruktur sowie weitere Infrastrukturausbauten.
Hier aufgeführt sind teils neuere, teils seit Jahrzehnten diskutierte und planerisch vorgehaltene Projekte. Soweit im Stuttgarter Stadtgebiet gelegen, sind sie überwiegend mit mittlerer oder geringerer Dringlichkeit im Nahverkehrsentwicklungsplan (NVEP) der Stadt Stuttgart enthalten; die meisten in der 2017 vom Gemeinderat beschlossenen Fassung (NVEP 2017), zwei weitere erst in der Fortschreibung vom 20. Dezember 2018. Die meisten Projekte werden dazu auch im Regionalverkehrsplan des Verbands Region Stuttgart (RVP 2020) dargestellt, hier auch die meisten Projekte im Umland.

#### Strecke von Aldingen nach Pattonville (U14-Nord)
Der Gemeinschaftsstadtteil Pattonville der Städte Kornwestheim und Remseck am Neckar brachte sich in die Diskussion um den künftigen Endpunkt der U14 ein, indem er vorschlug diese aus dem Neckartal künftig in Pattonville enden zu lassen. Eine vom Zweckverband Pattonville in Auftrag gegebene Studie kam zu dem Ergebnis, dass eine Stadtbahnverlängerung nur bis Pattonville mit einem Nutzen-Kosten-Faktor von nur 0,5 bis 0,6 sehr unwirtschaftlich wäre und damit keine Chance auf Realisierung hat. Als Teilstück der Stadtbahn bis nach Ludwigsburg (siehe unten) erreicht sie jedoch einen wirtschaftlichen Wert von 1,15, gilt daher jetzt als Teil der Stadtbahn Ludwigsburg, obwohl sie anders als die Ludwigsburger Strecken als Hochflurstrecke konzipiert und von der SSB als Verlängerung der U14 betrieben werden soll. Die Stadt Remseck erhofft sich durch die Ausführung als Hochflurstrecke die Option einer durchgehenden Stadtbahnlinie von dort zur neuen Remsecker Stadtmitte (Haltestelle Neckargröningen Remseck) offen zu halten.
Mitte Dezember 2024 stimmten die Gemeinderäte von Remseck und Kornwestheim jeweils einem Übergangspunkt zwischen Stadtbahn Stuttgart und Stadtbahn Ludwigsburg in Pattonville Nord zu und der Gemeinderat von Remseck stimmte zudem der empfohlenen Trassenführung zu. Dabei stand ein Brechpunkt im Norden des Ortes an der Berufsschule (2a), in der Mitte (2b), an der Realschule im Süden (2c) oder ein überlappender Betrieb innerhalb der Siedlung (2d) zur Debatte. Bei der favorisierten Variante 2a soll es zwei Mittelbahnsteige mit davor liegenden Kreuzweichen direkt vor der Erich-Bracher-Schule, inmitten der John-F.-Kennedy-Allee geben. Eine Gleisverbindung zwischen den beiden Systemen ist demnach nicht vorgesehen. Die Stadtbahnstrecke soll ab dem Flugplatz Pattonville in Mittellage der John-F.-Kennedy-Allee folgen und Haltestellen am Martin-Luther-King-Platz (wo bei Variante 2b der Brechpunkt wäre) und an der Michiganstraße (wo bei Variante 2c der Brechpunkt wäre). Davor verläuft sie entlang vorhandener Feldwege über die L 1144 hinweg bis Aldingen West (Durchlass Lange Straße). Ab diesem Punkt  verläuft sie parallel zur L 1144 bis, dann über die L1100 / Neckarstraße und in einer engen Kurve zur Bestandshaltestelle Hornbach.
Variante 2a liegt im Blickpunkt der weiteren Planungen, da es einer Untersuchung zufolge einen leichten Überhang der Pendlerströme in Richtung Stuttgart und Remseck gibt.

#### Verlängerung von Ostfildern-Nellingen nach Esslingen (U7/U8-Süd)
Die Stadtbahnlinien U7/U8 könnten von ihrem bisherigen Endpunkt, Ostfildern-Nellingen, nach Esslingen mit Anbindung des Esslinger Stadtteils Zollberg und dem Festo-Hauptsitz in Berkheim verlängert werden, in gewisser Weise eine Reaktivierung eines Teilstücks der Überlandstraßenbahn Esslingen–Nellingen–Denkendorf, die hier bis in die 1970er-Jahre betrieben wurde. Ein „Wiederaufbau“ der Strecke von Nellingen mit Anschluss an die S-Bahn-Linie S1 am Esslinger Bahnhof wurde (oft dargestellt als Lückenschluss) wird seit der Eröffnung der Stadtbahnstrecke bis Nellingen mehr oder minder intensiv diskutiert, wurde wegen der schwierigen Topografie und den dadurch notwendigen teuren Tunneln allerdings immer wieder zurückgestellt.
Dadurch, dass die DT 8 der SSB nach neuen Erkenntnissen auch größere Steigungen überwinden können, würde der Bau einer Verbindung kürzere Tunnel erfordern und damit günstiger als bei älteren Planungen werden, wodurch das Projekt ab 2013 wieder mehr in den Fokus gerückt ist. Die SSB berechneten im Sommer 2019 in einer standardisierten Bewertung der Strecke einen Nutzen-Kosten-Indikator von 1,02, also nur knapp über den nötigen 1,0. Durch neue Komponenten in der Kosten-Nutzen-Analyse ab Sommer 2022 könnte sich die Strecke nun noch eher rechnen. Der Landkreis Esslingen hat dazu im März 2023 eine Machbarkeitsstudie in Auftrag gegeben. Außerdem wurde gleichzeitig beschlossen, bei der möglichen Verlängerung der Stadtbahnstrecke nicht nur die Strecke von Nellingen nach Esslingen, sondern auch Verbindungen nach Denkendorf, Berkheim und Neuhausen untersuchen zu lassen. Erste Zwischenergebnisse halten eine Realisierung der Strecke nach Esslingen für möglich, fordern aber wegen „baulichen Herausforderungen“ tiefergehende Untersuchungen. Für die Anbindung nach Neuhausen rechtfertigen die Ergebnisse allerdings keine weitergehende Untersuchung. Die Endergebnisse des Infrastruktur-Gutachtens sollten Ende 2024 vorliegen, danach wird entschieden, ob in die standardisierte Bewertung eingestiegen wird.
Die Strecke ist im RVP 2020 enthalten und dargestellt. Sie würde demnach etwa 3,4 km lang werden und direkt an der bisherigen Endhaltestelle Ostfildern Nellingen ansetzen die Stadt Ostfildern strebt eine Untertunnelung der Nellinger Ludwig-Jahn-Straße an. Danach würde sie parallel zur Esslinger/Zollbergstraße durch den Stadtteil Zollberg führen und anschließend zwischen Oberem Eisbergweg und Böllatweg in einen weiteren Tunnel abtauchen, der nach einem flachen Schwung wieder an der Zollbergstraße in der Pliensauvorstadt auftauchen würde. Dann würde die Strecke der Brückenstraße folgen und mit einer Brücke die B10 und den Neckar queren. Die Endhaltestelle ist dann parallel zu den Bahnhofsgleisen auf der Neckarseite vorgesehen und soll in den dort geplanten Neckaruferpark integriert werden. Weitere Haltestellen sind nach ersten Entwürfen in der Pliensauvorstadt und auf dem Zollberg auf Höhe Jusiweg und Eichendorffstraße vorgesehen. Insgesamt müsste man so – unabhängig von der aufzuführenden Streckenvariante – gut ein Viertel der Strecke wegen der Höhenunterschiede in Tunneln verlegen.
Zuletzt (2019) war von Kosten in Höhe von 178 Millionen Euro die Rede, die zu 60 bis 80 Prozent von Bund und Land und weiter von den Städten Esslingen und Ostfildern bezahlt werden würden.
Zwischenzeitlich wurde auch die Option einer Luftseilbahn als Ersatz für die Stadtbahnstrecke ins Spiel gebracht und geprüft.

#### Verlängerung von Neugereut nach Schmiden/Oeffingen (U19-Nord)
Eine Verlängerung der U19/U2 über Neugereut hinaus in die Fellbacher Stadtteile Schmiden und Oeffingen wird von der SSB gewünscht. Bisher ist nur der 2,3 km lange Abschnitt von Neugereut bis zu einer Haltestelle in der Freibergstraße zwischen Oeffingen und Schmiden auch im Regionalverkehrsplan 2020 enthalten und dargestellt. Diese würde nach einer Haltestelle Schneideräckerstraße in Neugereut die Höhenstraße höhengleich kreuzen. Eine Untersuchung zur möglichen Trassierung wurde durch das Büro R+T aus Darmstadt durchgeführt. Darin ist die geplante Gesamtstrecke auch weiter bis zum Dorfkern von Schmiden durch den Breitensteinweg, den Hornbergweg und die Kanalstraße dargestellt, wie sie in der Stadtplanung freigehalten wird. Insgesamt sollen dabei vier neue Haltestellen auf 2,5 km Strecke entstehen.
Vorgesehen ist eine Realisierung bis frühestens 2029 bei einem Baubeginn 2026. Befahren werden soll die Strecke im Zehn-Minuten-Takt, also entweder durch U2 oder U19, wobei die U19 angesichts der hohen Auslastung der U2 priorisiert wird.

#### Strecke nach Büsnau und zum Eiermann-Campus mit Umstrukturierung Vaihingen Bahnhof (U1/U3/U8/U14-Süd)
Die projektierte, ca. 4,4 Kilometer lange Strecke nach Büsnau würde die Siedlung und die Wohngebiete im Westen von Stuttgart-Vaihingen besser erschließen. Gemäß dem Regionalverkehrsplan 2020 für die Region Stuttgart würde bei einer Realisierung der Maßnahme der CO2-Ausstoß des motorisierten Individualverkehrs um etwa 7 Tonnen am Tag gesenkt. Der Reisezeitgewinn auf Hauptrelationen betrage knapp vier Minuten bzw. 11 % pro Fahrgast. Bei einer Umsetzung seien „erhebliche Beeinträchtigungen in teils großem Umfang“ u. a. für das Landschaftsschutzgebiet Glemswald und das Naturschutzgebiet Büsnauer Wiesental zu erwarten. Diesen stehe „eine hohe verkehrliche Wirksamkeit der Maßnahme und eine Entlastung des Straßennetzes“ gegenüber. Das Projekt ist im Regionalverkehrsplan als Maßnahme der hohen Dringlichkeit eingestuft. Eine Realisierung wird seitens der SSB in den 2030er-Jahren vorgesehen.
Auf der im RVP dargestellten Trasse wäre das Projekt wegen der vorhandenen Bebauung nur mit einem ca. 1½ km langen Tunnel zwischen Vaihingen Bf und Heerstraße zu realisieren. Ob mit einer anderen Streckenführung eine durchgehend oberirdische Lösung möglich wäre, wurde noch nicht genauer untersucht. In einer öffentlichen Debatte am 15. Januar 2019 im Gemeinderat über die Verkehrsverhältnisse in Vaihingen wurde aber bekannt, dass die Stadtverwaltung für die Strecke eine Machbarkeitsstudie vorbereitete. Diese Studie soll daneben auch einen Streckenast von Vaihingen-West zum Eiermann-Campus am Autobahnkreuz Stuttgart beinhalten, einem geplanten Wohn- und Arbeitsplatzgebiet für bis zu 5000 Menschen.
Der Baubürgermeister und Teile des Gemeinderates bevorzugen dafür ein alternatives Seilbahnprojekt. Dieser Alternative, den Eiermann-Campus per Luftseilbahn zu erschließen und nicht durch eine Stadtbahnverlängerung, wurden in einem Zwischenbericht an den Technikausschuss des Gemeinderates und den Bezirksbeirat Vaihingen am 3. Dezember 2019 gute Chancen gegeben. Die Strecke würde bei einem neuen Großparkhaus an der Autobahn-Anschlussstelle Möhringen beginnen und über den Synergiepark und den Bahnhof Vaihingen zum Eiermann-Campus führen. Eine Verlängerung Richtung Flughafen/Messe wurde kritisch beurteilt. Eine Entscheidung für eine Variante soll auch eine Bürgerbeteiligung enthalten.
Am 3. Dezember 2019 wurden drei Streckenvarianten im Technikausschuss des Stuttgarter Gemeinderats dargelegt. Durch die für eine Verlängerung ungünstige Platzierung der Station am Bahnhof Vaihingen müsste auch diese Haltestelle in anderer Position völlig neu gebaut werden. Die Untersuchung wurde zudem um grundsätzliche Überlegungen zur langfristigen Neuordnung des Stadtbahnnetzes im gesamten Filderraum erweitert:
1. Neuer Tunnel von der Engelboldstraße in Kaltental zum SSB-Zentrum in Möhringen, neuer Tunnel von der Umsetzanlage am Bahnhof Vaihingen über das Vaihinger Schulzentrum und die Vischerstraße zur Hauptstraße, weiter oberirdisch.
2. Tunnel Engelboldstraße – SSB-Zentrum wie oben, Verlegung der Haltestelle Vaihingen Bhf in die Vollmoellerstraße, weiter über Robert-Koch-Straße in die Hauptstraße (alles oberirdisch).
3. Neuer Tunnel von der Ernsthaldenstraße auf der Südostseite des Bahnhofs, Kreuzung der Bahngleise, neue unterirdische Stadtbahnhaltestelle um 90 Grad gedreht, unterirdisches Gleisdreieck zwischen Bahnhof (Richtung Möhringen / Flughafen), Schillerplatz (Richtung Kaltental) und Schwabengalerie (Richtung Büsnau / Eiermann-Campus), Tunnel in der Hauptstraße bis zur Heerstraße, weiter oberirdisch.

Alle drei Varianten bieten den Zusatznutzen einer Verbindung von Kaltental (U1, U14) in Richtung Möhringen und Flughafen (und damit einer Verbindung von Tallängs-, Talquer- und Tangentiallinien) zur Entlastung des Weinsteigen-Tunnels und der nahezu voll ausgeschöpften Strecke der Talquerlinien. Außerdem wird das SSB-Zentrum so besser angebunden.
Sowohl aus dem Korridor der Talllängslinien (U1, U14) als auch aus dem Korridor der Talquerlinien (U3, U8) stehen für eine Verlängerung nach Büsnau/Eiermann-Campus je zwei freie Linienenden zur Verfügung. Ziel ist die Führung von jeweils einer Linie aus beiden Korridoren auf die neuen Strecken. Weiterhin sollen je eine Linie miteinander verknüpft und somit von Kaltental auf die Filder durchgebunden werden (siehe auch oben). Nach ersten Planungen der SSB könnte die U1 mit Doppelzügen am Eiermann-Campus enden, die U3 würde weiterhin in Vaihingen enden. Außerdem würde durch die oben genannte Verbindung eine Verknüpfung des U5-Südastes nach Leinfelden mit der U14 (dann Mühlhausen–Leinfelden/Echterdingen) möglich werden, wodurch die U5 als Volllinie im Zehn-Minuten-Takt den Killesberg und Plieningen anbinden könnte (statt einer U25, Projekt Übereckverbindung Möhringen). Die Linie U8 würde bis Büsnau verkehren; U6, U12 und U17 blieben dabei unverändert.

#### Strecke von Degerloch über Hoffeld, Asemwald und Birkach nach Plieningen
Eine Strecke von Degerloch über Hoffeld und Birkach nach Plieningen ist seit fast 50 Jahren immer wieder in Diskussion, nämlich seit dem Bau des Hochhaus-Stadtteils Asemwald (1968–1972). Die Strecke würde stadtauswärts hinter der Haltestelle Albstraße von der bestehenden Trasse (U5, U6, U8, U12) abzweigen, am Südrand von Degerloch entlang und über freies Feld nach Hoffeld führen, quer durch den Ohnholdwald in Richtung Asemwald, weiter entlang der Ohnholddtraße und am Birkacher Westrand entlang zur Verknüpfungsstelle Plieningen Garbe (U3) führen. So ist sie auch im RVP 2020 dargestellt. Die Strecke ist nicht unumstritten und erfordert einen größeren Planungsaufwand, der wegen anderer vorrangiger Streckenprojekte zurzeit nicht geleistet werden kann. Die in gewisser Weise konkurrierende Übereckverbindung Möhringen ist wesentlich einfacher zu verwirklichen und hat deshalb Vorrang, macht aber die direkte Verbindung von Degerloch über Asemwald und Birkach nach Plieningen nicht überflüssig. Die Bedienung der Strecke würde wohl als Verlängerung der Linien U3 oder U25 erfolgen. In der Relation Degerloch – Birkach wäre wegen der kürzeren Strecke mit Fahrzeitverkürzungen zu rechnen, die Strecke könnte jedoch ohne weitere Baumaßnahmen nicht bis ins Stadtzentrum geführt werden, wegen der Vollauslastung der Stammstrecke der Talquerlinien zwischen Olgaeck und der Verzweigung Stadtbibliothek / Budapester Platz.
Später wurde statt einer von Degerloch ausgehenden Strecke auch mit einer Verlängerung der U3-Strecke über Birkach nach Asemwald ins Spiel gebracht. Bei Birkach wird bereits eine Trasse freigehalten.

#### Strecke vom Eiermann-Campus weiter nach Sindelfingen und Böblingen (U1/U8/U14-Süd)
Ein Gutachten im Auftrag des Böblinger Landrats lotete das Potenzial für neue Stadtbahnstrecken im Landkreis Böblingen aus, die von vorhandenen oder geplanten Endpunkten des Stuttgarter Stadtbahnnetzes ausgehen könnten (Gerlingen U6, Ditzingen U13, Eiermann-Campus U14/U1 oder U8). Für die Strecke Eiermann-Campus – Böblingen bzw. Sindelfingen sind die prognostizierten Fahrgastdaten besonders günstig, eine hohe Nachfrage wurde durch das Verkehrswissenschaftliche Institut in Stuttgart ermittelt. Das Projekt setzt allerdings voraus, dass der Stuttgarter Gemeinderat die Verbindung vom Bahnhof Vaihingen bis zum Eiermann-Campus als Stadtbahn und nicht als Seilbahn beschließt. Umgekehrt könnte die Verlängerung bis Böblingen die Wirtschaftlichkeit der Gesamtstrecke weiter verbessern und den Ausschlag für die Stadtbahn-Variante geben. Die Stadt Stuttgart wird gebeten, bei der Aufstellung des Bebauungsplanes für den Eiermann-Campus eine unterirdische Trasse für die mögliche Verlängerung nach Sindelfingen offenzuhalten. Generell ist diese Planung noch in einem sehr frühen Stadium und soll nach Vorstellung des Landrats und des Umwelt- und Verkehrsausschusses zunächst vertieft werden.
Die bisherige Planung führt die Strecke laut Plan vom Eiermann-Campus mit einer Brücke auf die Südseite der Autobahn A8 und mit einer weiteren Brücke auf die Westseite der A81, von wo aus die projektierte U14/U1//U8 dann westlich entlang der A81 bis zur Haltestelle Sindelfingen-Stadtrand und von dort an der Schwertstraße entlang durch das Gewerbegebiet Sindelfingen-Ost mit Haltestellen am Breuningerland, dessen Betreiber in seinem Areal eine entsprechende Trasse freihält, am Kaufland, den Gottlieb-Daimler-Schulen/IKEA und ab da weiter im Tunnel unter der Straße zum Bahnhof Sindelfingen geführt wird. (Strecke 1)
Ein weiterer Streckenast zur möglichen Erweiterung sieht konkret eine Erschließung des Mercedes-Benz-Werks Sindelfingen und die Weiterführung über das neue Flugfeld bis Böblingen Bahnhof vor. Die Strecke soll gemäß der Darstellung am Tor 3 nach Süden ins Werk einschleifen und das Werk über eine aufgeständerte Trasse mit der Haltestelle Mercedes Entwicklungszentrum auf Höhe des Entwicklungszentrums und dann entlang der Straßenachse zwischen dem Bau 36 und Bau 46 durchqueren. Vor dem Bau 40 soll die Trasse nach Osten abbiegen zur Haltestelle Daimler Süd abbiegen und anschließend die Teststrecke, die Abstellplätze und die A81 mit einer Brücke überqueren. Nach der Überquerung der A81 ins Stadtgebiet Böblingen folgt die Haltestelle Flugfeld Nord und von dort geht es geradewegs zur neuen Endhaltestelle am Bahnhof Böblingen. (Strecke 2)
Ein weiterer Streckenast sieht die Verlängerung von Sindelfingen Bahnhof über Rotbühl, Pfarrwiesengymnasium und Eschenried bis zur Endhaltestelle Eichholz mit den Tunnelvarianten westlich der Innenstadt über eine U-Haltestelle Sindelfingen Stadion, oder mit Kopf machen am Bahnhof Sindelfingen östlich der Innenstadt über eine U-Haltestelle Sindelfingen Marktplatz vor. (Strecke 3)
Die Potentialuntersuchung legt drei Varianten vor: mit Strecke 1 und 2 (Variante „Si1“), mit Strecke 1 und 3 (Variante „Si2“) und mit allen drei Strecken (Variante „Si3“). In der Voll-Variante „Si3b“ sieht sie eine Anbindung des Böblinger Bahnhofs über das Flugfeld und Sindelfingen Bahnhof (Strecke 1 und 2) mit der Stadtbahnlinie U8 im Zehn-Minuten-Takt, möglicherweise auch in Doppeltraktion, als am realistischsten an, um die Stuttgarter Fildervororte direkt anzubinden und einen Parallelverkehr mit der S-Bahn zu vermeiden, der mit einer Verlängerung der U1 zustande kommen würde (wie bei „Si3a“). Außerdem hat die SSB Bedenken gegenüber einer überlangen Linie U1 Fellbach – Böblingen. Dazu käme eine neue Stadtbahnlinie (in der Untersuchung U30 genannt) im Zehn-Minuten-Takt und Einfachtraktion von Böblingen nach Eichholz hinzu (Strecke 2 und 3). Zwischen Böblingen und Sindelfingen würde dabei durch Überlagerung der beiden Linien ein Fünf-Minuten-Takt entstehen. In den Teil-Varianten „Si1“ und „Si2“ würde die U8 oder U1 jeweils an den dabei bleibenden Endpunkt verlängert werden, ohne die Einführung einer zusätzlichen Linie.
Zusätzlich zu den oben aufgeführten Varianten wurde noch die Wirtschaftlichkeit eines Inselbetriebs ohne Anbindung nach Stuttgart untersucht werden (Variante „Si6“), eine Anbindung von Hulb Bahnhof statt Böblingen Bahnhof (Variante „Si4“, sonst identisch mit Variante „Si3“) sowie eine Anbindung des Böblinger Bahnhofs von Osten her, statt wie bei „Si3“ von Norden her (Variante „Si5“). Dabei schnitten die Varianten „Si6“ und „Si4“ deutlich schlechter als „Si3“ ab. „Si5“ erzielte durch die bessere Anbindung des Flugfelds jedoch bessere Ergebnisse und wurde daher als Vorzugsvariante für weitere Untersuchungen ausgewählt, auch weil sie durch den Endpunkt östlich der Gleise des Bahnhofs Böblingen eine Weiterführung innerhalb der Stadt vereinfacht.
Für die Realisierung der Variante „Si5“ mit allen drei Strecken prognostizierte das Verkehrswissenschaftliche Institut Stuttgart in seiner Potenzialuntersuchung Investitionskosten von rund 788 Millionen Euro. Dazu kämen Unterhaltungskosten von etwa 1,82 Millionen Euro pro Jahr. Dabei wurde ein Kosten-Nutzen-Faktor von 1,2 errechnet.

#### Strecke von der Mercedes-Benz-Welt über den Neckar zum Ostendplatz und weiter auf die Filderhöhe (U19-Süd)
Am 20. Dezember 2018 wurde vom Gemeinderat eine weitere Verlängerung der Strecke der U19 über das Mercedes-Benz-Werk hinaus (siehe oben) bis zum Ostendplatz in den fortgeschriebenen Stuttgarter Nahverkehrsentwicklungsplan (NVEP) aufgenommen. Sie führt vom Museum in Richtung Neckar und überquert diesen auf einer neuen Brücke westlich des Bundesstraßen-Dreiecks Neckarpark. Am linken Neckarufer trifft sie auf das Areal des stillgelegten Kohlekraftwerks Gaisburg und des ehemaligen Kohlelagers. Hier soll als städtebauliches Entwicklungsprojekt ein neues Stadtquartier entstehen im Rahmen des Masterplans „Stadt am Fluss“. Die geplante Strecke erreicht die Wangener Straße im Bereich der Haltestelle Wangener-/Landhausstraße (U4 und U9). Die U19 könnte dann über Gaisburg oder über Raitelsberg (mit einem Gleisdreieck am Bergfriedhof) zum Ostendplatz geführt werden.
Einen noch viel weiteren Schritt in eine mögliche Zukunft geht die Stuttgarter SPD mit einer Forderung vom 22. Januar 2019, die U19 von der Wangener Straße aus in einem Tunnel auf die Filderhöhe zu verlängern. Bei einem Höhenunterschied von ca. 190 m beispielsweise zur Haltestelle Geroksruhe (U15) und einer durchschnittlichen Steigung von 8 % würde ein solcher Tunnel ca. 2,35 km lang werden, das entspricht ziemlich genau der Luftlinie.

#### Übereckverbindungen Cannstatt
2025 liefen Planungen der Stuttgarter Straßenbahnen im Rahmen des Neubaus der Rosensteinbrücke zu einer Übereckverbindung zwischen der Haltestelle Wilhelma und der Rosensteinbrücke sowie einer weiteren Übereckverbindung am Cannstatter Wilhelmsplatz zwischen der Badstraße und der Strecke Richtung Neugereut in der König-Karl-Straße, um im Fall einer Sperrung der König-Karls-Brücke die darüber verkehrenden Linien U1 und U2 umleiten zu können und so eine Trennung der Stadtbahnverbindungen zwischen Stuttgart und Cannstatt zu vermeiden. Neben der Redundanz würden diese Verbindungskurven auch neue Linienrelationen ermöglichen.

#### Strecke zur Neuwirtshaus-Kreuzung, nach Kallenberg und weiter nach Schwieberdingen/Markgröningen
Aus Korntal-Münchingen stammt der Vorschlag, im Stadtteil Kallenberg beim Autobahn-Anschluss Stuttgart-Zuffenhausen (A 81/B 10) eine größere P+R-Anlage zu errichten und mit einer neuen Stadtbahnlinie von dort nach Stuttgart die stauträchtige B 10 zu entlasten. In Kallenberg wären damit zugleich weitere Gewerbeansiedlungen zu erschließen, außerdem könnten mit einer Verlängerung stadtauswärts ins Strohgäu entlang der B 10 auch noch das große Gewerbegebiet Schwieberdingen-Nord (Bosch) und die Stadt Markgröningen angebunden werden. Dieser Außenast kann als Ergänzung oder auch als konkurrierendes Projekt zur Stadtbahn Ludwigsburg gesehen werden, die u. a. Markgröningen und Schwieberdingen-Nord mit Ludwigsburg verbinden soll. Öffentlich bekannt wurden diese Überlegungen am 31. August 2018 bei einer regionalpolitischen Informationsveranstaltung im Rathaus Schwieberdingen, später bekräftigt vom Korntal-Münchinger Bürgermeister. Am 9. Dezember 2018 machte sich der Stammheimer Bezirksbeirat das Projekt zu eigen mit der einstimmigen Aufforderung an Stadtverwaltung und SSB, es genauer zu untersuchen. Auf eine genaue Festlegung der Streckenführung wurde bewusst verzichtet. Schließlich hat der Stuttgarter Gemeinderat am 20. Dezember 2018 die Aufnahme der Strecke als Fortschreibung in den Nahverkehrs-Entwicklungsplan (NVEP) beschlossen.
Für die Streckenführung im Stadtgebiet von Stuttgart gibt es noch mehrere Varianten.
- Variante 1: Verlängerung der U15 vom heutigen Endpunkt in Richtung Stammheim-Nord (JVA), dann in einer langen S-Kurve über weitgehend freies Feld zur Neuwirtshaus-Kreuzung (Korntaler-/Schwieberdinger Straße) und weiter entlang der B 10 zur Stadtgrenze bei Kallenberg.
- Variante 2: Neue Linie, Abzweig von der U15 hinter der Brücke der B 10 im Süden von Stammheim, weiter entlang der B 10 im Bereich des dortigen Lärmschutzwalls bis zur Neuwirtshaus-Kreuzung und weiter nach Kallenberg.
- Variante 3: Neue Linie, Abzweig von der U15 hinter der Güterbahnstrecke Korntal–Kornwestheim, weiter parallel zu dieser bis zur Schwieberdinger Straße und auf dieser zur Neuwirtshaus-Kreuzung.
- Variante 4: Neue Linie, Abzweig von der U15 direkt hinter der Rampenhaltestelle Salzwiesenstraße, weiter durch diese, den Porscheplatz und die Schwieberdinger Straße zur Neuwirtshaus-Kreuzung.

Die kürzeren Varianten 2 bis 4 versprechen auch kürzere Fahrzeiten als die Variante 1, haben aber das Manko, dass eine neue Linie nicht direkt ins Stuttgarter Zentrum geführt werden könnte, weil weder der Stuttgarter Citytunnel noch der Knotenpunkt Pragsattel eine weitere (jeweils sechste) Stadtbahnlinie aufnehmen könnte. Ohne weitere Baumaßnahmen müsste die Strecke dann in der Wendeanlage Zuffenhausen Kelterplatz enden, auch ohne direkten Anschluss an einen Regionalbahnhof und/oder S-Bahn-Halt.

#### Strecke durch das Rosensteinquartier
Das nach Fertigstellung von Stuttgart 21 geplante Rosensteinquartier soll nach dem Rahmenplan Stuttgart 21 bei Bedarf mit der Stadtbahn weiter erschlossen werden. Eine Stadtbahntrasse soll demnach in Achse der Mittnachtstraße verlaufen, den Unteren Schlossgarten in der Achse der Werderstraße schonend queren und entweder an die bestehende Stadtbahntrasse in der Neckarstraße anschließen oder entlang des Parks der Villa Berg in die Ostendstraße geführt werden und an die Strecke in der Hackstraße anschließen. Am neuen Bahnhof Stuttgart Mittnachtstraße soll ein Umsteigepunkt zur Entlastung des Hauptbahnhofs entstehen. Durch eine solche Verbindung würde auch eine innenstadtnahe Verknüpfung zwischen Tallängs- und Talquerlinien entstehen, die neue betriebliche Möglichkeiten eröffnen und die teilweise Umfahrung der voll ausgelasteten Innenstadtstrecken ermöglichen würde.

#### Strecke nach/durch Gablenberg
Ein seit Beginn des Stadtbahnzeitalters immer wieder angeführtes und diskutiertes Projekt ist die Anbindung des Stuttgarter Stadtteils Gablenberg, der seit der Einstellung der Straßenbahnlinie 8 im Jahr 1978 nur noch vom hochfrequentierten Stadtbus 42 bedient wird. Gablenberg liegt topografisch schwierig und ist sehr eng bebaut, was die Planung einer Stadtbahnstrecke erheblich erschwert. So kamen schon u. a. Vorschläge für eine Voll-U-Bahn auf, die wegen der hohen Kosten allerdings allesamt verworfen wurden.
Die meisten Vorschläge sehen einen Abzweig von der Strecke der U4 am Ostendplatz und eine Führung durch Ostend- und Gablenberger Hauptstraße bis zum Schmalzmarkt, je nach dem teilweise untertunnelt vor. Teilweise wird auch eine Verbindung mit der U15, bspw. über Libanonstraße oder Albert-Schäffle-Straße vorgesehen.

#### Kapazitätserhöhung U6
Langfristig angestrebt wird der Ausbau der U6 als erste Stadtbahnlinie auf Dreifachtraktion (120-Meter-Betrieb). Dafür müssen sämtliche Bahnsteige auf Strecke auf 120 Meter verlängert werden. Allerdings dürfte die Linie dann aufgrund der rechtlichen Vorgaben (Maximallänge von Fahrzeugen auf straßenbündigen Bahnkörpern laut BoStrab 75 Meter, in Stuttgart mit Ausnahmeregelung 80 Meter) nicht mehr im Straßenraum verkehren. Dies ist bei der U6 nur noch in der Hohenheimer Straße (Abschnitt Dobelstraße–Olgaeck) der Fall. Hier wird eine Tunnellösung angestrebt, die den Weinsteigetunnel bis zum Bopser mit dem Innenstadttunnel bis zum Charlottenplatz verknüpft. Eine Ausfädelung für die U15 ist bereits beim Bau der heutigen Tunnelrampe vorgesehen gewesen. Die Tunnelstationen in der Innenstadt sind bereits mit 120 Meter Länge gebaut worden. Nach ersten Planungen soll die Langzug-U6 auf ihrem Nord-Abschnitt dann bis Feuerbach Pfostenwäldle zurückgenommen werden und die U16 übernähme dann als reguläre Linie den Abschnitt bis Gerlingen.

### Zurückgestellte Projekte
Neben den oben genannten möglichen Projekten existieren auch einige Projektvorhaben, die aufgrund geringerer Wirtschaftlichkeit oder zugunsten wichtigerer Projekte zunächst zurückgestellt wurden.

#### Verlängerung von Mönchfeld nach Mühlhausen (U7-Nord)
Die mögliche 1,3 km lange Verlängerung der U7 von Mönchfeld nach Mühlhausen wird im RVP 2020 dargestellt und beschrieben. Eine Trasse wird freigehalten. Für die Erschließung von Mönchfeld hätte sie nur geringen Nutzen, könnte aber als Teil einer größeren Tangentiallinie Bedeutung bekommen (z. B. Neuwirtshaus – Remseck) und würde den Betriebshof Aldingen besser mit dem Stadtbahnnetz verbinden.
Angesichts einer möglichen Sperrung der beiden Neckarbrücken der U12 und U14 (Aubrücke und Hofener Brücke), wodurch die restliche Stadtbahnstrecke sowie der Betriebshof Aldingen völlig vom Netz abgehängt wäre, fordern verschiedene politische Akteure die Realisierung dieser Verknüpfungsstrecke. Die Stadt Stuttgart hält den Straßentransport von Stadtbahnfahrzeugen allerdings für die günstigere Lösung, da eine reine Betriebsstrecke an dieser Stelle nicht förderfähig sei.

#### Strecke von Markgröningen über Möglingen und Ludwigsburg nach Pattonville
Die Strecke gilt inzwischen als Teilprojekt der Stadtbahn Ludwigsburg. Zu Beginn der Planung dieser sah eine Variante den Ausbau der Ludwigsburger Stadtbahn als Erweiterung des Netzes der SSB mit Hochflurzügen der Stadtbahn Stuttgart (zunächst als Verlängerung der U14) vor. Der Nutzen-Kosten-Faktor dieser Variante lag bei 1,3. Mit seinen 19 Haltestellen hätte dies eine große Erweiterung des Stadtbahnnetzes und die erste, die vollständig außerhalb der Stadtgrenzen Stuttgarts läge dargestellt. Seitens der Stadtverwaltung Ludwigsburg wurde die SSB-Stadtbahn mit ihren Hochbahnsteigen und Oberleitungen in der barocken Innenstadt Ludwigsburgs allerdings nicht für vorstellbar gehalten und zugunsten eines stadteigenen Niederflursystems zurückgestellt. Nach aktuelleren Planungen wurde die Erweiterung auf eine Strecke bis nach Pattonville reduziert, wo dann eine Verknüpfung zum Ludwigsburger Niederflursystem entstehen würde (siehe oben).

#### Verlängerung von Fellbach nach Kernen im Remstal (U1-Ost)
Im Jahr 1999 gab es Planungen, die U1 von Fellbach aus in die Gemeinde Kernen im Remstal, nach Rommelshausen und Stetten zu verlängern. Aus dem damaligen Untersuchungsbericht geht hervor, dass nach der Haltestelle „Fellbach Lutherkirche“ ein unterirdischer Tunnel und eine zweigleisige 2,3 Kilometer lange Überlandstrecke zu einer Haltestelle „Rommelshausen West“ gebaut würde, die nördlich parallel zum Schmidener Weg vor Einmündung in die Fellbacher Straße läge. Die Haltestelle wurde mit Mittelbahnsteig geplant. Weiter sollte die Trasse durch die Ortschaft zur Haltestelle „Rommelshausen Rathaus“ und dem Neubaugebiet „Hangweide“ geführt werden, ehe sie bis zur Diakonie in Stetten zur Einmündung in die Endersbacher-/Schloßstraße führen sollte. Dabei ist auch begutachtet worden, ob die Stadtbahn innerhalb der Ortslage Rommelshausen auf nur eine Spur verengt werden sollte, was allerdings Kapazitätsengpässe verursacht hätte. Auch in Überlegung war, die Stadtbahn durch Rommelshausen unterirdisch zu führen, wobei mit fünffach höheren Investitionsaufwendungen gerechnet wurde. Die Investitionsbeträge beliefen sich auf über 130 Millionen DM, ein Anschluss an die Rommelshausener S-Bahnhaltestelle wurde planerisch nicht untersucht. Bis auf ein Einfamilienhaus ist die Strecke bis heute freigehalten, die Planungen wurde aber seitdem nicht mehr aufgegriffen.

#### Strecke von Gerlingen oder Ditzingen nach Leonberg (U6/U13/U16-West)
Parallel zum Korridor Eiermann-Campus – Sindelfingen – Böblingen (siehe oben) wurde vom Verkehrswissenschaftlichen Institut Stuttgart auch eine Anbindung von Leonberg ans Stuttgarter Stadtbahnnetz untersucht und am 3. Mai 2021 im Umwelt- und Verkehrsausschuss des Böblinger Kreistags vorgestellt. Von Gerlingen oder Ditzingen ausgehend, wurden mehrere Varianten untersucht. Die günstigsten Verkehrswerte waren bei der Variante zu erzielen, die von Gerlingen ausgehend am weitesten von den S-Bahnen S6 / S60 (Württembergische Schwarzwaldbahn) entfernt verläuft. Diese bevorzugte Variante „Lg3“ ging dabei von einer Verlängerung der U16 als Volllinie im Zehn-Minuten-Takt aus und sah eine Strecke mit Abzweig in die Gerlinger Jakob-Bleyer-Straße vor, von wo sie nach einer Haltestelle Brennerstraße in einem geschwungenen Tunnel bis zu den Kliniken Schmieder auf der Schillerhöhe verlaufen sollte, wo zwei Haltestellen vorgesehen waren. Der weitere Verlauf war südseitig entlang der Landesstraße 1180 und 1141 / Neue Ramtelstraße angedacht, wo die Haltestellen Waldsiedlung, Bopserwaldstraße, Gerlinger Straße und Marie-Curie-Schule vorgesehen waren. Darauf folgte eine Einbiegung in die Glemseckstraße mit Halt Ramtel Gewerbegebiet und anschließend ein Verlauf entlang der alten Autobahntrasse (mit Halt Breslauer Straße) bis zur Breslauer Straße und entlang der Berliner Straße bis zur Stadthalle, wo an einem Halt Berliner Straße ein Tunnel unter der Römerstraße bis zum Bahnhof mit Halten unter der Kreuzung Ettlinger Straße und am Bahnhof folgt. Hierfür wurden Investitionskosten von rund 709 Millionen Euro, Unterhaltungskosten von etwa 1,57 Millionen Euro pro Jahr und ein Kosten-Nutzen-Faktor von nur 0,18 (also deutlich unter den erforderlichen 1,0) errechnet.
Für andere Varianten war teilweise die Benutzung des inzwischen verfüllten alten Engelbergtunnels der A 8 oder die Untertunnelung des Höhenzuges der Gerlinger Heide vorgesehen. Diese gingen teilweise von Ditzingen Hülben, teilweise von Gerlingen aus. Die Werte sämtlicher Varianten waren allerdings nicht so günstig, wie die für die Strecke Eiermann-Campus – Böblingen. Deswegen wurde empfohlen, eine vertiefte Untersuchung zugunsten der Böblinger Strecke vorläufig zurückzustellen. Eine spätere Untersuchung erbrachte im Dezember 2022 ein negatives Ergebnis für die Stadtbahn nach Leonberg, was eine Realisierung des Vorhabens in absehbarer Zeit ausschließt.

#### Verlängerung von Fellbach nach Waiblingen (U1-Ost)
In der Stadt Waiblingen wurde in der Vergangenheit immer wieder die Frage nach einem möglichen Stadtbahnanschluss von Fellbach aus in Diskussion gebracht, dies zuletzt zusammen mit Überlegungen einer städtebaulichen Neuordnung des Waiblinger Bahnhofumfeldes als der Wunsch geäußert wurde, im Bahnhofsbereich Platz für eine künftige Stadtbahntrasse freizuhalten.
Bereits Mitte der 2000er-Jahre gab es verschiedene Machbarkeitsstudien und teils vertiefende Untersuchungen seitens des Landkreises Ludwigsburg. Die vorgelegten Ergebnisse zeigten damals, dass eine damals mit der Stadtbahn Ludwigsburg in Erwägung gezogene Linie von Ludwigsburg nach Waiblingen keinen positiven Kosten-Nutzen-Faktor erreichen könnte. Darüber hinaus wurde allerdings immer wieder eine Stadtbahnlinie von Fellbach aus thematisiert. Im Hinblick auf die Bebauungssituation am heutigen Streckenendpunkt in Fellbach wäre eine solche Weiterführung nur mit erheblichen Eingriffen in den Gebäudebestand oder in Tunnellage zu entsprechend hohen Kosten möglich. Auch die ähnlichen Planungen einer Verlängerung von Fellbach nach Kernen im Remstal wurden aus diesen Gründen fallen gelassen. Auch das bereits gute Angebot durch S- und Regionalbahn und die demgegenüber nicht erzielbaren Fahrzeitverkürzung sprechen gegen eine solche Verlängerung. Ein wirklicher verkehrlicher Nutzen wäre maximal mit einer Anbindung der Waiblinger Stadtmitte erreichbar. Dort besteht allerdings eine ähnliche Problematik wie in Fellbach. Auch eine Förderung eines solchen Projektes ist deshalb unrealistisch und am Bahnhof soll somit keine Trasse für die Stadtbahn freigehalten werden.

## Bauvorleistungen

### Ungenutzt
- Der Tunnel unter dem Botnanger Sattel ist an seinem unteren (östlichen) Ende kurz vor der Haltestelle Herderplatz für eine Tieferlegung der Strecke um etwa eine Lichtraumhöhe vorbereitet; die derzeit ungenutzte Mehrtiefe ist verfüllt. Ein eventueller zukünftiger Tunnel unter der Bebelstraße könnte an diese tiefere Lage angeschlossen werden. Dies würde jedoch eine Aufgabe oder einen tiefergelegten Neubau der Haltestelle Herderplatz erfordern.[229]
- An der Haltestelle Herderplatz wurden zur Eröffnung 1994 bereits zwei Aufzugsschächte gebaut; allerdings befindet sich derjenige am stadteinwärtigen Bahnsteig bis heute nur im Rohbauzustand. Diese Seite der Haltestelle ist über eine langgezogene Rampe dennoch barrierefrei zu erreichen. Ob der zweite Aufzug eingebaut wird, ist deswegen bislang nicht abzusehen.
- Die Endstation Ostfildern-Nellingen wurde in einem tief gegründeten Betontrog angelegt, der bei einem möglichen Weiterbau Richtung Esslingen in eine Tunnelrampe umgenutzt werden kann.

### Nicht mehr benötigt
- Zwischen den Haltestellen Charlottenplatz und Staatsgalerie ist noch die Ausfädelung der parallel südlich verlaufenden, heute ungenutzten Tunnelröhre zu sehen, die in die ehemalige provisorische Tunnelrampe Konrad-Adenauer-Straße mündete (1972 mit der Eröffnung des Tunnelabschnitts Charlottenplatz–Stöckach aufgegeben).
- Bereits in den 1980er Jahren wurde unter der B 10/B 27 in Zuffenhausen ein Tunnelkasten als Bauvorleistung für eine eventuelle Führung der heutigen Linie U15 über den Bahnhof Zuffenhausen mitgebaut. Dieser Tunnel ist bis heute ungenutzt. Er erstreckt sich nur unter der Fläche der Bundesstraße, nicht unter den Bahnanlagen der Deutschen Bahn, da diese beim Bau der Bundesstraße zwar reduziert, aber nicht umgebaut wurden. Im Rahmen des Baus der U15 wurde dieser Tunnel nicht genutzt, da man sich für eine Führung der Stadtbahnlinie durch Zuffenhausen entschieden hat. Künftig wird eine Entfernung des Tunnels durch die Tieferlegung der B 10 / B 27 erwartet.
- Auf dem Abschnitt von Vaihingen nach Möhringen wurde beim Bau der neuen Brücke über die Nord-Süd-Straße Anfang der 1980er Jahre bereits eine zusätzliche normalspurige Weiche in das Gleis nach Möhringen eingebaut. Bei einer damals geplanten Verlegung des Gleisbauhofs Wangen an den heutigen Stadtbahnbetriebshof Möhringen (heute nicht mehr weiter verfolgt) wäre über diese Weiche ein Güteranschlussgleis vom Bahnhof Vaihingen aus, das in Teilen wie die einstige Filderbahn die Stadtbahnstrecke mitbenutzt hätte, entlang der Nord-Süd-Straße an den neuen Gleisbauhof angeschlossen worden. Während die Weiche bereits wieder entfernt wurde, sind unter der Asphaltschicht des angrenzenden Fußwegs noch einige Meter Gleis erkennbar.

### Historisch
- Im Zuge des S-Bahn-Baus bis 1978 entstand im zweiten Untergeschoss unter dem Rotebühlplatz als Bauvorleistung für die Stadtbahn ein kurzes Tunnelstück. Dieser Tunnel ging 1983 nach dem Bau der U-Haltestelle Rotebühlplatz und der Rampe in der Fritz-Elsas-Straße in Betrieb.
- Auf dem heute brachliegenden Abschnitt zwischen Leinfelden und Echterdingen wurden im Bereich Echterdingen Gymnasium bereits Ende der 1970er Jahre, als über die Zukunft dieser Strecke noch nicht endgültig entschieden war, Schwellen für ein Dreischienengleis (allerdings in Außenlage) verlegt. Gemeinsam mit den restlichen Gleisanlagen wurde auch dieser bereits ausgebaute Abschnitt 1991 zurückgebaut, da die U5 1990 ihren Endpunkt in Leinfelden erhalten hatte und eine Fortführung nicht absehbar war.
- Bei Eröffnung des Innenstadttunnels der Talquerlinie 1976 bzw. 1978 war dieser zwischen Schloßplatz und Hauptbahnhof bereits mit normalspurtauglichen Schwellen und an den Treppenabgängen der Haltestellen bereits mit Hochbahnsteigansätzen ausgestattet. Damals ging man allerdings noch von einer Außenlage der dritten Schiene aus, weswegen die Schwellen Mitte der 1980er Jahre in mehreren Nachtaktionen auf die heute übliche Innenlage umgedreht wurden. Dadurch waren die Kanten der Hochbahnsteigstümpfe am Südende der Haltestelle Hauptbahnhof zu weit vom Gleis entfernt, sodass sie bei der 2010 erfolgten Durchbindung des Hochbahnsteigs, d. h. Aufgabe des Tiefbahnsteigs, für den Stadtbahnbetrieb nicht nutzbar waren. Die SSB passten deshalb im Sommer 2010 die Gleislage in diesem Bereich an.
- Unter dem Kleinen Schloßplatz verlief von 1968 bis 1978 ein Tunnel der Straßenbahnlinie 8. In Erwartung einer künftigen Nutzung durch die Stadtbahn galt er als Bauvorleistung. Im Jahr 2002 wurde er im Zuge des Neubaus des Kunstmuseums in die Ausstellungsräume in den Untergeschossen integriert.
- Im Zusammenhang mit dem Bau der Stadtbücherei am Mailänder Platz entstanden auf dem Areal des früheren Güterbahnhofes von November 2008 bis Anfang 2010 zwei 60 m (stadtauswärts) bzw. 40 m (stadteinwärts) lange eingleisige Tunnelröhren-Teilstücke für die U12-Trasse durch das Europaviertel. Diese Tunnel wurden 2017 über Weichen an die neu erbauten Tunnelröhren der Talquerlinien zwischen Stadtbibliothek und Hauptbahnhof angeschlossen und am 9. Dezember 2017 in Betrieb genommen.

## Philatelie
Die Deutsche Post brachte am 7. Dezember 2017 eine Briefmarke Stadtbahn Stuttgart zu 1,45 Euro heraus.

## Anmerkung
1. ↑  VVS-Verkehrserhebung, Tageswert Mo–Fr, 2018, inkl. Zahnrad- und Seilbahn